# Dân chủ xã hội

Hoa hồng đỏ, biểu trưng của phong trào dân chủ xã hội.

Dân chủ xã hội là một hệ tư tưởng kinh tế, triết lý chính trị xã hội của chủ nghĩa xã hội ủng hộ dân chủ tự do, dân chủ kinh tế và chủ trương một đường lối dân chủ, cải cách và tiệm tiến để thực hiện chủ nghĩa xã hội. Hiện tại, dân chủ xã hội sử dụng các biện pháp can thiệp kinh tế xã hội nhằm thúc đẩy công bằng xã hội và một ủng hộ một nền kinh tế hỗn hợp định hướng tư bản chủ nghĩa. Các phương thức và chuẩn mực được sử dụng để đạt được điều này bao gồm cam kết về dân chủ đại nghị và dân chủ tham gia, các biện pháp phân phối thu nhập, điều tiết nền kinh tế vì lợi ích chung và các điều khoản phúc lợi xã hội. Do sự cầm quyền lâu dài của các đảng dân chủ xã hội trong thời kỳ đồng thuận sau Chiến tranh thế giới thứ hai và ảnh hưởng của những đảng này đối với chính sách kinh tế xã hội ở các nước Bắc và Tây Âu, nền dân chủ xã hội đã trở nên gắn liền với kinh tế học Keynes, mô hình Bắc Âu, chủ nghĩa tự do xã hội và các nhà nước phúc lợi bên trong giới chính trị cuối thế kỷ 20. Đây được mô tả là hình thức phổ biến nhất của chủ nghĩa xã hội phương Tây hoặc hiện đại, cũng như cánh cải cách của chủ nghĩa xã hội dân chủ.
Lịch sử của nền dân chủ xã hội bắt nguồn từ phong trào xã hội chủ nghĩa thế kỷ 19. Dân chủ xã hội ủng hộ một quá trình chuyển tiếp hòa bình và cải cách từ chủ nghĩa tư bản lên chủ nghĩa xã hội, sử dụng các quy trình chính trị đã được thiết lập, trái ngược với phương pháp cách mạng xã hội chủ nghĩa gắn với chủ nghĩa Marx chính thống. Trong thời kỳ đầu hậu chiến ở Tây Âu, các đảng dân chủ xã hội đã bác bỏ mô hình kinh tế và chính trị của chủ nghĩa Stalin lúc bấy giờ ở Liên Xô, cam kết theo một con đường thay thế để quá độ lên chủ nghĩa xã hội, hoặc thỏa hiệp giữa chủ nghĩa tư bản và chủ nghĩa xã hội. Trong thời kỳ này, các nhà dân chủ xã hội chấp nhận một nền kinh tế hỗn hợp dựa trên sự thống trị của của sở hữu tư nhân, chỉ có một số ít các tiện ích và dịch vụ công thiết yếu thuộc sở hữu công cộng. Các nhà dân chủ xã hội đã thúc đẩy kinh tế học Keynes, chủ nghĩa can thiệp nhà nước và nhà nước phúc lợi, trong khi ít chú trọng hơn đến mục tiêu thay thế hệ thống tư bản (thị trường nhân tố, tài sản tư nhân và tiền công lao động) bằng một hệ thống kinh tế xã hội chủ nghĩa.
Trong khi giữ chủ nghĩa xã hội là mục tiêu lâu dài, dân chủ xã hội khác với một số hình thức hiện đại của chủ nghĩa xã hội dân chủ tìm cách nhân tính hoá chủ nghĩa tư bản và tạo điều kiện để chủ nghĩa tư bản dẫn đến dân chủ, bình đẳng và đoàn kết hơn. Dân chủ xã hội đặc trưng bởi cam kết với các chính sách nhằm hạn chế bất bình đẳng xã hội, xóa bỏ áp bức với các nhóm yếu thế và xóa nghèo, cũng như hỗ trợ các dịch vụ công có thể tiếp cận rộng rãi như chăm sóc trẻ em, giáo dục, chăm sóc người già, chăm sóc sức khỏe, và phúc lợi lao động. Dân chủ xã hội có liên hệ chặt chẽ với phong trào lao động và công đoàn, ủng hộ quyền thương lượng tập thể cho người lao động và các biện pháp để mở rộng quyền ra quyết định ra ngoài chính trị sang lĩnh vực kinh tế dưới hình thức đồng quyết định, hoặc sở hữu xã hội, cho người lao động và các bên liên quan. Con đường thứ ba, bề ngoài nhằm mục đích kết hợp kinh tế tự do với các chính sách phúc lợi dân chủ xã hội, là một hệ tư tưởng phát triển vào những năm 1990 và đôi khi được liên kết với các đảng dân chủ xã hội; một số nhà phân tích đã mô tả Con đường thứ ba là một phần của phong trào tân tự do.

## Tổng quan

### Định nghĩa
Dân chủ xã hội được xác định là một trong nhiều truyền thống xã hội chủ nghĩa. Là một phong trào chính trị, dân chủ xã hội có mục đích là dần dần tiến lên chủ nghĩa xã hội thông qua các phương tiện dân chủ. Định nghĩa này có thể bắt nguồn từ tác động của cả chủ nghĩa xã hội cải cách Ferdinand Lassalle cũng như chủ nghĩa xã hội cách mạng quốc tế do Karl Marx và Friedrich Engels phát triển, những người đã ảnh hưởng dân chủ xã hội. Là một phong trào chính trị và ý thức hệ quốc tế, dân chủ xã hội đã trải qua nhiều hình thức chính khác nhau trong suốt lịch sử. Trong khi vào thế kỷ 19 đây là "chủ nghĩa Marx có tổ chức", thì dân chủ xã hội trở thành "chủ nghĩa cải cách có tổ chức" vào thế kỷ 20. Là một chế độ chính sách, dân chủ xã hội đòi hỏi sự hỗ trợ cho một nền kinh tế hỗn hợp và các biện pháp hiệu quả để mang lại lợi ích cho giai cấp công nhân trong khuôn khổ của chủ nghĩa tư bản dân chủ. Đến thế kỷ 21, chế độ chính sách dân chủ xã hội thường được định nghĩa là sự gia tăng các chính sách phúc lợi xã hội hoặc sự gia tăng các dịch vụ công và có thể được sử dụng đồng nghĩa với mô hình Bắc Âu.
Trong khoa học chính trị, chủ nghĩa xã hội dân chủ và chủ nghĩa dân chủ xã hội phần lớn được coi là từ đồng nghĩa, trong khi hai thuật ngữ này lại được phân biệt trong báo chí. Theo định nghĩa xã hội dân chủ này, dân chủ xã hội là một hệ tư tưởng tìm cách dần dần xây dựng một nền kinh tế xã hội chủ nghĩa thay thế thông qua các thể chế của dân chủ tự do. Bắt đầu từ thời hậu chiến, dân chủ xã hội được định nghĩa là một chế độ chính sách ủng hộ việc cải cách chủ nghĩa tư bản để gắn với các lý tưởng đạo đức về công bằng xã hội. Trong thế kỷ 19, dân chủ xã hội bao gồm rất nhiều làn sóng chủ nghĩa xã hội phi cách mạng và cách mạng mà không bao gồm chủ nghĩa vô trị. Vào đầu thế kỷ 20, dân chủ xã hội được dùng để chỉ sự hỗ trợ cho quá trình từng bước phát triển chủ nghĩa xã hội thông qua các cấu trúc chính trị hiện có, phản đối các phương tiện cách mạng để đạt được chủ nghĩa xã hội và ủng hộ chủ nghĩa cải cách.

### Đảng chính trị
Dân chủ Xã hội là tên của các đảng xã hội chủ nghĩa ở một số quốc gia. Thuật ngữ này gắn liền với quan điểm của các đảng ở Đức và Thụy Điển. Đảng ở Đức ủng hộ chủ nghĩa Marx xét lại, trong khi Đảng ở Thụy Điển ủng hộ một nhà nước phúc lợi toàn diện. Đến thế kỷ 21, các đảng ủng hộ dân chủ xã hội bao gồm Đảng Lao động (Labour), Cánh tả (Left), và một số đảng Xanh (Green). Hầu hết các đảng dân chủ xã hội tự coi mình là những người theo chủ nghĩa xã hội dân chủ và được phân loại là các đảng xã hội chủ nghĩa. Họ tiếp tục đề cập đến chủ nghĩa xã hội, hoặc là một trật tự hậu tư bản chủ nghĩa, hoặc theo các thuật ngữ đạo đức như một xã hội công bằng, được mô tả là đại diện cho chủ nghĩa xã hội dân chủ, mà không liên hệ rõ ràng nào đến hệ thống kinh tế hoặc cấu trúc của chủ nghĩa xã hội. Các đảng như Đảng Dân chủ Xã hội Đức và Đảng Dân chủ Xã hội Thụy Điển mô tả mục tiêu của họ là sự phát triển của chủ nghĩa xã hội dân chủ, với dân chủ xã hội làm nguyên tắc hành động. Vào thế kỷ 21, các đảng dân chủ xã hội châu Âu đại diện cho chính trị trung tả và chủ yếu là một phần của Đảng Xã hội Châu Âu (European Socialist Party), trong khi các đảng xã hội dân chủ thì lệch tả hơn, thuộc Đảng Cánh tả Châu Âu (Party of the European Left). Nhiều đảng dân chủ xã hội là thành viên của Quốc tế xã hội chủ nghĩa, bao gồm một số đảng xã hội dân chủ, mà Tuyên bố Frankfurt tuyên bố mục tiêu phát triển của chủ nghĩa xã hội dân chủ. Một số khác cũng là một phần của Liên minh Tiến bộ (Progressive Alliance), được thành lập vào năm 2013 bởi hầu hết các đảng thành viên hiện nay hoặc trước đây của Quốc tế Xã hội Chủ nghĩa.
Điểm chung của những người theo chủ nghĩa xã hội như chủ nghĩa vô trị, chủ nghĩa cộng sản, dân chủ xã hội, chủ nghĩa công đoàn và một số người ủng hộ dân chủ xã hội của Con đường thứ ba là có điểm chung về lịch sử, đặc biệt là đều có thể bắt nguồn từ các cá nhân, nhóm và văn học của Quốc tế thứ nhất, và đã giữ lại một số thuật ngữ và biểu tượng như màu đỏ. Xã hội nên can thiệp đến đâu và liệu chính phủ, đặc biệt là chính phủ hiện tại, có phải là phương tiện thích hợp để thay đổi hay không là những vấn đề còn nhiều bất đồng. Như Historical Dictionary of Socialism tóm tắt, "đã có những chỉ trích chung về tác động xã hội của quyền sở hữu tư nhân và quyền kiểm soát tư bản", "một quan điểm chung rằng giải pháp cho những vấn đề này nằm ở một số hình thức kiểm soát tập thể (với mức độ kiểm soát khác nhau giữa những người đề xướng chủ nghĩa xã hội) đối với tư liệu sản xuất, phân phối và trao đổi", và "đã có thỏa thuận rằng kết quả của sự kiểm soát tập thể này phải là một xã hội cung cấp bình đẳng và công bằng xã hội, bảo vệ kinh tế, và nói chung một cuộc sống thỏa mãn hơn cho hầu hết mọi người". Chủ nghĩa xã hội đã trở thành một thuật ngữ chung cho những người chỉ trích chủ nghĩa tư bản và xã hội công nghiệp. Các nhà dân chủ xã hội chống tư bản trong cái mức độ mà những lời chỉ trích về "nghèo đói, lương thấp, thất nghiệp, bất bình đẳng kinh tế và xã hội, và thiếu an ninh kinh tế" có liên quan đến quyền sở hữu tư nhân về tư liệu sản xuất.

### Thuật ngữ
Vào thế kỷ 19, dân chủ xã hội là thuật ngữ chung cho các nhà xã hội chủ nghĩa quốc tế trung thành về hệ tư tưởng cơ bản với Lassalle hoặc Marx, trái ngược với những người ủng hộ các hình thức khác nhau của chủ nghĩa xã hội không tưởng. Trong một trong những tác phẩm học thuật đầu tiên về chủ nghĩa xã hội châu Âu viết cho độc giả Mỹ, cuốn sách French and German Socialism in Modern Times (1883) của Richard T. Ely , các nhà dân chủ xã hội được mô tả là "cánh cực đoan của những người xã hội chủ nghĩa", những người "có khuynh hướng nhấn mạnh đến sự bình đẳng hưởng thụ, bất kể giá trị sức lao động của một người, đến nỗi họ có thể được gọi đúng hơn là những người cộng sản". Nhiều đảng trong thời kỳ này tự mô tả là Đảng Dân chủ Xã hội, bao gồm Tổng hội Công nhân Đức và Đảng Công nhân Dân chủ Xã hội Đức hợp nhất để tạo thành Đảng Dân chủ Xã hội Đức, Liên đoàn Dân chủ Xã hội (Social Democratic Federation) ở Anh, và Đảng Lao động Dân chủ Xã hội Nga. Dân chủ xã hội tiếp tục được sử dụng theo bối cảnh này cho đến thời điểm diễn ra Cách mạng Tháng Mười năm 1917, lúc đó chủ nghĩa cộng sản trở nên phổ biến đối với các cá nhân và tổ chức tán thành con đường cách mạng đi lên chủ nghĩa xã hội.
Dân chủ xã hội vẫn còn gây tranh cãi giữa những người theo chủ nghĩa xã hội. Một số định nghĩa thuật ngữ này đại diện cho cả phe Marxist và những người theo chủ nghĩa xã hội phi cộng sản hoặc cánh hữu của chủ nghĩa xã hội trong thời kỳ chia rẽ với chủ nghĩa cộng sản. Những người khác đã ghi nhận việc sử dụng tiêu cực thuật ngữ này trong những người cộng sản và những người theo chủ nghĩa xã hội khác. Theo Lyman Tower Sargent, "chủ nghĩa xã hội đề cập đến các lý thuyết xã hội hơn là các lý thuyết hướng đến cá nhân. Bởi vì nhiều người cộng sản hiện nay tự gọi mình là những người theo chủ nghĩa xã hội dân chủ, đôi khi rất khó để biết được đặc điểm chính trị thực sự là gì. Kết quả là, dân chủ xã hội đã trở thành một tên gọi mới chung cho các đảng chủ nghĩa xã hội dân chủ."

#### Chủ nghĩa Marx xét lại
Các quan điểm của Eduard Bernstein, người theo chủ nghĩa Marx xét lại, đã ảnh hưởng và đặt nền tảng cho sự phát triển của nền dân chủ xã hội thời hậu chiến với tư cách là một chế độ chính sách, chủ nghĩa xét lại lao động, và chủ nghĩa tân xét lại của Con đường thứ ba. Định nghĩa dân chủ xã hội này tập trung vào các thuật ngữ đạo đức, với kiểu chủ nghĩa xã hội được chủ trương là đạo đức và tự do. Bernstein mô tả chủ nghĩa xã hội và dân chủ xã hội nói riêng là "chủ nghĩa tự do có tổ chức"; theo nghĩa này, chủ nghĩa tự do là tiền thân của chủ nghĩa xã hội, có quan điểm hạn chế về tự do là phải được xã hội hóa, trong khi dân chủ phải bao gồm dân chủ xã hội. Đối với những nhà dân chủ xã hội, những người vẫn mô tả và coi mình là những người theo chủ nghĩa xã hội, chủ nghĩa xã hội được sử dụng trong các thuật ngữ đạo đức hoặc luân lý, đại diện cho dân chủ, chủ nghĩa quân bình và công bằng xã hội hơn là một hệ thống kinh tế xã hội chủ nghĩa cụ thể. Theo kiểu định nghĩa này, mục tiêu của dân chủ xã hội là nâng cao những giá trị đó trong nền kinh tế thị trường tư bản chủ nghĩa, vì sự ủng hộ đối với nền kinh tế hỗn hợp không còn biểu thị sự tồn tại chung giữa sở hữu nhà nước và sở hữu tư nhân, hoặc giữa cơ chế thị trường và kinh tế kế hoạch, mà đúng hơn, đại diện cho thị trường tự do kết hợp với sự can thiệp và quy định của chính phủ.
Dân chủ xã hội đã được coi là sự sửa đổi của chủ nghĩa Marx chính thống, mặc dù điều này đã được cho là sai lệch đối với nền dân chủ xã hội hiện đại. Một số người thì phân biệt giữa dân chủ xã hội tư tưởng như một bộ phận của phong trào xã hội chủ nghĩa rộng rãi và dân chủ xã hội với tư cách là một chế độ chính sách. Loại thứ nhất được gọi là dân chủ xã hội cổ điển (classical social democracy) hay chủ nghĩa xã hội cổ điển (classical socialism), tương phản với chủ nghĩa xã hội cạnh tranh (competitive socialism), chủ nghĩa xã hội tự do (liberal socialism), tân dân chủ xã hội (neo-social democracy), và dân chủ xã hội mới (new social democracy).

#### Sử dụng
Dân chủ xã hội thường được ghép với nền kinh tế chỉ huy hành chính, chủ nghĩa xã hội chuyên chế, chính phủ lớn, các nhà nước theo chủ nghĩa Marx–Lenin, kế hoạch kinh tế kiểu Xô viết, chủ nghĩa can thiệp nhà nước và chủ nghĩa xã hội nhà nước. Đây là điều đáng chú ý ở Hoa Kỳ, nơi chủ nghĩa xã hội đã trở thành một từ miệt thị được những người theo chủ nghĩa bảo thủ và tự do sử dụng để phá hoại các chính sách, đề xuất và nhân vật công chúng theo chủ nghĩa tiến bộ và tự do hiện đại. Những nhầm lẫn đó không chỉ do định nghĩa xã hội chủ nghĩa mà còn do định nghĩa tư bản chủ nghĩa gây ra. Từ những năm 1980, những người theo chủ nghĩa tự do kinh tế như Margaret Thatcher đã ủng hộ một chính phủ nhỏ và |nền kinh tế thị trường tư bản chủ nghĩa tự do, đồng thời phản đối chủ nghĩa can thiệp kinh tế, các quy định của chính phủ và các chính sách dân chủ xã hội. Điều này đã dẫn đến việc chủ nghĩa xã hội và mở rộng ra là dân chủ xã hội được định nghĩa ở các nước như Na Uy và Vương quốc Anh là "những gì một chính phủ Lao động (Labour) làm" chẳng hạn như phản ánh sự chuyển đổi vừa phải từ các chính sách quốc hữu hóa sang các quy định của nhà nước.
Với sự trỗi dậy của chủ nghĩa tân tự do vào cuối những năm 1970 và đầu những năm 1980, một số nhà dân chủ xã hội đã kết hợp Con đường thứ ba và thông qua các chính sách tự do kinh tế giữa những năm 1990 và 2000. Nhiều nhà dân chủ xã hội phản đối Con đường thứ ba trùng lặp với các nhà xã hội dân chủ trong cam kết của họ về một sự thay thế dân chủ cho chủ nghĩa tư bản và một nền kinh tế hậu tư bản. Những nhà dân chủ xã hội đó không chỉ chỉ trích Con đường thứ ba là phản xã hội chủ nghĩa, và tân tự do mà còn là phản dân chủ xã hội. Một số nhà xã hội dân chủ và những người khác đã bác bỏ học thuyết trung tâm của Con đường thứ ba, vì trung tâm chính trị đã chuyển sang cánh hữu trong thời kỳ tân tự do. Trong thời kỳ Con đường thứ ba, các đảng như Đảng Lao động ở Anh và Đảng Dân chủ Xã hội Đức đã được mô tả trên thực tế là không thể phân biệt được với trung hữu, hay là tân tự do.

## Triết lý
Là một hình thức của chủ nghĩa xã hội dân chủ cải cách, dân chủ xã hội bác bỏ cách giải thích hoặc cái này hoặc cái kia giữa chủ nghĩa tư bản và chủ nghĩa xã hội. tuyên bố rằng việc thúc đẩy sự phát triển tiến bộ của chủ nghĩa tư bản sẽ dần dần dẫn đến sự phát triển của nền kinh tế tư bản thành nền kinh tế xã hội chủ nghĩa. Mọi công dân phải được hưởng một số quyền xã hội một cách hợp pháp; những dịch vụ này bao gồm khả năng tiếp cận  với các dịch vụ công phổ biến như giáo dục, chăm sóc sức khỏe, bồi thường cho người lao động và các dịch vụ khác bao gồm chăm sóc trẻ em và chăm sóc người già. Các nhà dân chủ xã hội ủng hộ quyền tự do khỏi bị phân biệt đối xử dựa trên sự khác biệt về năng lực/khuyết tật, tuổi tác, dân tộc, giới tính, ngôn ngữ, chủng tộc, tôn giáo, khuynh hướng tình dục và tầng lớp xã hội.

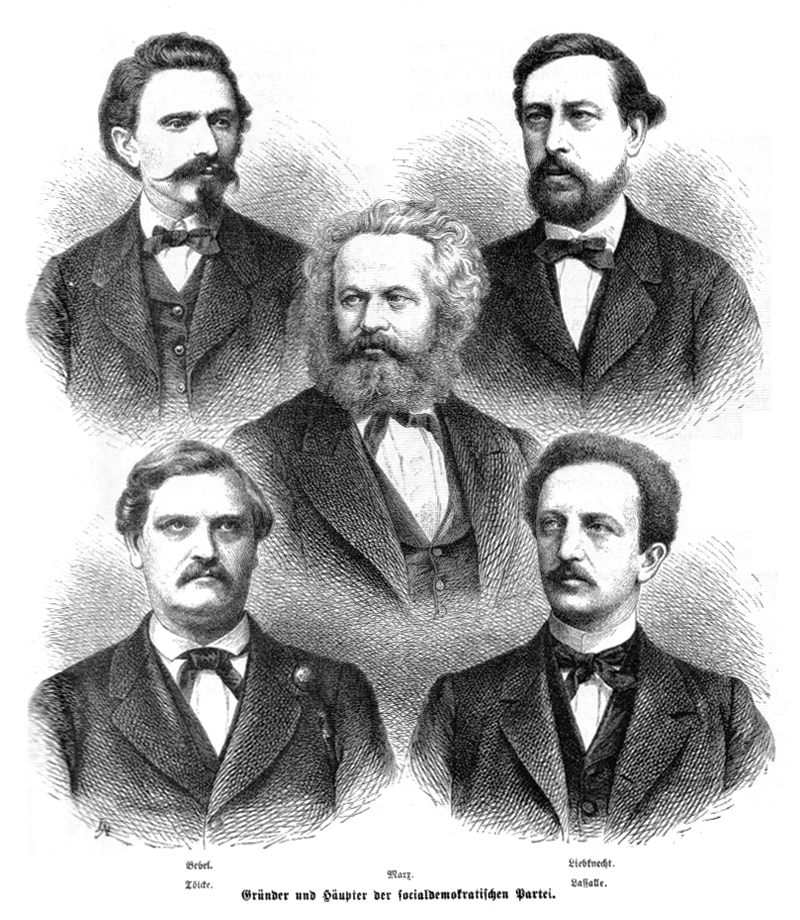
Một bức tranh nêu bật năm nhà lãnh đạo của nền dân chủ xã hội ban đầu ở Đức

Cuối đời, Karl Marx và Friedrich Engels cho rằng ở một số quốc gia, người lao động có thể đạt được mục tiêu thông qua các biện pháp hòa bình. Theo đó, Engels lập luận rằng những người theo chủ nghĩa xã hội là những người theo chủ nghĩa tiến hóa, mặc dù cả Marx và Engels đều dấn thân vào cuộc cách mạng xã hội. Trong nền dân chủ xã hội phát triển, Eduard Bernstein đã bác bỏ những cơ sở cách mạng và duy vật của chủ nghĩa Marx chính thống. Thay vì đấu tranh giai cấp và cách mạng xã hội chủ nghĩa, chủ nghĩa Marx xét lại của Bernstein phản ánh rằng chủ nghĩa xã hội có thể đạt được thông qua sự hợp tác giữa người với không phân biệt giai cấp. Tuy nhiên, Bernstein vẫn tôn trọng Marx, coi ông là cha đẻ của nền dân chủ xã hội, nhưng tuyên bố rằng cần phải sửa đổi tư tưởng của Marx trong bối cảnh điều kiện thay đổi. Bị ảnh hưởng bởi nền tảng chủ nghĩa dần dần được phong trào Fabian ở Anh sử dụng, Bernstein đã chủ trương một cách tiếp cận tiến hóa tương tự đối với chính trị xã hội chủ nghĩa mà ông gọi là chủ nghĩa xã hội tiến hóa (evolutionary socialism). Tiến hóa ở đây có nghĩa bao gồm dân chủ đại nghị và sự hợp tác giữa con người không phân biệt giai cấp. Bernstein chấp nhận phân tích của chủ nghĩa Marx rằng sự ra đời của chủ nghĩa xã hội gắn liền với sự phát triển của chủ nghĩa tư bản.
August Bebel, Bernstein, Engels, Wilhelm Liebknecht, Marx và Carl Wilhelm Tölcke đều được coi là cha đẻ của nền dân chủ xã hội ở Đức, nhưng đặc biệt là Bernstein và Lassalle, cùng với những người ủng hộ quyền lao động và nhà cải cách như Louis Blanc ở Pháp, người đã dẫn đến sự kết hợp rộng rãi giữa dân chủ xã hội với chủ nghĩa cải cách xã hội chủ nghĩa. Trong khi Lassalle là một người theo chủ nghĩa xã hội nhà nước cải cách, Bernstein dự đoán sự tồn tại lâu dài của nền dân chủ với nền kinh tế hỗn hợp trong quá trình cải tổ chủ nghĩa tư bản thành chủ nghĩa xã hội và cho rằng những người theo chủ nghĩa xã hội cần phải chấp nhận điều này. Nền kinh tế hỗn hợp này sẽ bao gồm các doanh nghiệp nhà nước, doanh nghiệp hợp tác và doanh nghiệp tư nhân, và sẽ cần một thời gian dài trước khi các doanh nghiệp tư nhân phát triển theo cách riêng của họ thành doanh nghiệp hợp tác. Bernstein chỉ ủng hộ quyền sở hữu nhà nước đối với một số bộ phận của nền kinh tế mà nhà nước có thể quản lý tốt nhất và bác bỏ sở hữu nhà nước trên quy mô lớn vì quá nặng nề để có thể quản lý được. Bernstein là người ủng hộ chủ nghĩa xã hội Kant và chủ nghĩa tân Kant. Mặc dù ban đầu không được yêu thích, quan điểm của ông đã trở thành xu hướng chủ đạo sau chiến tranh thế giới thứ nhất.
Trong The Future of Socialism (1956), Anthony Crosland lập luận rằng "chủ nghĩa tư bản truyền thống đã được cải cách và sửa đổi gần như không còn tồn tại, và đó là với một hình thức xã hội khá khác mà các nhà xã hội chủ nghĩa hiện nay phải quan tâm. Chủ nghĩa chống chủ nghĩa tư bản trước chiến tranh sẽ giúp chúng ta rất ít", một kiểu chủ nghĩa tư bản mới đòi hỏi một kiểu chủ nghĩa xã hội mới. Crosland tin rằng những đặc điểm này của chủ nghĩa tư bản quản lý được cải cách là không thể đảo ngược, nhưng trong Đảng Lao động và các đảng khác đã tranh luận rằng Margaret Thatcher và Ronald Reagan đã đảo ngược vào những năm 1970 và 1980. Mặc dù đồng thuận hậu chiến đại diện cho một thời kỳ mà nền dân chủ xã hội là "phát triển nhất", người ta đã lập luận rằng "nền dân chủ xã hội thời hậu chiến đã hoàn toàn quá tự tin vào phân tích của chính mình" bởi vì "những lợi ích được cho là vĩnh viễn hóa ra có điều kiện và vì bể chứa của sự tăng trưởng tư bản có dấu hiệu cạn kiệt ". Trong Socialism Now (1974), Crosland lập luận rằng "đáng ra phải đạt được nhiều hơn nữa bởi Chính phủ Lao động tại vị và áp lực từ đảng Lao động khi là đối lập. Chống lại sự phản kháng cố định để thay đổi, chúng ta nên có một ý chí thay đổi mạnh mẽ hơn. Tôi kết luận rằng cần phải chuyển lệch sang cánh tả".
Trong Origin, Ideology and Transformation of Political Parties: East-Central and Western Europe Compared, Vít Hloušek và Lubomír Kopecek giải thích các đảng xã hội chủ nghĩa đã phát triển như thế nào từ thế kỷ 19 đến đầu thế kỷ 21. Khi số lượng người trong các nghề truyền thống của giai cấp công nhân như công nhân nhà máy và thợ mỏ giảm, những người theo chủ nghĩa xã hội đã thành công trong việc mở rộng sự thu hút của họ đối với tầng lớp trung lưu bằng cách làm loãng hệ tư tưởng của họ; tuy nhiên, vẫn có sự liên tục giữa các đảng như SPD, Đảng Lao động ở Anh và các đảng xã hội chủ nghĩa khác, những đảng này vẫn là một phần của cùng một gia đình tinh thần (famille spirituelle), hoặc gia đình đảng ý thức hệ, như hầu hết các nhà khoa học chính trị đã chỉ ra. Đối với nhiều nhà dân chủ xã hội, chủ nghĩa Marx được coi là có giá trị vì đã nhấn mạnh vào việc thay đổi thế giới vì một tương lai công bằng hơn, tốt đẹp hơn.

### Phát triển
Trong suốt cuối thế kỷ 19 và đầu thế kỷ 20, dân chủ xã hội là một phong trào lao động rộng rãi trong chủ nghĩa xã hội nhằm thay thế sở hữu tư nhân bằng sở hữu xã hội về tư liệu sản xuất, chịu ảnh hưởng của cả chủ nghĩa Marx và những người ủng hộ Ferdinand Lassalle. Đến năm 1868–1869, chủ nghĩa xã hội gắn liền với Karl Marx đã trở thành cơ sở lý luận chính thức của đảng dân chủ xã hội đầu tiên được thành lập ở châu Âu, Đảng Công nhân Dân chủ Xã hội Đức. Vào đầu thế kỷ 20, chính trị gia dân chủ xã hội người Đức Eduard Bernstein đã bác bỏ một số ý tưởng trong chủ nghĩa Marx chính thống (những quan điểm đề xuất tiến trình lịch sử cụ thể và cách mạng như một phương tiện để đạt được bình đẳng xã hội), nâng cao quan điểm rằng chủ nghĩa xã hội cần phải dựa trên các lập luận đạo đức và luân lý, công bằng xã hội và chủ nghĩa quân bình cần đạt được thông qua cải cách lập pháp từng bước. Sau sự chia rẽ giữa những người chủ nghĩa xã hội cải cách và cách mạng trong Quốc tế thứ hai, các đảng xã hội chủ nghĩa chịu ảnh hưởng của Bernstein đã bác bỏ chính trị cách mạng để ủng hộ thể chế đại nghị, trong khi vẫn cam kết xã hội hóa.
Trong những năm 1920 và 1930, dân chủ xã hội đã trở thành một xu hướng thống trị trong phong trào xã hội chủ nghĩa, chủ yếu gắn liền với chủ nghĩa xã hội đổi mới trong khi chủ nghĩa cộng sản đại diện cho chủ nghĩa xã hội cách mạng. Dưới ảnh hưởng của các chính trị gia như Carlo Rosselli ở Ý, các nhà dân chủ xã hội bắt đầu tách mình ra khỏi chủ nghĩa Marx chính thống đại diện bởi chủ nghĩa Marx–Lenin, chấp nhận chủ nghĩa xã hội tự do, kinh tế học Keynes, và theo đuổi đạo đức hơn là bất kỳ thế giới quan có hệ thống, khoa học hoặc duy vật nhất quán nào. Dân chủ xã hội đã thu hút những người theo chủ nghĩa cộng đồng, chủ nghĩa nghiệp đoàn, và đôi khi chủ nghĩa dân tộc, trong khi từ chối quyết định luận kinh tế và quyết định luận công nghệ nói chung của chủ nghĩa Marx chính thống và chủ nghĩa tự do kinh tế.
Sau thế chiến thứ hai, những người dân chủ xã hội đóng vai trò quan trọng trong chính trị. Họ thực hiện những cải cách để mở rộng dân chủ cho phép người dân tham gia rộng rãi hơn vào chính trị để thúc đẩy dân chúng ủng hộ và bảo vệ nền dân chủ. Họ cũng tạo ra những chương trình phúc lợi xã hội, dịch vụ công chất lượng cao và những định chế cho một thị trường lao động mới. Giới tinh hoa ủng hộ những chính sách dân chủ xã hội vì chúng ngăn cản một cuộc cách mạng cộng sản nổ ra. Câu chuyện của chủ nghĩa xã hội trong suốt thế kỷ XX là cuộc chiến giữa những sự lựa chọn: chủ nghĩa cộng sản, chủ nghĩa xã hội dân chủ và dân chủ xã hội. Vào thời kỳ đồng thuận và mở rộng kinh tế hậu chiến tranh thế giới thứ hai, hầu hết các nhà dân chủ xã hội ở châu Âu đã từ bỏ mối liên hệ ý thức hệ với chủ nghĩa Marx chính thống và chuyển trọng tâm sang cải cách chính sách xã hội như một sự thỏa hiệp giữa chủ nghĩa tư bản với chủ nghĩa xã hội. Theo Michael Harrington, lý do chính của điều này là do quan điểm coi Liên Xô theo chủ nghĩa Stalin đã thành công trong việc tuyên truyền chiếm đoạt di sản của chủ nghĩa Marx và xuyên tạc nhằm biện minh cho chủ nghĩa toàn trị. Khi thành lập, Quốc tế xã hội chủ nghĩa chỉ trích phong trào cộng sản do Bolshevik truyền cảm hứng, "vì tuyên bố sai sự thật về một phần trong truyền thống Xã hội Chủ nghĩa". Hơn nữa, các nguyên lý cốt lõi của chủ nghĩa Marx đã bị các nhà dân chủ xã hội coi là đã lỗi thời, bao gồm cả dự đoán rằng giai cấp công nhân là giai cấp quyết định đối với sự phát triển của chủ nghĩa tư bản. Theo quan điểm của họ, điều này đã không thành hiện thực do kết quả của quá trình công nghiệp hóa hàng loạt trong chiến tranh thế giới thứ hai.
Trong quá trình phát triển theo Con đường thứ ba của nền dân chủ xã hội, các nhà dân chủ xã hội đã tự điều chỉnh để phù hợp với môi trường chính trị tân tự do đã tồn tại từ những năm 1980. Những nhà dân chủ xã hội thừa nhận rằng sự phản đối chủ nghĩa tư bản là không khả thi về mặt chính trị, và chấp nhận rằng các thế lực đang tìm cách thách thức các biến thể thị trường tự do và Laissez-faire của chủ nghĩa tư bản là mối quan tâm tức thời hơn. Con đường thứ ba đại diện cho một nền dân chủ xã hội hiện đại, nhưng những nhà dân chủ xã hội vẫn cam kết xóa bỏ dần chủ nghĩa tư bản, cùng với các nhà dân chủ xã hội đối lập với Con đường thứ ba, đã sáp nhập vào chủ nghĩa xã hội dân chủ. Mặc dù dân chủ xã hội có nguồn gốc là một phong trào xã hội chủ nghĩa hoặc cộng sản cách mạng, một điểm khác biệt được đặt ra để tách biệt chủ nghĩa xã hội dân chủ và dân chủ xã hội là xã hội dân chủ có thể bao gồm các phương tiện cách mạng. Dân chủ xã hội đề xuất dân chủ đại nghị theo pháp quyền là hình thức chính phủ hợp hiến duy nhất được chấp nhận.
Dân chủ xã hội được mô tả là hình thức tiến hóa của chủ nghĩa xã hội dân chủ nhằm mục đích dần dần đạt được chủ nghĩa xã hội một cách hòa bình thông qua các tiến trình chính trị đã được thiết lập chứ không phải là cách mạng xã hội như các nhà xã hội chủ nghĩa cách mạng chủ trương. Theo nghĩa này, dân chủ xã hội đồng nghĩa với chủ nghĩa xã hội dân chủ và được đại diện cho hình thức ban đầu của nó, chủ nghĩa xã hội đạt được bằng các phương thức dân chủ, thường là thông qua nghị viện. Trong khi các nhà dân chủ xã hội tiếp tục gọi và mô tả mình là những người theo chủ nghĩa xã hội dân chủ hoặc đơn giản là những người theo chủ nghĩa xã hội với thời gian, sự liên kết sau chiến tranh của dân chủ xã hội với tư cách là chế độ chính sách, và sự phát triển của Con đường thứ ba, chủ nghĩa xã hội dân chủ đã bao gồm các khuynh hướng cộng sản và cách mạng, đại diện cho ý nghĩa ban đầu của dân chủ xã hội, vì cái sau đã chuyển sang chủ nghĩa cải cách.

### Chủ nghĩa cộng sản và Con đường thứ ba

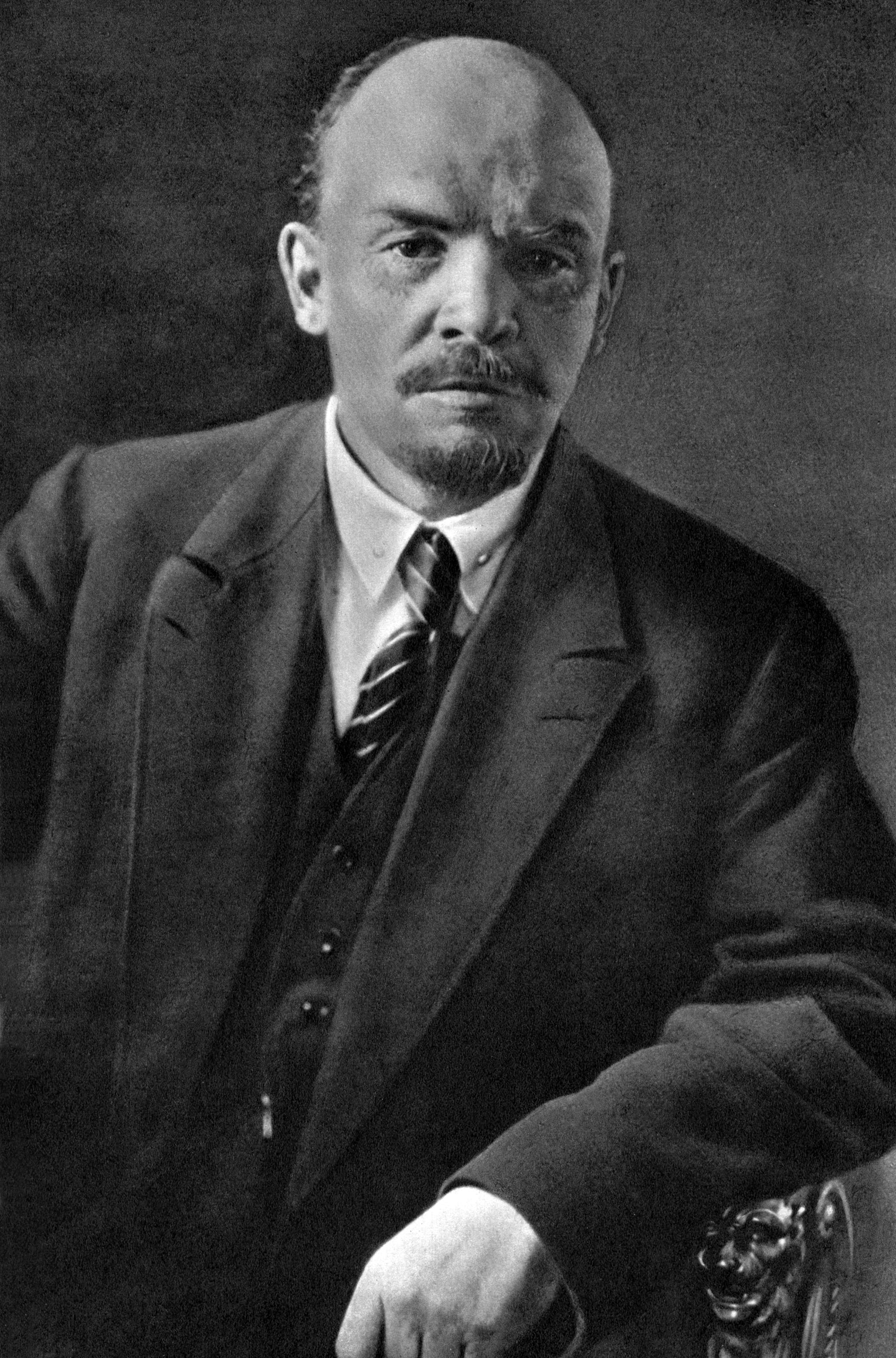
Vladimir Ilyich Lenin, một nhà cách mạng dân chủ xã hội mở đường cho sự chia rẽ giữa những người cộng sản và dân chủ xã hội.

Trước khi chế độ dân chủ xã hội gắn liền với một chế độ chính sách với một bộ chính sách kinh tế xã hội cụ thể, thì hệ thống kinh tế đa dạng từ chủ nghĩa cộng sản đến chủ nghĩa công đoàn và những người chủ nghĩa xã hội phường hội, người đã bác bỏ hoặc phản đối cách tiếp cận của một số người Fabian, bị coi là "một triển vọng quan liêu quá mức và không đủ dân chủ". Những người cộng sản và những người theo chủ nghĩa xã hội cách mạng là một bộ phận quan trọng của nền dân chủ xã hội và đại diện cho cánh cách mạng của nó. Mặc dù họ vẫn cam kết với ý tưởng dân chủ xã hội đại diện hình thức dân chủ cao nhất, dân chủ xã hội đã trở nên gắn liền với cánh cải cách kể từ khi sự chia rẽ với phe cộng sản bắt đầu vào năm 1917.
Cách mạng Nga càng làm trầm trọng thêm điều này, dẫn đến sự chia rẽ giữa những người ủng hộ cách mạng đổi tên thành Cộng sản và những người phản đối Bolshevik (ủng hộ sự phát triển dân chủ xã hội tự do như lập luận của những người Menshevik) vẫn sử dụng cái tên Dân chủ Xã hội. Thay vì từ bỏ tư tưởng dân chủ xã hội, những người cộng sản vẫn cam kết thực hiện cách mạng dân chủ xã hội, kết hợp vào chủ nghĩa cộng sản; tuy nhiên, họ thấy dân chủ xã hội gắn liền với chủ nghĩa cải cách, nhận thấy điều đã không còn, và chọn Cộng sản để đại diện cho quan điểm của mình. Đối với những người cộng sản, những người dân chủ xã hội phản bội của thế giới giai cấp công nhân bằng cách hỗ trợ cuộc chiến tranh đế quốc và lãnh đạo các chính phủ quốc gia vào cuộc chiến. Những người cộng sản cũng chỉ trích chủ nghĩa cải cách của những người dân chủ xã hội, cho rằng điều đó đại diện cho "chủ nghĩa cải cách mà không có cải cách". Sự chia rẽ cải cách - cách mạng này lên đến đỉnh điểm là Cách mạng Đức, trong đó những người cộng sản muốn lật đổ chính phủ Đức để biến thành một nước cộng hòa Xô viết như ở Nga, trong khi Đảng Dân chủ Xã hội muốn duy trì cái sau này gọi là Cộng hòa Weimar. Chính những cuộc cách mạng đó đã chuyển ý nghĩa dân chủ xã hội từ "cách mạng kiểu Marxist" thành hình thức "chủ nghĩa xã hội đại nghị ôn hòa".

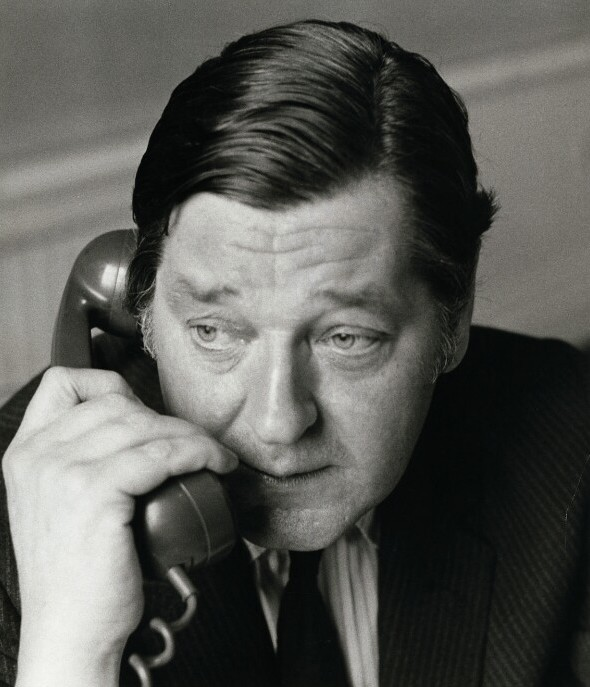
Anthony Crosland, người cho rằng chủ nghĩa tư bản truyền thống đã được cải cách và sửa đổi gần như không còn tồn tại bởi chế độ chính sách phúc lợi xã hội dân chủ sau chiến tranh thế giới thứ hai

Trong khi các nhà dân chủ xã hội tiến hóa và cải cách tin rằng chủ nghĩa tư bản có thể được cải tạo thành chủ nghĩa xã hội, các nhà dân chủ xã hội cách mạng lại cho rằng điều này là không thể và một cuộc cách mạng xã hội vẫn là cần thiết. Sự phê phán cách mạng đối với chủ nghĩa cải cách nhưng không nhất thiết với cải cách, vốn là một phần của cuộc đấu tranh giai cấp từ thời Marx, người đã tuyên bố rằng các nhà dân chủ xã hội phải ủng hộ giai cấp tư sản ở bất cứ nơi nào khi hoạt động như một giai cấp tiến bộ, cách mạng bởi vì "quyền tự do tư sản trước hết phải được chinh phục và sau đó bị chỉ trích ”. Sự ganh đua nội bộ trong phong trào dân chủ xã hội trong Quốc tế thứ hai giữa những người theo chủ nghĩa cải cách và cách mạng đã dẫn đến việc những người cộng sản thành lập Quốc tế Cộng sản (Comintern) riêng biệt vào năm 1919 nhằm tìm cách tập hợp những người dân chủ xã hội cách mạng lại với nhau cho cuộc cách mạng xã hội chủ nghĩa. Với sự chia rẽ này, phong trào dân chủ xã hội hiện đa số do những người theo chủ nghĩa cải cách, những người đã thành lập Quốc tế Lao động và Xã hội chủ nghĩa (Labour and Socialist International, LSI) vào năm 1923. LSI có một lịch sử cạnh tranh với Comintern về vị trí lãnh đạo của phong trào lao động và xã hội chủ nghĩa quốc tế.
Ở Anh, những người Gaitskellite nhấn mạnh các mục tiêu về tự do cá nhân, phúc lợi xã hội và bình đẳng xã hội. Họ là một phần của sự đồng thuận chính trị giữa các đảng Lao động và Bảo thủ, được gọi là chủ nghĩa Butskell. Một số nhân vật dân chủ xã hội của Con đường thứ ba như Anthony Giddens và Tony Blair, người đã tự mô tả mình là một nhà xã hội chủ nghĩa Cơ đốc và một nhà xã hội chủ nghĩa về mặt đạo đức, nhấn mạnh rằng họ là những người theo chủ nghĩa xã hội, họ tuyên bố tin vào những giá trị tương tự mà những người chỉ trích Con đường thứ ba tin. Theo những nhà hiện đại hóa dân chủ xã hội tự xưng đó, chủ trương cởi mở về chủ nghĩa xã hội nhà nước ở Khoản IV đã làm xa lánh những người tầng lớp trung lưu ủng hộ đảng Lao động, và các chính sách quốc hữu hóa đã bị các nhà kinh tế và chính trị gia tân tự do tấn công triệt để, bao gồm cả những so sánh khoa trương về quyền của công nghiệp quốc doanh ở phương Tây so với ở Liên Xô và Khối phương Đông, và việc quốc hữu hóa và chủ nghĩa xã hội nhà nước trở nên không còn phổ biến. Những người Bảo thủ Thatcherite đã thành thạo trong việc lên án các doanh nghiệp nhà nước là không hiệu quả về mặt kinh tế. Đối với những người Gaitskellite, quốc hữu hóa không phải là điều cần thiết để đạt được tất cả các mục tiêu chủ nghĩa xã hội lớn; sở hữu nhà nước và quốc hữu hóa không bị bác bỏ cụ thể mà chỉ được coi là một trong nhiều phương thức hữu ích. Theo các nhà hiện đại hóa dân chủ xã hội như Blair, các chính sách quốc hữu hóa đã trở nên bất khả thi về mặt chính trị vào những năm 1990.
Một số nhà phê bình và nhà phân tích cho rằng một số đảng dân chủ xã hội nổi bật như Đảng Lao động ở Anh và Đảng Dân chủ Xã hội Đức, ngay cả khi vẫn duy trì các liên hệ đến chủ nghĩa xã hội và tuyên bố mình là các đảng xã hội dân chủ, đã từ bỏ chủ nghĩa xã hội trong thực tế, dù cố ý hay không.

## Chủ nghĩa dân chủ xã hội và chủ nghĩa xã hội dân chủ
Nền dân chủ xã hội có một số trùng lặp đáng kể về quan điểm chính sách thực tiễn với chủ nghĩa xã hội dân chủ, mặc dù họ thường được phân biệt với nhau. Ở Anh, phiên bản sửa đổi Khoản IV của Labour Party Rule Book, được thực hiện vào những năm 1990 bởi phe Lao động Mới do Tony Blair lãnh đạo, khẳng định cam kết chính thức đối với chủ nghĩa xã hội dân chủ, mô tả điều đó như một hình thức dân chủ xã hội hiện đại; tuy nhiên, không còn cam kết sở hữu công đối với ngành công nghiệp và thay vào đó, ủng hộ "doanh nghiệp của thị trường và sự khắc nghiệt của cạnh tranh" cùng với "các dịch vụ công chất lượng cao do công chúng sở hữu hoặc chịu trách nhiệm với công chúng". Nhiều nhà dân chủ xã hội tự gọi mình là người theo chủ nghĩa xã hội hoặc người theo chủ nghĩa xã hội dân chủ, và một số người như Blair "sử dụng hoặc đã sử dụng các thuật ngữ này thay cho nhau". Những người khác cho rằng "có sự khác biệt rõ ràng giữa ba thuật ngữ và thích mô tả niềm tin chính trị của riêng họ bằng cách chỉ sử dụng thuật ngữ 'dân chủ xã hội'".
Chủ nghĩa xã hội dân chủ đại diện cho nền dân chủ xã hội trước những năm 1970, khi sự thay thế sau chiến tranh của kinh tế học Keynes bằng chủ nghĩa tiền tệ và chủ nghĩa tân tự do đã khiến nhiều đảng phái dân chủ xã hội áp dụng hệ tư tưởng Con đường thứ ba, chấp nhận chủ nghĩa tư bản như status quo vào thời điểm đó và định nghĩa lại chủ nghĩa xã hội theo cách duy trì nguyên vẹn cấu trúc tư bản chủ nghĩa. Giống như nền dân chủ xã hội hiện đại, chủ nghĩa xã hội dân chủ có xu hướng đi theo một con đường dần dần hoặc tiến lên chủ nghĩa xã hội hơn là một con đường cách mạng. Các chính sách thường được ủng hộ mang bản chất Keynes và bao gồm một số mức độ điều tiết đối với nền kinh tế, các chế độ bảo hiểm xã hội, các chương trình hưu trí công và việc mở rộng sở hữu nhà nước đối với các ngành công nghiệp chính và chiến lược.

### Tranh cãi nội bộ
Trong suốt cuối thế kỷ 20, những tên gọi đó đã được chấp nhận, tranh cãi và bị bác bỏ do sự xuất hiện của các sự phát triển bên trong cánh tả châu Âu như chủ nghĩa cộng sản châu Âu, sự trỗi dậy của chủ nghĩa tân tự do, sự sụp đổ của Liên Xô và các cuộc Cách mạng năm 1989, Con đường thứ ba, và sự gia tăng của các phong trào chống thắt lưng buộc bụng và phong trào Chiếm đóng (Occupy movement) do cuộc khủng hoảng tài chính toàn cầu và Đại suy thoái, một số nguyên nhân được cho là do sự chuyển dịch tân tự do và các chính sách bãi bỏ quy định kinh tế. Sự phát triển mới nhất này đã góp phần vào sự trỗi dậy của các chính trị gia, chẳng hạn như Jeremy Corbyn ở Anh và Bernie Sanders ở Hoa Kỳ, người đã bác bỏ các chính trị gia trung tâm ủng hộ tam giác chính trị trong các đảng Lao động và Dân chủ.
Theo cả những nhà phê bình và một số người ủng hộ cánh hữu, các chính sách như chăm sóc sức khỏe toàn dân và giáo dục phổ cập là "chủ nghĩa xã hội thuần túy" vì chúng đối lập với "chủ nghĩa khoái lạc của xã hội tư bản". Một phần vì sự chồng chéo này, chủ nghĩa xã hội dân chủ đề cập đến chủ nghĩa xã hội châu Âu được đại diện bởi nền dân chủ xã hội,   đặc biệt là ở Hoa Kỳ,  nơi điều này được gắn với Chính sách kinh tế mới. Một số nhà xã hội dân chủ theo chế độ dân chủ xã hội ủng hộ những cải cách thiết thực, tiến bộ của chủ nghĩa tư bản và quan tâm hơn đến việc quản lý và nhân tính hóa chủ nghĩa tư bản, với việc chủ nghĩa xã hội sẽ rơi vào tương lai vô định. Những người theo chủ nghĩa xã hội dân chủ khác muốn vượt ra khỏi những cải cách theo chủ nghĩa cải thiện đơn thuần và chủ trương chuyển đổi có hệ thống phương thức sản xuất từ chủ nghĩa tư bản sang chủ nghĩa xã hội.

### Ở Hoa Kỳ
Bất chấp lịch sử lâu dài có sự trùng lặp giữa hai chủ nghĩa này, với dân chủ xã hội được coi là một hình thức của chủ nghĩa xã hội dân chủ hoặc đại nghị và các nhà dân chủ xã hội tự gọi mình là chủ nghĩa xã hội dân chủ, chủ nghĩa xã hội dân chủ được coi là một từ viết sai ở Hoa Kỳ. Một vấn đề là nền dân chủ xã hội được đánh đồng với các nước giàu có ở thế giới phương Tây, đặc biệt là ở Bắc và Tây Âu, trong khi chủ nghĩa xã hội dân chủ được đặt chung với Thủy triều hồng ở Mỹ Latinh, đặc biệt là với Venezuela, hoặc với chủ nghĩa cộng sản dưới hình thức Chủ nghĩa Marx–Lenin ở Liên Xô và các nước xã hội chủ nghĩa tự xưng khác. Chủ nghĩa xã hội dân chủ được mô tả là đại diện cho cánh tả hoặc truyền thống xã hội chủ nghĩa của Chính sách kinh tế mới.
Sự thiếu vắng một phong trào xã hội chủ nghĩa mạnh mẽ và có ảnh hưởng ở Hoa Kỳ có liên quan đến Khủng hoảng đỏ, và bất kỳ hệ tư tưởng nào gắn liền với chủ nghĩa xã hội đều mang lại sự kỳ thị xã hội do liên kết với các quốc gia xã hội chủ nghĩa chuyên chế. Chủ nghĩa xã hội đã được những người bảo thủ và chủ nghĩa tự do sử dụng như một từ đe dọa, hoặc một thuật ngữ miệt thị mà không có định nghĩa rõ ràng để làm phá hoại các chính sách, đề xuất và nhân vật công chúng tiến bộ.  Mặc dù người Mỹ có thể bác bỏ ý kiến cho rằng Hoa Kỳ có các đặc điểm của một nền dân chủ xã hội kiểu châu Âu, một số nhà quan sát đã lập luận rằng nước này có một mạng lưới an sinh xã hội tương đối tốt, mặc dù thiếu hụt rất trầm trọng so với các nước phương Tây khác. Người ta cũng lập luận rằng các chính sách được coi là chính sách xã hội chủ nghĩa thì phổ biến, nhưng chủ nghĩa xã hội thì không. Những người khác như Tony Judt mô tả chủ nghĩa tự do hiện đại ở Hoa Kỳ là đại diện cho nền dân chủ xã hội Châu Âu.

## Chế độ chính sách
Vào thế kỷ 21, liên hệ chế độ dân chủ xã hội với nền dân chủ xã hội châu Âu đã trở nên phổ biến, cụ thể là các quốc gia Bắc và Tây Âu, thường trong mô hình nhà nước phúc lợi và hệ thống thương lượng tập thể theo chủ nghĩa nghiệp đoàn. Các nền dân chủ xã hội châu Âu đại diện cho một trật tự kinh tế - xã hội được mô tả khác nhau là bắt đầu từ những năm 1930, 1940 và 1950, và kết thúc vào những năm 1970, 1980 và 1990. Henning Meyer và Jonathan Rutherford gắn nền dân chủ xã hội với trật tự kinh tế xã hội tồn tại ở châu Âu từ thời kỳ hậu chiến cho đến đầu những năm 1990. Điều này đã được chấp nhận hoặc thông qua trên phạm vi chính trị, bao gồm những người bảo thủ (những người dân chủ Cơ đốc giáo), những người theo chủ nghĩa tự do (những người theo chủ nghĩa tự do xã hội) và những người theo chủ nghĩa xã hội (những người dân chủ xã hội); một điểm khác biệt đáng chú ý là những người theo chủ nghĩa xã hội xem nhà nước phúc lợi "không chỉ đơn thuần là cung cấp lợi ích mà còn để xây dựng nền tảng cho sự giải phóng và quyền tự quyết".
Dân chủ xã hội ảnh hưởng đến sự phát triển của nghiệp đoàn xã hội, một hình thức kinh tế ba bên nghiệp đoàn dựa trên sự hợp tác xã hội giữa lợi ích của tư bản và lao động, liên quan đến thương lượng tập thể giữa đại diện của nhà tuyển dụng và lao động qua trung gian là chính phủ ở cấp quốc gia. Trong đồng thuận hậu chiến, hình thức dân chủ xã hội này là một thành phần chính của mô hình Bắc Âu và ở một mức độ thấp hơn của các nền kinh tế thị trường xã hội Tây Âu. Sự phát triển của chủ nghĩa xã hội nghiệp đoàn bắt đầu ở Na Uy và Thụy Điển vào những năm 1930 và được củng cố trong những năm 1960 và 1970. Hệ thống này dựa trên sự thỏa hiệp kép giữa tư bản và lao động cùng với thị trường và nhà nước. Từ những năm 1940 đến những năm 1970, việc xác định các đặc điểm của dân chủ xã hội như một chế độ chính sách bao gồm các chính sách kinh tế Keynes và các thỏa thuận công nghiệp nhằm cân bằng quyền lực của tư bản và lao động, cũng như nhà nước phúc lợi. Điều này đặc biệt liên quan đến Đảng Dân chủ Xã hội Thụy Điển. Trong những năm 1970, chủ nghĩa tập thể xã hội phát triển thành chủ nghĩa tân nghiệp đoàn, chủ nghĩa này đã thay thế chủ nghĩa tập thể xã hội. Chủ nghĩa tân nghiệp đoàn đã đại diện cho một khái niệm quan trọng về nền dân chủ xã hội theo Con đường thứ ba. Nhà lý thuyết dân chủ xã hội Robin Archer đã viết về tầm quan trọng của chủ nghĩa xã hội nghiệp đoàn đối với nền dân chủ xã hội trong Economic Democracy: The Politics of a Feasible Socialism (1995). Là một nhà nước phúc lợi, dân chủ xã hội là một dạng nhà nước phúc lợi cụ thể và chế độ chính sách được mô tả là mang tính phổ quát, ủng hộ thương lượng tập thể và ủng hộ nhiều hơn việc cung cấp phúc lợi công. Điều này đặc biệt gắn liền với mô hình Bắc Âu.
Dân chủ xã hội dựa trên ba đặc điểm cơ bản, đó là "(1) dân chủ (ví dụ, quyền bình đẳng trong bầu cử và thành lập đảng), (2) một nền kinh tế được điều tiết một phần bởi nhà nước (ví dụ, thông qua kinh tế học Keynes), và (3) một nhà nước phúc lợi cung cấp hỗ trợ xã hội cho những người có nhu cầu (ví dụ, quyền bình đẳng về giáo dục, dịch vụ y tế, việc làm và lương hưu)". Trên thực tế, các đảng dân chủ xã hội là công cụ trong mô hình tự do-xã hội, kéo dài từ những năm 1940 và 1970, và được gọi như vậy vì được phát triển bởi những người tự do xã hội nhưng được thực hiện bởi những người dân chủ xã hội. Vì những chính sách đó hầu hết được thực hiện bởi các nhà dân chủ xã hội, nên chủ nghĩa tự do xã hội đôi khi được gọi là dân chủ xã hội. Ở Anh, báo cáo Beveridge do nhà kinh tế William Beveridge soạn thảo đã ảnh hưởng đến các chính sách xã hội của Đảng Lao động như Dịch vụ Y tế Quốc gia (National Health Service, NHS) và sự phát triển của nhà nước phúc lợi. Mô hình tự do-xã hội này đại diện cho sự đồng thuận hậu chiến và được những người bảo thủ, tự do và chủ nghĩa xã hội chấp nhận trên các phạm vi chính trị cho đến những năm 1970. Tương tự, mô hình tân tự do thay thế mô hình trước đó đã được chấp nhận trong các đảng chính trị chính thống, bao gồm cả những người ủng hộ dân chủ xã hội của Con đường thứ ba. Điều này đã gây ra nhiều tranh cãi trong phong trào dân chủ xã hội.

### Thực hiện
Từ cuối thế kỷ 19 cho đến giữa thế kỷ 20, công chúng tin tưởng hơn vào ý tưởng về nền kinh tế do nhà nước quản lý, vốn là trụ cột chính của cả những người ủng hộ chủ nghĩa cộng sản và dân chủ xã hội, và ở một mức độ đáng kể những người bảo thủ và những người theo chủ nghĩa tự do cánh tả. Bên cạnh những người theo chủ nghĩa vô trị và những người theo chủ nghĩa xã hội tự do khác, những người theo chủ nghĩa xã hội vẫn tin tưởng vào khái niệm chủ nghĩa xã hội nhà nước là hình thức chủ nghĩa xã hội hiệu quả nhất. Một số nhà dân chủ xã hội đầu tiên của Anh trong thế kỷ 19 và thế kỷ 20 như Hội Fabian cho rằng xã hội Anh đã chủ yếu là xã hội chủ nghĩa và nền kinh tế mang tính xã hội chủ nghĩa đáng kể thông qua các doanh nghiệp do chính phủ điều hành do các chính phủ bảo thủ và tự do tạo ra có thể hoạt động vì lợi ích của người dân thông qua ảnh hưởng của những người đại diện, một lập luận được một số nhà xã hội chủ nghĩa ở Anh thời hậu chiến nhắc lại. Tiến bộ trong kinh tế học và quan sát về sự thất bại của chủ nghĩa xã hội nhà nước ở các nước Khối phương Đông, và ở thế giới phương Tây với cuộc khủng hoảng và lạm phát đình trệ những năm 1970, kết hợp với sự lên án chủ nghĩa tân tự do đối với chủ nghĩa can thiệp của nhà nước, đã dẫn đến các nhà xã hội chủ nghĩa đánh giá lại và thiết kế lại chủ nghĩa xã hội. Một số nhà dân chủ xã hội đã tìm cách giữ những gì họ cho là giá trị cốt lõi của chủ nghĩa xã hội, đồng thời thay đổi quan điểm về sự tham gia của nhà nước vào nền kinh tế, và giữ lại các quy định xã hội quan trọng.
Khi việc quốc hữu hóa các ngành công nghiệp lớn tương đối phổ biến trong thế kỷ 20 cho đến những năm 1970, không có gì lạ khi các nhà bình luận mô tả một số nền dân chủ xã hội châu Âu là các quốc gia chủ nghĩa xã hội dân chủ đang tìm cách đưa đất nước của họ sang nền kinh tế xã hội chủ nghĩa. Năm 1956, chính trị gia hàng đầu của Đảng Lao động và tác giả người Anh Anthony Crosland nói rằng chủ nghĩa tư bản đã bị xóa bỏ ở Anh, mặc dù những người khác như Aneurin Bevan, Bộ trưởng Bộ Y tế trong chính phủ Lao động đầu tiên thời hậu chiến và là kiến trúc sư của NHS, bác bỏ tuyên bố này. Đối với Crosland và những người khác ủng hộ quan điểm của ông, Anh là một quốc gia xã hội chủ nghĩa.  Theo Bevan, Anh có một dịch vụ y tế quốc gia xã hội chủ nghĩa đối lập với chủ nghĩa khoái lạc của xã hội tư bản ở Anh.
Mặc dù như ở phần còn lại của châu Âu, chủ nghĩa tư bản vẫn hoạt động đầy đủ và doanh nghiệp tư nhân thống trị nền kinh tế, một số nhà bình luận chính trị nhận định rằng trong thời kỳ hậu chiến, khi các đảng dân chủ xã hội nắm quyền, các nước như Anh và Pháp là các quốc gia chủ nghĩa xã hội dân chủ, và tuyên bố tương tự đã được áp dụng cho các nước Bắc Âu theo mô hình Bắc Âu. Trong những năm 1980, chính phủ của Tổng thống François Mitterrand nhằm mở rộng kinh tế chỉ huy và cố gắng quốc hữu hóa tất cả các ngân hàng Pháp, nhưng nỗ lực này phải đối mặt với sự phản đối của Cộng đồng Kinh tế châu Âu đòi hỏi một nền kinh tế thị trường tự do giữa các thành viên. Sở hữu nhà nước chưa bao giờ chiếm hơn 15–20% tư bản hình thành, tiếp tục giảm xuống 8% trong những năm 1980 và dưới 5% vào những năm 1990 sau sự trỗi dậy của chủ nghĩa tân tự do.
Một vấn đề của dân chủ xã hội là phản ứng trước sự sụp đổ tính hợp pháp của chủ nghĩa xã hội nhà nước và kinh tế học can thiệp của nhà nước của kinh tế Keynes với việc phát hiện ra hiện tượng đình lạm vốn là một vấn đề đối với tính hợp pháp của chủ nghĩa xã hội nhà nước. Điều này đã kích thích các nhà dân chủ xã hội phải suy nghĩ lại về cách thức đạt được chủ nghĩa xã hội, bao gồm cả việc thay đổi quan điểm của các nhà dân chủ xã hội về tài sản tư nhân — các nhà dân chủ xã hội chống Con đường thứ ba như Robert Corfe đã ủng hộ một hình thức xã hội chủ nghĩa về tài sản tư nhân là một phần của chủ nghĩa xã hội mới (mặc dù về lý thuyết Corfe coi tài sản tư nhân như một thuật ngữ để mô tả chung tài sản không thuộc sở hữu nhà nước là mơ hồ) và cho rằng chủ nghĩa xã hội nhà nước thất bại. Nền dân chủ xã hội theo Con đường thứ ba được hình thành để đáp lại những gì những người ủng hộ coi là khủng hoảng về tính hợp pháp của chủ nghĩa xã hội — đặc biệt là chủ nghĩa xã hội nhà nước — và tính hợp pháp ngày càng tăng của chủ nghĩa tân tự do, đặc biệt là chủ nghĩa tư bản laissez-faire. Quan điểm của Con đường thứ ba về khủng hoảng bị chỉ trích là quá đơn giản. Những người khác đã chỉ trích điều này vì với sự sụp đổ của chủ nghĩa xã hội nhà nước, có thể "một loại chủ nghĩa xã hội 'con đường thứ ba' mới (kết hợp quyền sở hữu xã hội với thị trường và dân chủ), do đó báo trước một sự hồi sinh của truyền thống dân chủ xã hội"; tuy nhiên, một số có ý kiến cho rằng triển vọng của một chủ nghĩa xã hội mới là một chimera, một phát minh đầy hy vọng của những người theo chủ nghĩa xã hội phương Tây, những người không hiểu làm thế nào 'chủ nghĩa xã hội thực sự đang tồn tại' đã làm mất uy tín đối với bất kỳ chủ nghĩa xã hội nào với với một số người sống dưới chế độ đó.

## Phân tích

### Di sản
Các chính sách dân chủ xã hội lần đầu tiên được áp dụng ở Đế quốc Đức giữa những năm 1880 và 1890, khi Thủ tướng bảo thủ Otto von Bismarck đưa ra nhiều phúc lợi xã hội do Đảng Dân chủ Xã hội Đức ban đầu đề xuất để cản trở những người dân chủ xã hội thành công trong bầu cử sau khi ông ban hành Luật Chống Xã hội Chủ nghĩa, đặt nền tảng của nhà nước phúc lợi hiện đại đầu tiên. Những chính sách đó được phe đối lập tự do gọi là chủ nghĩa xã hội nhà nước, nhưng thuật ngữ này sau đó được Bismarck chấp nhận và sử dụng lại. Đó là một tập hợp các chương trình xã hội được thực hiện ở Đức do Bismarck khởi xướng vào năm 1883 như là các biện pháp khắc phục hậu quả nhằm xoa dịu giai cấp công nhân và giảm sự ủng hộ đối với chủ nghĩa xã hội và Đảng Dân chủ Xã hội sau những nỗ lực thông qua Luật Chống Xã hội Chủ nghĩa của Bismarck trước đó nhằm đạt được cùng một mục tiêu. Điều này không ngăn cản Đảng Dân chủ Xã hội trở thành đảng lớn nhất trong quốc hội vào năm 1912.
Các chính sách tương tự sau đó đã được áp dụng ở hầu hết các nước Tây Âu, bao gồm cả Pháp và Vương quốc Anh (sau này dưới hình thức cải cách phúc lợi Tự do), với cả các đảng xã hội chủ nghĩa và tự do đều áp dụng. Tại Hoa Kỳ, phong trào tiến bộ, một phong trào dân chủ xã hội tương tự chủ yếu chịu ảnh hưởng của chủ nghĩa tự do xã hội nhiều hơn là chủ nghĩa xã hội, đã ủng hộ những người theo chủ nghĩa tự do tiến bộ như các tổng thống Dân chủ Woodrow Wilson và Franklin D. Roosevelt, những người có các chương trình Tự do Mới và Chính sách kinh tế mới đã áp dụng nhiều các chính sách dân chủ xã hội. Với cuộc Đại khủng hoảng, chủ nghĩa can thiệp kinh tế và quốc hữu hóa trở nên phổ biến hơn trên toàn thế giới và đồng thuận hậu chiến cho đến những năm 1970 đã chứng kiến các chính sách dân chủ xã hội và kinh tế hỗn hợp của Keynes được đưa ra, dẫn đến sự bùng nổ kinh tế sau chiến tranh thế giới thứ hai, trong đó Hoa Kỳ, Liên Xô, các nước Tây Âu và Đông Á có tốc độ tăng trưởng kinh tế cao và bền vững bất thường, cùng với toàn dụng lao động. Trái với những dự đoán ban đầu, thời kỳ tăng trưởng kinh tế cao và phát triển đất nước này còn bao gồm nhiều quốc gia bị chiến tranh tàn phá như Nhật Bản (Kỳ tích kinh tế Nhật Bản thời hậu chiến), Tây Đức, Áo (Wirtschaftswunder), Hàn Quốc (Kỳ tích sông Hán), Pháp (Trente Glorieuses), Ý, và Hy Lạp.
Với cuộc khủng hoảng năng lượng những năm 1970, việc từ bỏ cả bản vị vàng và hệ thống Bretton Woods cùng với các chính sách dân chủ xã hội, kinh tế hỗn hợp của Keynes và việc thực hiện các chính sách kinh tế thị trường, chủ nghĩa tiền tệ và tân tự do (tư nhân hóa, bãi bỏ quy định, thương mại tự do, toàn cầu hóa kinh tế, và chính sách tài khóa chống lạm phát, và nhiều chính sách khác), nhà nước phúc lợi dân chủ xã hội bị đặt trong tình trạng nghi ngờ. Điều này khiến một số đảng dân chủ xã hội áp dụng Con đường thứ ba, một hệ tư tưởng trung tâm kết hợp chủ nghĩa tiến bộ và chủ nghĩa tự do xã hội với chủ nghĩa tân tự do; tuy nhiên, cuộc Đại suy thoái vào cuối những năm 2000 và đầu những năm 2010 đã đặt ra những nghi ngờ đối với Đồng thuận Washington, và các cuộc biểu tình phản đối các biện pháp thắt lưng buộc bụng diễn ra sau đó. Có một sự trỗi dậy của các đảng và chính sách dân chủ xã hội, đặc biệt là ở Hoa Kỳ và Vương quốc Anh với sự trỗi dậy của các chính trị gia như Bernie Sanders và Jeremy Corbyn, những người đã từ chối Con đường thứ ba, sau khi suy thoái kinh tế gây ra một hiện tượng gọi là Pasok hóa,  của nhiều đảng dân chủ xã hội.
Báo cáo Hạnh phúc thế giới của Liên Hợp Quốc cho thấy các quốc gia hạnh phúc nhất tập trung ở các quốc gia dân chủ xã hội, đặc biệt là ở Bắc Âu, nơi áp dụng mô hình Bắc Âu. Điều này đôi khi được cho là do sự thành công của mô hình Bắc Âu dân chủ xã hội trong khu vực, nơi các đảng xã hội dân chủ, phong trào lao động và dân chủ xã hội thống trị chính trường khu vực và đặt nền tảng cho các nhà nước phúc lợi toàn dân trong thế kỷ 20. Các nước Bắc Âu, bao gồm Đan Mạch, Phần Lan, Iceland, Na Uy và Thụy Điển, cũng như Greenland và Quần đảo Faroe, cũng xếp hạng cao nhất về các chỉ số về GDP thực tế trên đầu người, bình đẳng kinh tế, sức khỏe cộng đồng, tuổi thọ trung bình, chỉ số tin cậy, chỉ số tự do lựa chọn cuộc sống, sự hào phóng, chất lượng cuộc sống và phát triển của con người, trong khi các quốc gia thực hành hình thức chính phủ tân tự do có kết quả tương đối kém hơn. Tương tự, một số báo cáo đã liệt kê Scandinavia và các quốc gia dân chủ xã hội khác xếp hạng cao về các chỉ số như tự do dân sự, dân chủ, báo chí, quyền lao động và tự do kinh tế, hòa bình, và ít tham nhũng. Nhiều nghiên cứu và khảo sát chỉ ra rằng mọi người có xu hướng sống hạnh phúc hơn ở các quốc gia do các đảng dân chủ xã hội cai trị, so với các quốc gia được cai trị bởi các chính phủ tân tự do, trung tâm và cánh hữu.

### Chỉ trích
Nền dân chủ xã hội bị các nhà xã hội chủ nghĩa khác chỉ trích vì phục vụ cho việc nghĩ ra các phương tiện mới để củng cố hệ thống tư bản, vốn mâu thuẫn với mục tiêu xã hội chủ nghĩa là thay thế chủ nghĩa tư bản bằng hệ thống xã hội chủ nghĩa. Theo quan điểm này, dân chủ xã hội không giải quyết được các vấn đề mang tính hệ thống vốn có của chủ nghĩa tư bản. Nhà triết học chủ nghĩa xã hội dân chủ người Mỹ David Schweickart cho rằng dân chủ xã hội khác với xã hội dân chủ ở chỗ dân chủ xã hội là một nỗ lực để củng cố nhà nước phúc lợi và xã hội dân chủ là một hệ thống kinh tế thay thế cho chủ nghĩa tư bản. Theo Schweickart, phê phán của chủ nghĩa xã hội dân chủ đối với dân chủ xã hội là chủ nghĩa tư bản không bao giờ có thể được nhân tính hóa một cách đầy đủ và rằng bất kỳ nỗ lực nào nhằm trấn áp các mâu thuẫn kinh tế sẽ chỉ khiến chúng nổi lên ở những nơi khác. Ông đưa ra ví dụ rằng nỗ lực giảm tỷ lệ thất nghiệp quá nhiều sẽ dẫn đến lạm phát và quá nhiều việc làm đảm bảo sẽ làm xói mòn kỷ luật lao động. Trái ngược với nền kinh tế hỗn hợp của dân chủ xã hội, những người theo chủ nghĩa xã hội dân chủ chủ trương một hệ thống kinh tế hậu tư bản chủ nghĩa dựa trên nền kinh tế thị trường kết hợp với sự tự quản của người lao động, hoặc dựa trên một số hình thức kinh tế kế hoạch, kinh tế tham gia và kinh tế phi tập trung.
Các nhà Marxist cho rằng các chính sách phúc lợi dân chủ xã hội không thể giải quyết các vấn đề cơ cấu cơ bản của chủ nghĩa tư bản như biến động chu kỳ kinh tế, bóc lột lao động và tha hóa. Theo đó, các chương trình dân chủ xã hội nhằm cải thiện các điều kiện sống trong chủ nghĩa tư bản, chẳng hạn như trợ cấp thất nghiệp và đánh thuế lợi nhuận, tạo ra nhiều mâu thuẫn hơn nữa vì hạn chế hiệu quả của hệ thống tư bản bằng cách giảm động lực cho các nhà tư bản đầu tư thêm vào sản xuất. Nhà nước phúc lợi chỉ phục vụ cho việc hợp thức hóa và kéo dài hệ thống bóc lột và đầy mâu thuẫn của chủ nghĩa tư bản gây phương hại cho xã hội. Những người chỉ trích nền dân chủ xã hội đương thời như Jonas Hinnfors cho rằng khi nền dân chủ xã hội từ bỏ chủ nghĩa Marx thì cũng từ bỏ chủ nghĩa xã hội và trở thành phong trào tư bản tự do, làm cho các nhà dân chủ xã hội giống như các đảng phi xã hội chủ nghĩa như Đảng Dân chủ ở Hoa Kỳ.
Chủ nghĩa xã hội thị trường cũng phê phán các nhà nước dân chủ xã hội. Trong khi có chung một mục tiêu là đạt được sự bình đẳng hơn về kinh tế và xã hội, chủ nghĩa xã hội thị trường thực hiện điều đó bằng những thay đổi về quyền sở hữu và quản lý doanh nghiệp trong khi nền dân chủ xã hội cố gắng thực hiện bằng cách trợ cấp và thuế đối với các doanh nghiệp tư nhân để tài trợ cho các chương trình phúc lợi. Franklin Delano Roosevelt III (cháu trai của tổng thống Hoa Kỳ Franklin D. Roosevelt) và David Belkin chỉ trích nền dân chủ xã hội vì đã duy trì một giai cấp tư bản sở hữu tài sản có lợi ích trong việc đảo ngược các chính sách phúc lợi dân chủ xã hội và một lượng quyền lực không tương xứng với tư cách là một giai cấp ảnh hưởng đến chính sách của chính phủ. Các nhà kinh tế John Roemer và Pranab Bardhan chỉ ra rằng nền dân chủ xã hội đòi hỏi một phong trào lao động mạnh mẽ để duy trì sự phân phối của cải thông qua thuế và thật duy tâm khi nghĩ rằng sự phân phối như vậy có thể được thực hiện ở các quốc gia khác có phong trào lao động yếu hơn, lưu ý rằng dân chủ  xã hội ở các nước Scandinavia đã bị suy giảm khi phong trào lao động suy yếu.
Một số nhà phê bình nói rằng nền dân chủ xã hội đã từ bỏ chủ nghĩa xã hội vào những năm 1930 bằng cách tán thành chủ nghĩa tư bản phúc lợi của Keynes. Nhà lý luận chính trị chủ nghĩa xã hội dân chủ Michael Harrington lập luận rằng nền dân chủ xã hội đã ủng hộ kinh tế Keynes về mặt lịch sử như một phần của "thỏa hiệp dân chủ xã hội" giữa chủ nghĩa tư bản và chủ nghĩa xã hội. Mặc dù sự thỏa hiệp này không cho phép hình thành chủ nghĩa xã hội ngay lập tức, điều này đã tạo ra các nhà nước phúc lợi và các nguyên tắc phi tư bản, và thậm chí chống tư bản, về nhu cầu của con người được đặt cao hơn các yêu cầu về lợi nhuận. Các nhà dân chủ xã hội ủng hộ Con đường thứ ba đã bị cáo buộc là đã tán thành chủ nghĩa tư bản, bao gồm cả các nhà dân chủ xã hội chống Con đường thứ ba đã cáo buộc những người ủng hộ Con đường thứ ba như Anthony Giddens là chống dân chủ xã hội và chống chủ nghĩa xã hội trên thực tế.
Chủ nghĩa cải cách dân chủ xã hội đã bị chỉ trích từ cả cánh tả và cánh hữu, vì nếu cánh tả muốn điều hành một nền kinh tế tư bản, thì sẽ phải làm theo logic tư bản chủ nghĩa, chứ không phải xã hội chủ nghĩa. Lập luận này trước đây đã được nhắc đến bởi Joseph Schumpeter trong Capitalism, Socialism and Democracy (1942), theo đó: "Các nhà xã hội chủ nghĩa phải cầm quyền trong một thế giới về cơ bản là tư bản chủ nghĩa ..., một hệ thống kinh tế và xã hội sẽ không hoạt động nếu không có các các dòng tư bản. . . . Nếu họ cầm quyền, họ sẽ phải làm theo logic riêng của nó. Họ sẽ phải "quản lý" chủ nghĩa tư bản". Tương tự, Irving Kristol lập luận: "Chủ nghĩa xã hội dân chủ hóa ra là một hợp chất vốn dĩ không ổn định, là một mâu thuẫn về các mặt. Mỗi đảng dân chủ xã hội, khi đã nắm quyền, đều sớm nhận ra rằng mình phải lựa chọn, ở vào lúc này hay lúc khác, giữa xã hội xã hội chủ nghĩa mà họ mong muốn và xã hội tự do đã tạo ra nó". Iosif Vissarionovich Stalin là một nhà phê bình lớn đối với các nhà dân chủ xã hội theo chủ nghĩa cải cách, sau đó đặt ra thuật ngữ chủ nghĩa phát xít xã hội để mô tả nền dân chủ xã hội trong những năm 1930 vì trong thời kỳ này áp dụng một mô hình kinh tế nghiệp đoàn tương tự với mô hình chủ nghĩa phát xít. Quan điểm này được Quốc tế Cộng sản thông qua, cho rằng xã hội tư bản đã bước vào thời kỳ thứ ba, trong đó cuộc cách mạng vô sản sắp xảy ra nhưng có thể bị các nhà dân chủ xã hội và các lực lượng phát xít khác ngăn cản.

## Trích dẫn
1. ↑  Eatwell & Wright 1999, tr. 80–103; Newman 2005, tr. 5; Heywood 2007, tr. 101, 134–136, 139; Ypi 2018; Watson 2019.
2. ↑  Wintrop 1983, tr. 306; Archer 1995; Jones 2001, tr. 737; Ritzer 2004, tr. 479.
3. ↑  McCarthy 2018; Berman 2020.
4. ↑  Miller 1998, tr. 827; Badie, Berg-Schlosser & Morlino 2011, tr. 2423; Heywood 2012, tr. 128.
5. ↑  Gombert 2009, tr. 8; Sejersted 2011.
6. ↑  Eatwell & Wright 1999, tr. 81, 100; Pruitt 2019; Berman 2020.
7. 1 2  Williams 1985, tr. 289; Foley 1994, tr. 23; Eatwell & Wright 1999, tr. 80; Busky 2000, tr. 8; Sargent 2008, tr. 117; Heywood 2012, tr. 97; Hain 2015, tr. 3.
8. 1 2  Duignan, Kalsang Bhutia & Mahajan 2014.
9. ↑  Adams 1993, tr. 102–103.
10. ↑  Weisskopf 1992, tr. 10; Miller 1998, tr. 827; Jones 2001, tr. 1410; Heywood 2012, tr. 125–128.
11. ↑  Roemer 1994, tr. 25–27; Berman 1998, tr. 57; Bailey 2009, tr. 77; Lamb 2015, tr. 415–416.
12. ↑  Weisskopf 1992, tr. 10.
13. ↑  Heywood 2012, tr. 97; Hoefer 2013, tr. 29.
14. 1 2  Hinchman & Meyer 2007, tr. 137.
15. ↑  Hinchman & Meyer 2007, tr. 91; Mathers, Taylor & Upchurch 2009, tr. 51.
16. ↑  Romano 2006, tr. 11.
17. ↑  Eatwell & Wright 1999, tr. 80–103; Newman 2005, tr. 5.
18. 1 2  Steger 1997; Safra 1998, tr. 920; Stevens 2000, tr. 1504; Duignan, Kalsang Bhutia & Mahajan 2014.
19. ↑  Aspalter 2001, tr. 52.
20. ↑  Miller 1998, tr. 827; Durlauf & Lawrence 2008.
21. 1 2  Eatwell & Wright 1999, tr. 80.
22. ↑  Egle và đồng nghiệp 2008; Kotz 2009; Foster & Tsakiroglou 2014.
23. ↑  Hinchman & Meyer 2007, tr. 112; Badie, Berg-Schlosser & Morlino 2011, tr. 2423; Heywood 2012, tr. 128.
24. 1 2 3  Heywood 2012.
25. ↑  Bolton 2020.
26. 1 2  Busky 2000, tr. 8; Sargent 2008, tr. 118; Heywood 2012, tr. 97; Hain 2015, tr. 3.
27. 1 2  Qiu 2015; Barro 2015; Tupy 2016; Worstall 2016; Cooper 2018; Rodriguez 2018; Levitz, April 2019.
28. 1 2 3 4  O'Hara 2003, tr. 538.
29. ↑  Blume & Durlauf 2016, tr. 606.
30. 1 2  Brown, McLean & McMillan 2018.
31. ↑  Kornai & Yingi 2009, tr. 11–24.
32. ↑  Ely 1883, tr. 204–205; Eatwell & Wright 1999, tr. 80; Lamb 2015, tr. 415–416.
33. ↑  Lafontaine 2009, tr. 3–4.
34. 1 2  March 2008.
35. ↑  Lightfoot 2005, tr. 17; Docherty & Lamb 2006; Lamb 2015.
36. 1 2 3  Adams 1998, tr. 144–145.
37. ↑  Schweizer Radio und Fernsehen 2010; Schweizer Radio und Fernsehen, November 2016; Schweizer Radio und Fernsehen, December 2016.
38. ↑  New Democratic Party of Canada 2013; New Democratic Party of Canada 2018.
39. ↑  Ludlam & Smith 2017, tr. 3.
40. ↑  Samuelsson 1968.
41. ↑  Egle và đồng nghiệp 2008, tr. 180.
42. ↑  Social Democratic Party of Germany 2007.
43. 1 2 3  Busky 2000, tr. 8.
44. ↑  Lambin 2014, tr. 269; Imlay 2018, tr. 465.
45. 1 2 3  Docherty & Lamb 2006, tr. 1–2.
46. ↑  Docherty & Lamb 2006, tr. 2.
47. ↑  Ely 1883, tr. 204.
48. ↑  Williams 1985, tr. 289.
49. 1 2 3  Ely 1883, tr. 204–205.
50. 1 2  Sargent 2008, tr. 117.
51. ↑  Eatwell & Wright 1999, tr. 99.
52. ↑  Giddens 2003, tr. 2.
53. ↑  Eatwell & Wright 1999, tr. 86; Bastow & Martin 2003, tr. 72–79; Heywood 2012, tr. 128.
54. ↑  Steger 1997, tr. 139; O'Meara 2013, tr. 16; Laidler 2013, tr. 253.
55. 1 2  Freeden, Sargent & Stears 2013, tr. 350.
56. ↑  Eatwell & Wrights; 1999.
57. ↑  Giddens 1994, tr. 71; Jackson & Tansey 2008, tr. 97.
58. ↑  Kornai & Yingyi 2009, tr. 11–24.
59. ↑  Eatwell & Wright 1999, tr. 100.
60. ↑  Eatwell & Wright 1999, tr. 86.
61. ↑  Adams 1999, tr. 103–106, 128–131, "British socialism and the Labour movement", "Social democracy to New Labour"; Romano 2006, tr. 4.
62. ↑  Döring 2007, tr. 3.
63. ↑  Adams 1999, tr. 103–106, 128–131, "British socialism and the Labour movement", "Social democracy to New Labour".
64. ↑  Walters 2001, tr. 66; Katseli, Milios & Pelagidis 2018.
65. ↑  Gamble & Wright 1999, tr. 6; Fitzpatrick 2003; Bailey 2009, tr. 14–17; Meyer & Rutherford 2011, tr. 111–119; Taylor 2013, tr. 133.
66. ↑  Mises 1936; Hayek 1944; Mises 1962.
67. 1 2  Truman 1952; Jackson 2012; Astor 2019.
68. ↑  Stossel 2010; Kristof 2011; Salsman 2011; Chartier 2018.
69. 1 2  Campbell 2009, tr. 95.
70. ↑  Riddell 2002, tr. 16.
71. 1 2  Duignan, Kalsang Bhutia & Mahajan 2016.
72. ↑  Lewis & Surender 2004, tr. 3–4, 16; Whyman 2005, tr. 1–5, 61, 215.
73. 1 2 3  Cammack 2004, tr. 155.
74. ↑  Barrientos & Powell 2004, tr. 18; Romano 2006, tr. 11; Hinnfors 2006, tr. 117, 137–139; Lafontaine 2009, tr. 7; Corfe 2010, tr. 33, 178.
75. 1 2  BBC 2000.
76. ↑  Barrientos & Powell 2004, tr. 18; Cammack 2004, tr. 155.
77. 1 2  Harrington 2011, tr. 93.
78. ↑  Bose 2005, tr. 41.
79. ↑  Groenke & Hatch 2009, tr. 192.
80. ↑  Gray, Johnson & Walker 2014, tr. 119–120.
81. ↑  Steger 1999, tr. 186.
82. ↑  Steger 1997, tr. 133, 146.
83. 1 2  Steger 1997, tr. 80, 137.
84. 1 2 3 4  Steger 1997, tr. 146.
85. ↑  Lerner 1993, tr. 65.
86. ↑  Mosse 2018, tr. 269.
87. ↑  Steger 1997, tr. 4, 14, 135.
88. ↑  Wright 1999, tr. 82.
89. ↑  Megill 1970, tr. 37; Lipset 1995, tr. 1149; Brandal, Bratberg & Thorsen 2013, tr. 24.
90. ↑  Berlau 1949, tr. 21.
91. ↑  Pierson 2001, tr. 25.
92. ↑  Steger 1997, tr. 96, 115–116; Eatwell & Wright 1999, tr. 86; Freeden, Sargent & Stears 2013, tr. 349.
93. ↑  Mosse 2018.
94. ↑  Eatwell & Wright 1999, tr. 93.
95. ↑  Crosland 1974, tr. 44.
96. ↑  Hloušek & Kopecek 2003, tr. 15–40.
97. ↑  Hloušek & Kopecek 2003, tr. 41–66.
98. ↑  Berman 2006, tr. 153.
99. ↑  Ely 1883, tr. 204–205; Lamb 2015, tr. 415–416.
100. ↑  Schorske 1993, tr. 2.
101. ↑  Miller 1998, tr. 827.
102. ↑  Newman 2005, tr. 5.
103. 1 2  Bronner 1999, tr. 103.
104. ↑  Bronner 1999, tr. 103–104.
105. ↑  Eatwell & Wright 1999, tr. 86; Heywood 2012, tr. 128.
106. ↑  Berman 2008, tr. 12–13.
107. ↑  The Fall of Communism — and Social Democracy,  Daron Acemoglu, Cambridge, BIRN, ngày 18 tháng 11 năm 2019
108. ↑  Can Social Democrats Save the World (Again)?, Sheri Berman, Foreign Policy, ngày 15 tháng 1 năm 2020, trích "The story of socialism during the last century is a story of the battle between these alternatives: communism, democratic socialism, and social democracy." và "Democratic socialists believed that while Marx might have been wrong about the imminence of capitalism’s collapse, he was right that its inherently inegalitarian nature and devastating consequences for workers and the poor meant it could not and should not persist indefinitely."
109. ↑  Adams 1993, tr. 146.
110. 1 2  Harrington 2011, tr. 162.
111. ↑  Socialist International 1951.
112. ↑  Romano 2006, tr. 113.
113. ↑  Lowe 1993; Romano 2006, tr. 3; Ludlam & Smith 2017, tr. 3.
114. ↑  Lafontaine 2009.
115. ↑  Duignan, Kalsang Bhutia & Mahajan 2009; Abjorensen 2019, tr. 115.
116. ↑  Hinchman & Meyer 2007, tr. 91.
117. ↑  O'Hara 2003, tr. 539.
118. 1 2  O'Reilly 2007, tr. 91; Raza 2012, tr. 86; Gage 2018.
119. ↑  Kornai & Yingi 2009, tr. 11–24; Ludlam & Smith 2017, tr. 1–15.
120. 1 2  Barrientos & Powell 2004, tr. 9–26; Cammack 2004, tr. 151–166; Romano 2006; Hinnfors 2006; Lafontaine 2009; Corfe 2010.
121. ↑  Busky 2000, tr. 8–10; Sargent 2008, tr. 117; Alt và đồng nghiệp 2010, tr. 401; Abjorensen 2019, tr. 115.
122. ↑  Ely 1883, tr. 204–205; Ludlam & Smith 2017, tr. 5.
123. ↑  Eatwell & Wright 1999, tr. 80; Ludlam & Smith 2017, tr. 5.
124. 1 2  Fuchs 2019.
125. ↑  Ely 1883, tr. 204–205; Busky 2000, tr. 8.
126. ↑  Busky 2000, tr. 5.
127. ↑  Wright 1983, tr. 62.
128. ↑  Eatwell & Wright 1999, tr. 88.
129. 1 2  Ritzer 2004, tr. 478–479.
130. ↑  Naarden 2002, tr. 441.
131. ↑  Williams 1985, tr. 289; Busky 2000, tr. 8.
132. ↑  Steger 1997, tr. 217–219.
133. ↑  Chickering 1998, tr. 155.
134. ↑  Berman 1998, tr. 145–146; Childs 2000, tr. 2.
135. ↑  Adams 2001, tr. 108.
136. ↑  Steger 1997, tr. 137.
137. ↑  Bernstein 1897.
138. ↑  Vickers 2004, tr. 72.
139. 1 2  Brivati & Heffernan 2000, tr. 301.
140. ↑  Haseler 1969.
141. ↑  Jackson & Tansey 2008, tr. 97.
142. ↑  Giddens 1994, tr. 71.
143. 1 2  Blair 1995, tr. 2, "Labour Past, Present and Future"; The Guardian 2006; Diamond 2015; Eaton 2017.
144. ↑  Lowe 2004; Romano 2007, tr. 3; Ludlam & Smith 2017, tr. 1–15.
145. 1 2  Barrientos & Powell 2004, tr. 18; Cammack 2004, tr. 155; Romano 2006, tr. 11; Hinnfors 2006, tr. 117, 137–139; Lafontaine 2009, tr. 7; Corfe 2010, tr. 33, 178.
146. ↑  Denitch 1981; Picard 1985; Foley 1994, tr. 23; Busky 2000, tr. 8; Heywood 2012, tr. 97; Sunkara 2020.
147. ↑  Eatwell & Wright 1999, tr. 80; Busky 2000, tr. 8; Anderson & Herr 2007; Alt và đồng nghiệp 2010; Sunkara 2020.
148. ↑  Ludlam & Smith 2017, tr. 1–15.
149. ↑  Lowe 2004; Romano 2007, tr. 3; Ludlam & Smith 2017, tr. 3.
150. ↑  Brandal, Bratberg & Thorsen 2013, tr. 7.
151. ↑  Busky 2000, tr. 7–8; Schweickart 2007, tr. 448.
152. ↑  Dongyoun 2016, tr. 171–174.
153. ↑  Sargent 2008, tr. 118.
154. ↑  Megill 1970, tr. 45; Fleet 1973; Sargent 2008, tr. 117.
155. ↑  Draper 1966; Poulantzas 1978; Hain 1995; Hain 2000.
156. 1 2  Schweickart 2007, tr. 448.
157. ↑  Muldoon 2019; Post 2019; Blanc 2019.
158. ↑  Draper 1966, "The 'Revisionist' Facade"; Sunkara 2020.
159. ↑  Bernstein 1907; Steger 1997.
160. ↑  Schumpeter 1942; Thomas 1953; Williams 1985; Hattersley 1987; Tomlinson 1997; Medearis 1997.
161. ↑  Barrientos & Powell 2004; Romano 2006; Hinnfors 2006; Lafontaine 2009; Corfe 2010.
162. ↑  Hamilton 1989.
163. ↑  Busky 2000, tr. 10; Pierson 2005; Heywood 2012, tr. 97.
164. ↑  Wintrop 1983, tr. 306.
165. ↑  Kindersley 2016.
166. ↑  Lavelle 2005; Birch, MacLeavy & Springer 2016; Humphrys 2018.
167. ↑  Docherty & Lamb 2006, tr. 82.
168. ↑  Calossi 2016.
169. ↑  Kwok & Rieger 2013, tr. 40.
170. ↑  CNBC 2009.
171. ↑  Dionne & Galtson 2019; Cassidy 2019; Kvitrud 2019; Sears 2019, tr. 243.
172. ↑  Palley 2013; Amadeo 2019; Sitaraman 2019.
173. ↑  Tarnoff 2017.
174. ↑  Huges 2016; Associated Press 2018.
175. 1 2  Bevan 1952, tr. 106.
176. ↑  Busky 2000, tr. 8; Sargent, tr. 118; Heywood 2012, tr. 97; Hain 2015, tr. 3; Levitz, April 2019.
177. ↑  Benson 2015; Gram 2015; Murphy 2017.
178. ↑  Prokop 2015; Sanders 2015; Frizell 2019; Sanders 2019; Golshan 2019.
179. ↑  Berman 1998, tr. 57; Bailey 2009, tr. 77.
180. ↑  Eatwell & Wright 1999, tr. 80; Anderson & Herr 2007; Alt và đồng nghiệp 2010.
181. ↑  Qiu 2015; Barro 2015; Tupy 2016; Worstall 2016; Levitz, April 2019.
182. ↑  Stephens 2019; Faiola 2019; Haltiwanger 2020; Krugman 2020.
183. 1 2  Levitz, April 2019.
184. ↑  Marcetic 2019; Ackerman 2019.
185. ↑  Foner 1984; Oshinsky 1988; Zimmerman 2010.
186. ↑  Leibovich 2007.
187. ↑  Zimmerman 2010.
188. ↑  The Economist 2010.
189. ↑  Blume & Durlauf 2016, tr. 610–611.
190. ↑  Egle và đồng nghiệp 2008.
191. ↑  Meyer & Rutherford 2011.
192. 1 2  Esping-Andersen 2013.
193. 1 2  Sacks 2019.
194. ↑  Hicks 1988.
195. ↑  Rosser Jr. & Rosser 2003, tr. 226.
196. 1 2  Moschonas 2002, tr. 65.
197. ↑  Samuelsson 1968; Carlsson & Lindgren 1998.
198. ↑  Whyman 2005, tr. 208.
199. ↑  Archer 1995.
200. ↑  Esping-Andersen 2013; Brandal, Bratberg & Thorsen 2013.
201. ↑  Badie, Berg-Schlosser & Morlino 2011, tr. 2423.
202. ↑  Adams 2001; Árnason & Wittrock 2012, tr. 30, 192.
203. ↑  Kenworthy 2014.
204. ↑  Jefferys 1994.
205. ↑  Adams 2001, tr. 37.
206. ↑  Adams 2001, tr. 212–213.
207. ↑  Bo 1998, tr. 18–27; Esping-Andersen 2013.
208. ↑  Eatwell & Wright 1999, tr. 87–88.
209. 1 2  Crosland 1952; Kynaston 2009, tr. 82.
210. ↑  Gey, Kosta & Quaisser 1987.
211. ↑  Miller 2008; Ehns 2016, tr. 4–5.
212. ↑  Eatwell & Wright 1999, tr. 93–95.
213. ↑  Eatwell & Wright 1999, tr. 96–103.
214. 1 2  Heilbroner 1991, tr. 96–110; Kendall 2011, tr. 125–127; Li 2015, tr. 60–69.
215. ↑  Crosland 1952; Eatwell & Wright 1999, tr. 93.
216. ↑  Socialist Party of Great Britain 1958; Crosland 2006, tr. 9, 89.
217. 1 2  Batson 2017.
218. ↑  Cobham 1984; Cohen 2010.
219. ↑  Miller 2008; Ehnts 2016, tr. 4–5.
220. ↑  Egle và đồng nghiệp, tr. 253.
221. ↑  Corfe 2001, tr. 74; Corfe & Miller 2002, tr. 51; Corfe 2005, tr. 20.
222. ↑  Lamke & Marks 1992, tr. 5.
223. 1 2  Eatwell & Wright 1999, tr. 95.
224. ↑  Feuchtwanger 2002, tr. 221.
225. ↑  Bismarck 1884; Gregory & Stuart 2003, tr. 207; Sacks 2019.
226. ↑  Boissoneault 2017.
227. ↑  The National Archive (Liberal Welfare Reforms 1906–11).
228. ↑  Schlesinger Jr. 1962; Zimmerman 2010.
229. ↑  Marglin & Schor 1991; Marglin & Schor 2017.
230. ↑  Lewis & Surender 2004.
231. ↑  Whyman 2005.
232. ↑  Huges 2016; Tarnoff 2017; Associated Press 2018.
233. ↑  Lowen 2013; Ludwigshafen, Piraeus & Valletta 2016; Younge 2017; Eaton 2018; The Economist 2018.
234. ↑  Conley 2019.
235. ↑  Cappelen và đồng nghiệp 1990, tr. 60–94; Veggel 2014, tr. 60–94; Dolvik và đồng nghiệp 2015, tr. 23; Simon Reid 2015, tr. 132.
236. ↑  Esping-Andersen 1985; Hicks 1988; Moschonas 2002; Rosser Jr. & Rosser 2003; Ferragina & Seeleib-Kaiser 2011; Brandal, Bratberg & Thorsen 2013.
237. ↑  Gregoire 2013; Conley 2019.
238. ↑  Abramowitz 2018; Aghekyan và đồng nghiệp 2018; Abramowitz 2019; Repucci 2020.
239. ↑  The Economist 2020.
240. ↑  Reporters Without Borders 2019 (table); Reporters Without Borders 2019 (analysis).
241. ↑  Kim & Miller 2016; The Heritage Foundation 2017.
242. ↑  Vision of Humanity 2019.
243. ↑  Transparency International 2020 (table); Transparency International 2020 (analysis).
244. ↑  Brown 2009; Pani & Panic 2011; Radcliff 2013; Brown 2014; Eskow 2014.
245. ↑  Clarke 1981, tr. 2.
246. ↑  Schweickart 2007, tr. 447.
247. ↑  Ticktin 1998, tr. 60–61.
248. ↑  Hinnfors 2006, tr. 117, 137–139.
249. ↑  Weisskopf 1994, tr. 314–315.
250. ↑  Bardhan & Roemer 1992, tr. 104.
251. ↑  Eatwell & Wright 1999, tr. 91; Fitzpatrick 2003, tr. 2–3.
252. ↑  Socialist Party of Great Britain 2002; Patnaik 2010, tr. 3–21; Nagin 2018.
253. ↑  Romano 2006, tr. 114.
254. ↑  Barrett 1978.
255. ↑  Haro 2011.

#### Sách
- Abjorensen, Norman (2019). Historical Dictionary of Democracy. Rowman & Littlefield. ISBN 978-1-5381-2074-3.
- Adams, Ian (1993). Political Ideology Today. Politics Today (ấn bản thứ 1). Manchester University Press. ISBN 978-0-7190-3346-9.
- Adams, Ian (1998). Ideology and Politics in Britain Today. Politics Today . Manchester, England: Manchester University Press. ISBN 978-0-7190-5056-5.
- Adams, Ian (1999). Ideology and Politics in Britain Today. Politics Today . Manchester, England: Manchester University Press. ISBN 978-0-7190-5056-5.
- Adams, Ian (2001). Political Ideology Today. Politics Today (ấn bản thứ 2). Manchester, England: Manchester University Press. ISBN 978-0-7190-6019-9.
- Aggarwal, J. C.; Agrawal, S. P., biên tập (1989). Nehru on Social Issues. New Delhi: Concept Publishing. ISBN 978-81-7022-207-1.
- Alpert, Michael (1994). A New International History of the Spanish Civil War. ISBN 978-0-312-12016-0.
- Anderson, Gary L.; Herr, Kathryn G. (2007). Encyclopedia of Activism and Social Justice. SAGE Publications. ISBN 978-1-4129-1812-1.
- Anderson, Jervis (1986) [1973]. A. Philip Randolph: A Biographical Portrait. University of California Press. ISBN 978-0-520-05505-6.
- Anderson, Jervis (1997). Bayard Rustin: Troubles I've Seen. New York: HarperCollins. ISBN 978-0-06-016702-8.
- Archer, Robin (1995). Economic Democracy: The Politics of Feasible Socialism. Clarendon Press. ISBN 978-0-19-827891-7.
- Árnason, Jóhann Páll; Wittrock, Björn, biên tập (2012). Nordic Paths to Modernity. Berghahn Books. ISBN 978-0-85745-269-6.
- Arora, N. D. (2010). Political Science for Civil Services Main Examination. Tata McGraw-Hill Education. ISBN 978-0-07-009094-1.
- Aspalter, Christian (2001). Importance of Christian and Social Democratic Movements in Welfare Politics: With Special Reference to Germany, Austria and Sweden. Huntington, New York: Nova Science Publishers. ISBN 978-1-56072-975-4.
- Bailey, David J. (2009). The Political Economy of European Social Democracy: A Critical Realist Approach. Routledge. ISBN 978-0-415-60425-3.
- Barrientos, Armando; Powell, Martin (2004). "The Route Map of the Third Way". Trong Hale, Sarah; Leggett, Will; Martell, Luke (biên tập). The Third Way and Beyond: Criticisms, Futures and Alternatives. Manchester University Press. tr. 9–26. ISBN 978-0-7190-6598-9.
- Bastow, Steve; Martin, James (2003). Third Way Discourse: European Ideologies in the Twentieth Century. Edinburgh, Scotland: Edinburgh University Press. ISBN 978-0-7486-1560-5.
- Berger, Mark T. (2004). The Battle for Asia: From Decolonization to Globalization. Asia's Transformations. London: RoutledgeCurzon. ISBN 978-0-415-32529-5.
- Berlau, Abraham Joseph (1949). The German Social Democratic Party, 1914–1921. New York: Columbia University Press. ASIN B007T3SD0A.
- Berman, Sheri (1998). The Social Democratic Moment: Ideas and Politics in the Making of Interwar Europe. Cambridge, Massachusetts: Harvard University Press. ISBN 978-0-674-44261-0.
- Berman, Sheri (2006). The Primacy of Politics: Social Democracy and the Making of Europe's Twentieth Century. Cambridge University Press. ISBN 978-0-521-81799-8.
- Bernstein, Eduard (2004) [1993]. Tudor, Henry (biên tập). The Preconditions of Socialism. Cambridge Texts in the History of Political Thought. Tudor, Henry biên dịch. Cambridge, England: Cambridge University Press. ISBN 978-0-521-39121-4.
- Best, Gary Dean (1991). Pride, Prejudice, and Politics: Roosevelt Versus Recovery, 1933–1938. Praeger. ISBN 978-0-275-93524-5.
- Bevan, Aneurin (1952). In Place of Fear. New York: Simon and Schuster.
- Birch, Kean; MacLeavy, Julie; Springer, Simon, biên tập (2016). The Handbook of Neoliberalism. Routledge. ISBN 978-1-138-84400-1.
- Blaazer, David (2002) [1992]. The Popular Front and the Progressive Tradition: Socialists, Liberals, and the Quest for Unity, 1884–1939. Cambridge University Press. ISBN 978-0-521-41383-1.
- Blair, Tony (1995). Let Us Face the Future. Fabian phamplets. London: Fabian Society. ISBN 978-0-7163-0571-2.
- Blume, Lawrence E.; Durlauf, Steven N., biên tập (2016). The New Palgrave Dictionary of Economics (ấn bản thứ 2). Springer. ISBN 978-0-7163-0571-2.
- Bookchin, Murray (1998). The Third Revolution: Popular Movements in the Revolutionary Era. Quyển 2. London: Cassell. ISBN 978-0-304-33593-0.
- Bose, Pradip (2005). Social Democracy in Practice: Socialist International, 1951–2001. Delhi: Authorspress. ISBN 978-81-7273-175-5.
- Brandal, Nik; Bratberg, Øivind; Thorsen, Dag Einar (2013). The Nordic Model of Social Democracy. Basingstoke, England: Palgrave Macmillan. ISBN 978-1-137-01326-2.
- Branch, Taylor (1989). Parting the Waters: America in the King Years, 1954–1963. New York: Touchstone. ISBN 978-0-671-68742-7.
- Britain, Ian (2005) [1982]. Fabianism and Culture: A Study in British Socialism and the Arts, c. 1884–1918. Cambridge University Press. ISBN 978-0-521-02129-6.
- Brivati, Brian; Heffernan, Richard, biên tập (2000). The Labour Party: A Centenary History. Macmillan. ISBN 978-0-333-74650-9.
- Bronner, Stephen Eric (1999). Ideas in Action: Political Tradition in the Twentieth Century. Oxford: Rowman & Littlefield Publishers. ISBN 978-0-8476-9387-0.
- Brown, Garrett W.; McLean, Ian; McMillan, Alistair (2018). The Concise Oxford Dictionary of Politics and International Relations. Oxford: Oxford University Press. ISBN 978-0-19-254584-8.
- Burns, James MacGregor (1956). Roosevelt: The Lion and the Fox. Easton Press. ISBN 978-0-15-678870-0.
- Busky, Donald F. (2000). Democratic Socialism: A Global Survey. Westport, Connecticut: Praeger Publishers. ISBN 978-0-275-96886-1.
- Calossi, Enrico (2016). Anti-Austerity Left Parties in the European Union. Competition, Coordination, Integration. Pisa: Pisa University Press. ISBN 978-88-6741-665-3.
- Cammack, Paul (2004). "Giddens's Way with Words". Trong Hale, Sarah; Leggett, Will; Martell, Luke (biên tập). The Third Way and Beyond: Criticisms, Futures and Alternatives. Manchester University Press. tr. 151–166. ISBN 978-0-7190-6598-9.
- Campbell, John (2009). The Iron Lady: Margaret Thatcher from Grocer's Daughter to Prime Minister. Penguin Books. ISBN 978-0-09-954003-8.
- Carlsson, Ingvar; Lindgren, Anne-Marie (1998). What is Social Democracy?: A Book about Social Democracy. Stockholm: Socialdemokraterna. ISBN 978-91-532-0413-8.
- Ceplair, Larry (1987). Under the Shadow of War: Fascism, Anti-Fascism, and Marxists, 1918–1939. New York: Columbia University Press. ISBN 978-0-231-06532-0.
- Chace, James (2005) [2004]. 1912: Wilson, Roosevelt, Taft and Debs – The Election that Changed the Country. Simon & Schuster. ISBN 978-0-7432-7355-8.
- Chew, Melanie (2015). Leaders of Singapore. World Scientific. ISBN 978-981-4719-45-2.
- Chickering, Roger (1998). Imperial Germany and the Great War, 1914–1918. Cambridge University Press. ISBN 978-0-521-56754-1.
- Childs, David (2000). The Two Red Flags: European Social Democracy and Soviet Communism since 1945. London: Routledge. ISBN 978-0-415-22195-5.
- Chua, Beng-Huat (1995). Communitarian Ideology and Democracy in Singapore. Routledge. ISBN 978-0-415-16465-8.
- Clapson, Mark (2009). The Routledge Companion to Britain in the Twentieth Century. Routledge Companions to History. Abingdon, Oxfordshire: Routledge. ISBN 978-0-415-27535-4.
- Clarke, Peter (1981). Liberals and Social Democrats. Cambridge University Press. ISBN 978-0-521-28651-0.
- Corfe, Robert (2010). The Future of Politics: With the Demise of the Left/Right Confrontational System. Bury St Edmunds, England: Arena Books. ISBN 978-1-906791-46-9.
- Corfe, Robert (2001). Foundations of New Socialism: A Vision for the New Millennium. Bury St Edmunds, England: Arena Books. ISBN 978-0-9538460-2-3.
- Corfe, Robert; Miller, Eddie (2002). New Socialist Business Values: For Industrial Resurgence. Bury St Edmunds, England: Arena Books. ISBN 978-0-9538460-4-7.
- Corfe, Robert (2005). The Spirit of New Socialism and the End of Class-based Politics. Bury St Edmunds, England: Arena Books. ISBN 978-0-9543161-2-9.
- Croly, Herbert (2014) [1909]. The Promise of American Life . Princeton University Press. ISBN 978-0-691-16068-9.
- Crosland, Anthony (1952). "The Transition from Capitalism". Trong Crossman, Richard (biên tập). New Fabian Essays. London: Turnstile Press. ISBN 978-0-7146-4655-8.
- Crosland, Anthony (1974). Socialism Now. Jonathan Cape. ISBN 978-0-224-00996-6.
- Crosland, Anthony (2006) [1956]. The Future of Socialism. Constable. ISBN 978-1-84529-485-4.
- Diamond, Patrick (2012). "From Fatalism to Fraternity: Governing Purpose and Good Society". Trong Cramme, Olaf; Diamond, Patrick (biên tập). After the Third Way: The Future of Social Democracy in Europe. London: I.B. Tauris. tr. 1–27. ISBN 978-1-84885-992-0.
- D'Emilio, John (2003). Lost Prophet: Bayard Rustin and the Quest for Peace and Justice in America. New York: The Free Press. ISBN 978-0-684-82780-3. OCLC 52269914.
- D'Emilio, John (2004). Lost Prophet: The Life and Times of Bayard Rustin. Chicago: University of Chicago Press. ISBN 978-0-226-14269-2.
- Denitch, Bogdan (1981). Democratic Socialism: The Mass Left in Advanced Industrial Societies. Rowman & Littlefield. ISBN 978-0-86598-015-0.
- Devine, Thomas W. (2013). Henry Wallace's 1948 Presidential Campaign and the Future of Postwar Liberalism. Chapel Hill, North Carolina: University of North Carolina Press. ISBN 978-1-4696-0203-5.
- Diamond, Patrick (2015). New Labour's Old Roots: Revisionist Thinkers in Labour's History (ấn bản thứ 2). Andrews UK Limited. ISBN 978-1-84540-797-1.
- Dølvik, Jon Erik; Fløtten, Tone; Hippe, Jon M.; Jordfald, Bård (2015). The Nordic Model Towards 2030: A New Chapter?. Nordmod 2030. ISBN 978-82-324-0185-7.
- Dongyoun, Hwang (2016). Anarchism in Korea: Independence, Transnationalism, and the Question of National Development, 1919–1984. SUNY Press. ISBN 978-1-4384-6167-0.
- Döring, Daniel (2007). Is 'Third Way' Social Democracy Still a Form of Social Democracy?. Norderstedt, Germany: GRIN Publishing. ISBN 978-3-638-86832-7.
- Duncan, Watts (2012). British Government and Politics: A Comparative Guide. Edinburgh: Edinburgh University Press. ISBN 978-0-7486-4454-4.
- Eatwell, Roger; Wright, Anthony (1999). Contemporary Political Ideologies (ấn bản thứ 2). London: Continuum. ISBN 978-1-85567-605-3.
- Edinger, Lewis Joachim (1956). German Exile Politics: The Social Democratic Executive Committee in the Nazi Era. Berkeley: University of California Press.
- Egle, Christoph; Henkes, Christian; Merkel, Wolfgang; Petring, Alexander (2008). Social Democracy in Power: The Capacity to Reform. Routledge Research in Comparative Politics. London: Routledge. ISBN 978-0-415-43820-9.
- Ehns, Dirk H. (2016). Modern Monetary Theory and European Macroeconomics. Routledge. ISBN 978-1-138-65477-8.
- Ellis, Catherine (2004). "Total Abstinence and a Good Filing-System? Anthony Crosland and the Affluent Society". Trong Black, Lawrence; Pemberton, Hugh (biên tập). An Affluent Society? Britain's Post-War 'Golden Age' Revisited. Modern Economic and Social History. Aldershot, England: Ashgate. tr. 69–84. ISBN 978-0-7546-3528-4.
- Ely, Richard (1883). French and German Socialism in Modern Times. New York: Harper and Brothers. ISBN 978-1-104-06955-1.
- Engels, Friedrich; Marx, Karl (2004). Marx/Engels Collected Works. Quyển 50. New York: International Publishers.
- Esping-Andersen, Gøsta (1985). Politics Against Markets: The Social Democratic Road to Power. Princeton University Press. ISBN 978-0-691-65418-8. JSTOR j.ctt1m322zp.
- Esping-Andersen, Gøsta (2013) [1990]. The Three Worlds of Welfare Capitalism. John Wiley & Sons. ISBN 978-0-7456-6675-4.
- Feuchtwanger, Edgar (2002). Bismarck. Routledge. ISBN 978-0-415-21614-2.
- Fitzpatrick, Tony (2003). After the New Social Democracy: Social Welfare for the Twenty-First Century. Manchester University Press. ISBN 978-0-7190-6477-7.
- Foley, Michael (1994). Ideas that Shape Politics. Manchester University Press. ISBN 978-0-7190-3825-9.
- Franks, Peter; McAloon, Jim (2016). Labour: The New Zealand Labour Party 1916–2016. Wellington: Victoria University Press. ISBN 978-1-77656-074-5.
- Freeden, Michael (2004). Liberal Languages: Ideological Imaginations and Twentieth-Century Progressive Thought. Princeton, New Jersey: Princeton University Press. ISBN 978-0-691-11678-5. JSTOR /j.ctt7rh6k.
- Freeden, Michael; Sargent, Lyman Tower; Stears, Marc, biên tập (2013). The Oxford Handbook of Political Ideologies. Oxford: Oxford University Press. ISBN 978-0-19-958597-7.
- Fried, Albert (2001). FDR and His Enemies: A History. St. Martin's Press. ISBN 978-1-250-10659-9.
- Fuchs, Christian (2019). Marxism: Karl Marx's Fifteen Key Concepts for Cultural and Communication Studies. Routledge. ISBN 978-1-000-75049-2.{{Chú thích sách}}:  Quản lý CS1: địa điểm thiếu nhà xuất bản (liên kết)
- Gamble, Andrew (2012). "Debt and Deficits: The Quest for Economic Competence". Trong Cramme, Olaf; Diamond, Patrick (biên tập). After the Third Way: The Future of Social Democracy in Europe. London: I. B. Tauris. tr. 45–59. ISBN 978-1-84885-992-0.
- Gamble, Peter; Wright, Tony, biên tập (1999). The New Social Democracy. Taylor & Francis. ISBN 978-0-631-21765-7.
- Gey, Peter; Kosta, H. G. Jiří; Quaisser, Wolfgang (1987). Crisis and Reform in Socialist Economies. Avalon Publishing. ISBN 978-0-8133-7332-4.
- Giddens, Anthony (1998). The Third Way: The Renewal of Social Democracy. Cambridge, England: Polity Press. ISBN 978-0-7456-2266-8.
- Giddens, Anthony (1998) [1994]. Beyond Left and Right: The Future of Radical Politics. Cambridge, England: Polity Press. ISBN 978-0-7456-1439-7.
- Giddens, Anthony (2000). The Third Way and Its Critics. Cambridge, England: Polity Press. ISBN 978-0-7456-2450-1.
- Giddens, Anthony (2003). "Neoprogressivism: A New Agenda for Social Democracy". Trong Giddens, Anthony (biên tập). The Progressive Manifesto: New Ideas for the Centre-Left. Cambridge, England: Polity Press. ISBN 978-0-7456-3295-7.
- Gildea, Robert (2000). "1848 in European Collective Memory". Trong Evans, Robert John Weston (biên tập). The Revolutions in Europe, 1848–1849. Oxford: Oxford University Press. ISBN 978-0-19-820840-2.
- Gombert, Tobias (2009). Bläsius, Julia; Krell, Christian; Timpe, Martin (biên tập). Foundations of Social Democracy. Social Democratic Reader. Quyển 1. Patterson, James biên dịch. Berlin: Friedrich-Ebert-Stiftung. ISBN 978-3-86872-215-4.
- Grafton, John, biên tập (1999). Great Speeches. Mineola, New York: Dover Publications. ISBN 978-0-486-40894-1. OCLC 41468459.
- Gray, Daniel; Johnson, Elliott; Walker, David (2014). Historical Dictionary of Marxism. Historical Dictionaries of Religions, Philosophies, and Movements (ấn bản thứ 2). Lanham, Maryland: Rowman & Littlefield. ISBN 978-1-4422-3798-8.
- Gregory, Paul R.; Stuart, Robert C. (2003). Comparing Economic Systems in the Twenty-First Century (ấn bản thứ 7). Cengage Learning. ISBN 978-0-618-26181-9.
- Groenke, Susan L.; Hatch, J. Amos, biên tập (2009). Critical Pedagogy and Teacher Education in the Neoliberal Era: Small Openings. Springer. ISBN 978-1-4020-9588-7.
- Hain, Peter (1995). Ayes to the Left. Lawrence and Wishart. ISBN 978-0-85315-832-5.
- Hain, Peter (2015). Back to the Future of Socialism. Policy Press. ISBN 978-1-4473-2168-2.
- Hamilton, Malcolm (1989). Democratic Socialism in Britain and Sweden. St Martin's Press. ISBN 978-1-349-09234-5.
- Hamby, Alonzo L. (1999). "Progressivism: A Century of Change and Rebirth". Trong Mileu, Jerome M.; Milkis, Sidney M. (biên tập). Progressivism and the New Democracy. University of Massachusetts Press. tr. 40–80. ISBN 978-1-55849-192-2.
- Harrington, Michael (2011) [1989]. Socialism: Past and Future. New York: Arcade Publishing. ISBN 978-1-61145-335-5.
- Hart, John M. (1986). "Agrarian Reform". Trong Raat, W. Dirk; Beezley, William H. (biên tập). Twentieth-Century Mexico. Lincoln, Nebraska: University of Nebraska Press. tr. 6–16. ISBN 978-0-8032-8914-7.
- Haseler, Stephen (1969). The Gaitskellites: Revisionism in the British Labour Party, 1951–1964. Macmillan. ISBN 978-1-349-00258-0.
- Hastings, Adrian; Mason, Alistair; Pyper, Hugh, biên tập (2000). The Oxford Companion to Christian Thought. Oxford: Oxford University Press. ISBN 978-0-19-860024-4.
- Hattersley, Roy (1987). Choose Freedom: The Future of Democratic Socialism. Harmondsworth, England: Penguin. ISBN 978-0-14-010494-3.
- Hattersley, Roy; Hickson, Kevin (2013). The Socialist Way: Social Democracy in Contemporary Britain. I. B. Tauris. ISBN 978-1-78076-580-8.
- Hayek, Friedrich (1944). The Road to Serfdom. Routledge Press. ISBN 978-0-226-32061-8. OCLC 30733740.
- Heywood, Andrew (2007). Political Ideologies: An Introduction (ấn bản thứ 4). Palgrave Macmillan. ISBN 978-0-230-52180-3.
- Heywood, Andrew (2012). Political Ideologies: An Introduction (ấn bản thứ 5). Basingstoke, England: Palgrave Macmillan. ISBN 978-0-230-36725-8.
- Hinchman, Lewis P.; Meyer, Thomas (2007). The Theory of Social Democracy. Cambridge, England: Polity Press. ISBN 978-0-7456-4113-3.
- Hinnfors, Jonas (2006). Reinterpreting Social Democracy: A History of Stability in the British Labour Party and Swedish Social Democratic Party. Critical Labour Movement Studies. Manchester University Press. ISBN 978-0-7190-7362-5.
- Hloušek, Vít; Kopecek, Lubomír (2013). Origin, Ideology and Transformation of Political Parties: East-Central and Western Europe Compared. Ashgate. ISBN 978-1-4094-9977-0.
- Hobsbawm, Eric (2007) [2002]. Interesting Times: A Twentieth-Century Life. Pantheon. ISBN 978-0-307-42641-3.
- Hoefer, Richard (2013). "Social Welfare Policy and Politics". Trong Colby, Ira C.; Dolmus, Catherine N.; Sowers, Karen M. (biên tập). Connecting Social Welfare Policy to Fields of Practice. Hoboken, New Jersey: John Wiley & Sons. ISBN 978-1-118-17700-6.
- Hollander, Samuel (2011). Friedrich Engels and Marxian Political Economy. Cambridge University Press. ISBN 978-0-521-76163-5.
- Hudson, Kate (2012). The New European Left: A Socialism for the Twenty-First Century?. Basingstoke, England: Palgrave Macmillan. ISBN 978-0-230-24876-2.
- Humphrys, Elizabeth (ngày 8 tháng 10 năm 2018). How Labour Built Neoliberalism: Australia's Accord, the Labour Movement and the Neoliberal Project. Brill Academic Publishers. ISBN 978-90-04-38346-3.
- Imlay, Talbot C. (2018). The Practice of Socialist Internationalism: European Socialists and International Politics, 1914–1960. Oxford University Press. ISBN 978-0-19-964104-8.
- Ishay, Michelle R. (2008) [2005]. The History of Human Rights: From Ancient Times to the Globalization Era. Berkeley: University of California Press. ISBN 978-0-520-25641-5.
- Jackson, Nigel; Tansey, Stephen D. (2008). Politics: The Basics (ấn bản thứ 4). London: Routledge. ISBN 978-0-415-42244-4.
- Janowsky, Oscar Isaiah (1959). Foundations of Israel: Emergence of a Welfare State. Princeton, New Jersey: Van Nostrand.
- Jefferys, Kevin, biên tập (1994). War and Reform: British Politics during the Second World War. Manchester: Manchester University Press. ISBN 978-0-7190-3970-6.
- Jeffreys, Kevin (1999). Leading Labour: From Keir Hardie to Tony Blair. London: I. B. Tauris. ISBN 978-1-86064-453-5.
- Johnson, David (2006). Thinking Government: Public Sector Management in Canad. Toronto: University of Toronto Press. ISBN 978-1-55111-779-9.
- Katseli, Louka T.; Milios, John; Pelagidis, Theodore, biên tập (2018). Welfare State and Democracy in Crisis: Reforming the European Model. Routledge. ISBN 978-1-351-78839-7.
- Kautsky, John H. (2018). Social Democracy and the Aristocracy. Routledge. ISBN 978-1-351-32534-9.
- Kendall, Diana (2011). Sociology in Our Time: The Essentials. Cengage Learning. ISBN 978-1-111-30550-5.
- Kindersley, Richard, biên tập (2016). In Search of Eurocommunism. Springer. ISBN 978-1-349-16581-0.
- Kornai, János; Yingi, Qian, biên tập (2009). Market and Socialism: In the Light of the Experiences of China and Vietnam. New York: Palgrave Macmillan. ISBN 978-0-230-55354-5.
- Kwok, Pui-lan; Rieger, Joerg (2013). Occupy Religion: Theology of the Multitude. Rowman & Littlefield. ISBN 978-1-4422-1792-8.
- Kynaston, David (2009). Family Britain 1951–1957. London: Bloomsbury. ISBN 978-0-7475-8385-1.
- Lafontaine, Oskar (2009). Left Parties Everywhere?. Socialist Renewal. Nottingham, England: Spokesman Books. ISBN 978-0-85124-764-9.
- Laidler, Harry W. (2013). History of Socialism: An Historical Comparative Study of Socialism, Communism, Utopia. Routledge. ISBN 978-1-136-23143-8.
- Lambin, Jean-Jacques (2014). Rethinking the Market Economy: New Challenges, New Ideas, New Opportunities. Palgrave Macmillan. ISBN 978-1-137-39291-6.
- Lemke, Christiane; Marks, Gary, biên tập (1992). The Crisis of Socialism in Europe. Durham, North Carolina: Duke University Press. ISBN 978-0-8223-1197-3.
- Lerner, Warren (1993). A History of Socialism and Communism in Modern Times: Theorists, Activists, and Humanists. Prentice Hall. ISBN 978-0-13-389552-0.
- Levy, D. W. (1985). Herbert Croly of the New Republic: the Life and Thought of an American Progressive. Princeton, New Jersey: Princeton University Press. ISBN 978-0-691-04725-6.
- Lewis, Jane; Surender, Rebecca, biên tập (2004). Welfare State Change: Towards a Third Way?. Oxford University Press. ISBN 978-0-19-926672-2.
- Lightfoot, Simon (2005). Europeanizing Social Democracy?: The Rise of the Party of European Socialists. Routledge. ISBN 978-1-134-27647-9.
- Li, He (2015). Political Thought and China's Transformation: Ideas Shaping Reform in Post-Mao China. Springer. ISBN 978-1-137-42781-6.
- Lowe, Rodney (2004) [1993]. The Welfare State in Britain Since 1945 (ấn bản thứ 3). Macmillan Education UK. ISBN 978-1-4039-1193-3.
- Ludlam, Steve; Smith, Martin J., biên tập (2017). Governing as New Labour: Policy and Politics Under Blair. Macmillan International Higher Education. ISBN 978-1-4039-0678-6.
- Macfarlane, Leslie (1996). "Socialism and Common Ownership: An Historical Perspective". Trong King, Preston (biên tập). Socialism and the Common Good: New Fabian Essays. London: Frank Cass. tr. 17–62. ISBN 978-0-7146-4655-8.
- Mander, Jerry (2012). The Capitalism Papers: Fatal Flaws of an Obsolete System. Counterpoint. tr. 213–217. ISBN 978-1-58243-717-0.
- March, Luke (2008). Contemporary Far Left Parties in Europe: From Marxism to the Mainstream? (PDF). Berlin: Friedrich-Ebert-Stiftung. ISBN 978-3-86872-000-6. Truy cập ngày 9 tháng 11 năm 2021.
- Marglin, Stephen A.; Schor, Juliet B. (1991). The Golden Age of Capitalism: Reinterpreting the Postwar Experience. Clarendon Press. doi:10.1093/acprof:oso/9780198287414.001.0001. ISBN 978-0-19-828741-4.
- Marglin, Stephen A.; Schor, Juliet B. (2017). "Post-war reconstruction and development in the Golden Age of Capitalism". Reflecting on Seventy Years of Development Policy Analysis. World Economic and Social Survey. United Nations iLibrary. doi:10.18356/8310f38c-en. ISBN 978-92-1-060598-4. {{Chú thích sách}}: Đã bỏ qua |work= (trợ giúp)
- Masao, Nishikawa (2010). Socialists and International Actions for Peace 1914–1923. Frank & Timme GmbH. ISBN 978-3-86596-296-6.
- Mathers, Andrew; Taylor, Graham; Upchurch, Martin (2009). The Crisis of Social Democratic Trade Unionism in Western Europe: The Search for Alternatives. Contemporary Employment Relations. Farnham, England: Ashgate Publishing. ISBN 978-0-7546-7053-7.
- Mathiez, Albert (1999). Robespierre. Bolsena: Massari Editore. ISBN 978-88-85378-00-1.
- Matthijs, Matthias (2011). Ideas and Economic Crises in Britain from Attlee to Blair (1945–2005). Routledge Explorations in Economic History. Quyển 49. Abingdon, England: Routledge. ISBN 978-0-415-57944-5.
- McBriar, A. M. (1962). Fabian Socialism and English Politics: 1884–1918. Cambridge University Press.
- Megill, Kenneth A. (1970). The New Democratic Theory. New York: The Free Press. ISBN 978-0-02-920790-1.
- Meyer, Henning; Rutherford, Jonathan, biên tập (2011). The Future of European Social Democracy: Building the Good Society. Springer. ISBN 978-0-230-35504-0.
- Milkis, Sidney M. (2009). Theodore Roosevelt, the Progressive Party, and the Transformation of American Democracy. Lawrence, Kansas: University Press of Kansas. ISBN 978-0-7006-1817-0.
- Miller, Toby (2008). A Companion to Cultural Studies. Wiley. ISBN 978-0-470-99879-3.
- Mises, Ludwig (1936) [1922]. Socialism: An Economic and Sociological Analysis. London: Jonathan Cape. OCLC 72357479.
- Mises, Ludwig (1962) [1927]. Goddard, Arthur (biên tập). The Free and Prosperous Commonwealth: An Exposition of the Ideas of Classical Liberalism. Raico, Ralph biên dịch. Princeton: D. Van Nostrand. ISBN 978-0-442-09057-9.
- Montefiore, Simon Sebag (2017). Titans of History: The Giants Who Made Our World. London: Hachette UK. ISBN 978-1-4746-0647-9.
- Morgan, Austen (1987). J. Ramsay MacDonald. Lives of the Left. Manchester University Press. ISBN 978-0-7190-2168-8.
- Morgan, Kevin (2006). MacDonald. 20 British Prime Ministers of the 20th Century. London: Haus Publishing. ISBN 978-1-904950-61-5.
- Morley, James W. (1993). Driven by Growth: Political Change in the Asia-Pacific Region. Armonk, New York: M. E. Sharpe. ISBN 978-0-7656-3344-6.
- Moschonas, Gerassimos (2002). In the Name of Social Democracy: The Great Transformation, 1945 to the Present. Elliott, Gregory biên dịch. London: Verso Books. ISBN 978-1-85984-639-1.
- Mosse, George (2018). "Marxism". The Culture Of Western Europe: The Nineteenth And Twentieth Centuries. Routledge. ISBN 978-0-429-97252-2.
- Naarden, Bruno (2002) [1992]. Socialist Europe and Revolutionary Russia: Perception and Prejudice, 1848–1923. Cambridge University Press. ISBN 978-0-521-89283-4.
- Newman, Michael (2005). Socialism: A Very Short Introduction. Oxford University Press. ISBN 978-0-19-280431-0.
- Notermans, Ton (2000). Money, Markets, and the State: Social Democratic Economic Policies since 1918. Cambridge Studies in Comparative Politics. Cambridge University Press. ISBN 978-0-521-63339-0.
- Nugent, Walter (2010). Progressivism: A Very Short Introduction. Oxford: Oxford University Press. ISBN 978-0-19-531106-8.
- O'Meara, Michael (2013). New Culture, New Right: Anti-Liberalism in Postmodern Europe. Arktos. ISBN 978-1-907166-97-6.
- O'Reilly, David (2007). The New Progressive Dilemma: Australia and Tony Blair's Legacy. Springer. ISBN 978-0-230-62547-1.
- Orlow, Dietrich (2000). Common Destiny: A Comparative History of the Dutch, French, and German Social Democratic Parties, 1945–1969. New York: Berghahn Books. ISBN 978-1-57181-185-1.
- Oudenaren, John S. (1991). Détente in Europe: The Soviet Union and the West since 1953. Durham, North Carolina: Duke University Press. ISBN 978-0-8223-1133-1.
- Palley, Thomas I. (2013). From Financial Crisis to Stagnation: The Destruction of Shared Prosperity and the Role of Economics. Cambridge University Press. ISBN 978-1-107-61246-4.
- Pani, Mica; Panic, M. (2011). "Neoliberalism versus Social Democracy: Empirical Evidence". Globalization: A Threat to International Cooperation and Peace?. Springer. tr. 109–141. ISBN 978-0-230-30701-8.
- Picard, Robert (ngày 6 tháng 12 năm 1985). The Press and the Decline of Democracy: Democratic Socialist Response in Public Policy. Praeger. ISBN 978-0-86598-015-0.
- Pierson, Christopher (1995). Socialism after Communism: The New Market Socialism. Pennsylvania State Press. ISBN 978-0-271-01479-1.
- Pierson, Christopher (2001). Hard Choices: Social Democracy in the Twenty-First Century. Cambridge, England; Oxford, England; Malden, Massachusetts: Polity Press. ISBN 978-0-7456-1985-9.
- Piott, Steven L. (2006). "Lester Frank Ward and Reform Darwinism". American Reformers, 1870–1920: Progressives in Word and Deed. Rowman & Littlefield. tr. 13–24. ISBN 978-0-7425-2763-8.
- Poen, Monte M. (1996) [1979]. Harry S. Truman Versus the Medical Lobby: The Genesis of Medicare. Columbia: University of Missouri Press. ISBN 978-0-8262-1086-9.
- Quee, Tan Jing (2001). Comet in Our Sky: Lim Chin Siong in History. Insan. ISBN 978-983-9602-14-2.
- Raza, Syed Ali (2012). Social Democratic System. Global Peace Trust. ISBN 978-969-9757-00-6.
- Roberts, Priscilla Mary; Tucker, Spencer C. (biên tập). World War I: A Student Encyclopedia. Santa Barbara, California: ABC-CLIO.
- Roemer, John E. (1994). "The long term and the short term". A Future for Socialism. Harvard University Press. ISBN 978-0-674-33946-0.
- Romano, Flavio (2006). Clinton and Blair: The Political Economy of the Third Way. Routledge Frontiers of Political Economy. Quyển 75. London: Routledge. ISBN 978-0-415-37858-1.
- Romano, Flavio (2007). Clinton and Blair: The Political Economy of the Third Way. Routledge Frontiers of Political Economy. Quyển 75. London: Routledge. ISBN 978-1-134-18252-7.
- Rosser Jr., J. Barkley; Rosser, Marina V. (2003). Comparative Economics in a Transforming World Economy (ấn bản thứ 2). Cambridge, Massachusetts: MIT Press. ISBN 978-0-262-18234-8.
- Rothestein, Bo (1998). Just Institutions Matter: The Moral and Political Logic of the Universal Welfare State. Cambridge, England: Cambridge University Press. ISBN 978-0-521-59893-4.
- Rubinstein, David (2006). The Labour Party and British Society: 1880–2005. Brighton, England: Sussex University Press. ISBN 978-1-84519-055-2.
- Ryan, Alan (1995). John Dewey and the High Tide of American Liberalism. W. W. Norton & Company. ISBN 978-0-393-03773-9.
- Samuelsson, Kurt (1968). From Great Power to Welfare State: 300 Years of Swedish Social Development. London: George Allen and Unwin. ISBN 978-0-04-948002-5.
- Sanders, Bernie (2016). Our Revolution. Thomas Dunne Books. ISBN 978-1-250-13292-5.
- Sargent, Lyman Tower (2008). Contemporary Political Ideologies: A Comparative Analysis (ấn bản thứ 14). Wadsworth Publishing. ISBN 978-0-495-56939-8.
- Schlesinger Jr., Arthur M. (1962). "Liberalism in America: A Note for Europeans". The Politics of Hope and The Bitter Heritage. Boston: Riverside Press.
- Schmidt, Jürgen (2018). August Bebel: Social Democracy and the Founding of the Labour Movement. Bloomsbury Publishing. ISBN 978-1-78672-517-2.
- Schorske, Carl E. (1993) [1955]. German Social Democracy, 1905–1917: The Development of the Great Schism. Harvard Historical Studies. Quyển 65. Cambridge, Massachusetts: Harvard University Press. ISBN 978-0-674-35125-7.
- Schumpeter, Joseph (1942). Capitalism, Socialism and Democracy. New York: Harper & Brothers. ISBN 978-0-06-133008-7. OCLC 22556726.
- Searle, G. R. (2004). A New England?: Peace and War, 1886–1918. Clarendon Press. ISBN 978-0-1982-0714-6.
- Sears, Kathleen (2019). Socialism 101: From the Bolsheviks and Karl Marx to Universal Healthcare and the Democratic Socialists, Everything You Need to Know about Socialism. Simon and Schuster. ISBN 978-1-5072-1136-6.
- Sejersted, Francis (2011). Adams, Madeleine B. (biên tập). The Age of Social Democracy: Norway and Sweden in the Twentieth Century. Daly, Richard biên dịch. Princeton University Press. ISBN 978-0-691-14774-1.
- Senese, Guy B.; Tozer, Steven; Violas, Paul C. (tháng 9 năm 2004). School and Society: Historical and Contemporary Perspectives. McGraw-Hill Humanities/Social Sciences/Languages. ISBN 978-0-07-298556-6.
- Simon Reid, Henry (2015). The Political Origins of Inequality: Why a More Equal World Is Better for Us All. University of Chicago Press. ISBN 978-0-226-23679-7.
- Steenson, Gary P. (1981). Not One Man Not One Penny. Pittsburgh, Pennsylvania: University of Pittsburgh Press. ISBN 978-0-8229-7424-6.
- Steger, Manfred B. (1997). The Quest for Evolutionary Socialism: Eduard Bernstein and Social Democracy. Cambridge, United Kingdom; New York City, United States; Melbourne, Australia: Cambridge University Press. ISBN 978-0-521-58200-1.
- Steger, Manfred B. (1999). "Friedrich Engels and the Origins of German Revisionism: Another Look". Trong Carver, Terrell; Steger, Manfred B. (biên tập). Engels After Marx. University Park, Pennsylvania: Pennsylvania State University. tr. 181–196. ISBN 978-0-271-01891-1.
- Taylor, Andrew J. (2013). "Trade Unions and the Politics of Social Democratic Renewal". Trong Gillespie, Richard; Paterson, William E. (biên tập). Rethinking Social Democracy in Western Europe. Routledge. ISBN 978-1-135-23618-2.
- Teeple, Gary (2000). Globalization and the Decline of Social Reform: Into the Twenty-First Century. University of Toronto Press. ISBN 978-1-55193-026-8.
- Thelen, David P. (1986) [1976]. Robert M. La Follette and the Insurgent Spirit. Madison, Wisconsin: University of Wisconsin Press. ISBN 978-0-299-10644-7.
- Thomas, Norman (1953). Democratic Socialism: A New Appraisal. New York: League for Industrial Democracy. ISBN 978-0-598-69160-6.
- Thompson, Noel (2006). Political Economy and the Labour Party: The Economics of Democratic Socialism, 1884–2005 (ấn bản thứ 2). Abingdon, England: Routledge. ISBN 978-0-415-32880-7.
- Ticktin, Hillel (1998). "The Problem is Market Socialism". Trong Ollman, Bertell (biên tập). Market Socialism: The Debate Among Socialists. New York: Routledge. tr. 55–80. ISBN 978-0-415-91966-1.
- Tomlinson, Jim (1997). Democratic Socialism and Economic Policy: The Attlee Years, 1945–1951. Cambridge: Cambridge University Press. ISBN 978-0-521-55095-6.
- Vickers, Rhiannon (2003). The Labour Party and the World, Volume 1: The Evolution of Labour's Foreign Policy, 1900–1951. Manchester: Manchester University Press. ISBN 978-0-7190-6745-7.
- Waldman, Louis (1944). Labor Lawyer. New York: E. P. Dutton. ASIN B0000D5IYA.
- Ward, Paul (1998). Red Flag and Union Jack: Englishness, Patriotism and the British Left, 1881–1924. Studies in History. Woodbridge, England: Boydell Press. ISBN 978-0-86193-239-9. ISSN 0269-2244.
- Walters, William (2001). "Governing Unemployment: Transforming "the Social"?". Trong Pavlich, George; Wickham, Gary (biên tập). Rethinking Law, Society and Governance: Foucault's Bequest. Hart Publishing. ISBN 978-1-84113-293-8.
- Weisskopf, Thomas E. (1994). "Challenges to Market Socialism: A Response to Critics". Trong Roosevelt, Frank; Belkin, David (biên tập). Why Market Socialism? Voices from Dissent. Armonk, New York: M. E. Sharpe. tr. 297–318. ISBN 978-1-56324-465-0.
- Whyman, Philip (2005). Third Way Economics: Theory and Evaluation. Springer. ISBN 978-0-230-51465-2.
- Williams, Raymond (1985) [1976]. Keywords: A Vocabulary of Culture and Society . New York: Oxford University Press. ISBN 978-0-19-520469-8. OCLC 1035920683.
- Wintrop, Norman (1983) [1982]. Liberal Democratic Theory and Its Critics . Croom Helm. ISBN 978-0-7099-2766-2.
- Woloch, Isser (2019). The Postwar Moment: Progressive Forces in Britain, France, and the U. S. After World War II. Yale University Press. ISBN 978-0-300-12435-4.
- Wright, Anthony (1983). British Socialism: Socialist Thought from the 1880s to the 1960s. London: Longman. ISBN 978-0-582-29561-2.

#### Hội thảo
- Berman, Sheri (2008). Understanding Social Democracy (PDF). What's Left of the Left: Liberalism and Social Democracy in a Globalized World. Cambridge, Massachusetts: Minda de Gunzburg Center for European Studies, Harvard University. Bản gốc (PDF) lưu trữ ngày 4 tháng 3 năm 2016. Truy cập ngày 29 tháng 1 năm 2016.
- Social Democratic Party of Germany (ngày 28 tháng 10 năm 2007). Hamburg Programme. Principal guidelines of the Social Democratic Party of Germany (PDF). Federal Party Conference of the SPD. Hamburg: Social Democratic Party of Germany. Truy cập ngày 26 tháng 4 năm 2020.

#### Bách khoa toàn thư
- Aimer, Peter (ngày 20 tháng 6 năm 2012). "Labour Party". Te Ara: The Encyclopedia of New Zealand. Truy cập ngày 1 tháng 3 năm 2020.
- Alt, James E.; Chambers, Simone; Garrett, Geoffrey; Kurian, George Thomas; Levi, Margaret; McClain, Paula D. (2010). The Encyclopedia of Political Science Set. CQ Press. ISBN 978-1-933116-44-0.
- Badie, Bertrand; Berg-Schlosser, Dirk; Morlino, Leonardo, biên tập (2011). "Social Democracy". International Encyclopedia of Political Science. Quyển 8. Sage Publications. ISBN 978-1-4129-5963-6.
- Columbia Encyclopedia (tháng 5 năm 2001). "Progressivism". Columbia Encyclopedia (ấn bản thứ 6). Bản gốc lưu trữ ngày 29 tháng 6 năm 2008. Truy cập ngày 18 tháng 11 năm 2006.
- Docherty, James C.; Lamb, Peter, biên tập (2006). "Social democracy". Historical Dictionary of Socialism. Historical Dictionaries of Religions, Philosophies, and Movements. Quyển 73 (ấn bản thứ 2). Lanham, Maryland: Scarecrow Press. ISBN 978-0-8108-5560-1.
- Durlauf, Steven; Lawrence, Blume (2008). "Social Democracy". New Palgrave Dictionary of Economics (ấn bản thứ 2). Palgrave Macmillan UK. ISBN 978-0-333-78676-5.
- Jackson, Ben (2008). "Social Democracy". Trong Blume, Lawrence E.; Durlauf, Steven N. (biên tập). The New Palgrave Dictionary of Economics. Quyển 7 (ấn bản thứ 2). Basingstoke, England: Palgrave Macmillan. ISBN 978-0-333-78676-5.
- Jones, R. J. Barry, biên tập (2001). Routledge Encyclopedia of International Political Economy. Quyển III. Taylor & Francis. ISBN 978-0-415-14532-9.
- Lamb, Peter (2015). "Social democracy". Historical Dictionary of Socialism. Historical Dictionaries of Religions, Philosophies, and Movements (ấn bản thứ 3). Rowman & Littlefield. ISBN 978-1-4422-5826-6.
- Lipset, Seymour Martin (1995). The Encyclopedia of Democracy. Quyển 4. Congressional Quarterly. ISBN 978-0-87187-889-2.
- Lovick, L. D. (ngày 30 tháng 9 năm 2013). "Tommy Douglas". The Canadian Encyclopedia. Truy cập ngày 13 tháng 2 năm 2020.
- Miller, David (1998). "Social Democracy". Trong Craig, Edward (biên tập). Routledge Encyclopedia of Philosophy. Quyển 8. Routledge. ISBN 978-0-415-18713-8.
- O'Hara, Phillip (1999). "L–Z". Encyclopedia of Political Economy. Routledge. ISBN 978-0-415-15426-0.
- O'Hara, Phillip (2003). "Social Democracy". Encyclopedia of Political Economy. Quyển 2. Routledge. ISBN 978-0-415-24187-8.
- Ritzer, George (2004). "Marxism". Encyclopedia of Social Theory. Thousand Oaks, California: SAGE Publications. ISBN 978-1-4522-6546-9.
- Safra, Jacob E. (1998). "Social democracy". The New Encyclopædia Britannica. Quyển 10 (ấn bản thứ 15). Encyclopædia Britannica.
- Schweickart, David (2007). "Democratic Socialism". Trong Anderson, Gary L.; Herr, Kathryn G. (biên tập). Encyclopedia of Activism and Social Justice. Quyển 1. Thousand Oaks, California: Sage Publications. ISBN 978-1-4129-1812-1.
- Stevens, Mark A. (2000). "Social democracy". Merriam-Webster's Collegiate Encyclopedia. Merriam-Webster. ISBN 978-0-87779-017-4.

#### Tạp chí khoa học
- Abou-Chadi, Tarik; Wagner, Markus (ngày 1 tháng 2 năm 2020). "Electoral fortunes of social democratic parties: do second dimension positions matter?" (PDF). Journal of European Public Policy. Quyển 27 số 2. tr. 246–272. doi:10.1080/13501763.2019.1701532. ISSN 1350-1763. S2CID 213665016.
- Allen, Christopher S. (ngày 1 tháng 9 năm 2009). "'Empty Nets': Social Democracy and the 'Catch-All Party Thesis' in Germany and Sweden". Party Politics. Quyển 15 số 5. tr. 635–653. doi:10.1177/1354068809336389. hdl:11858/00-001M-0000-0012-4547-7. ISSN 1354-0688. S2CID 144281202.
- Bardhan, Pranab; Roemer, John E. (1992). "Market Socialism: A Case for Rejuvenation". Journal of Economic Perspectives. Quyển 6 số 3. tr. 101–116. doi:10.1257/jep.6.3.101. ISSN 0895-3309.
- Batson, Andrew (tháng 3 năm 2017). "The State of the State Sector" (PDF). Gavekal Dragonomics. Truy cập ngày 15 tháng 6 năm 2020. {{Chú thích tạp chí}}: Chú thích magazine cần |magazine= (trợ giúp)
- Benedetto, Giacomo; Hix, Simon; Mastrorocco, Nicola (ngày 1 tháng 7 năm 2019). "The Rise and Fall of Social Democracy, 1918–2017" (PDF). Trinity Economics Papers. Quyển 114 số 3. tr. 928–939. doi:10.1017/S0003055420000234. S2CID 159433167. Bản gốc (PDF) lưu trữ ngày 15 tháng 2 năm 2020. Truy cập ngày 29 tháng 11 năm 2019.
- Berman, Sheri; Snegovaya, Maria (ngày 10 tháng 7 năm 2019). "Populism and the Decline of Social Democracy". Journal of Democracy. Quyển 30 số 3. tr. 5–19. doi:10.1353/jod.2019.0038. S2CID 199293070. Truy cập ngày 29 tháng 11 năm 2019.
- Bernstein, Eduard (tháng 4 năm 1897). "Karl Marx and Social Reform". Progressive Review. Số 7.
- Blombäck, Sofie; Demker, Marie; Hagevi, Magnus; Hinnfors, Jonas; Loxbo, Karl (ngày 9 tháng 7 năm 2019). "The decline of Western European social democracy: Exploring the transformed link between welfare state generosity and the electoral strength of social democratic parties, 1975–2014". Party Politics. Quyển 27 số 3. tr. 430–441. doi:10.1177/1354068819861339. ISSN 1354-0688. S2CID 199148173.
- Bolton, Matt (tháng 3 năm 2020). "Democratic Socialism and the Concept of (Post)Capitalism". The Political Quarterly. Quyển 91 số 2. Wiley. tr. 334–342. doi:10.1111/1467-923X.12830. S2CID 216159023.
- Cappelen, Adne; Fagerberg, Jan; Mjøset, Lars; Skarstein, Rune (tháng 5 năm 1990). "The Decline of Social-Democratic State Capitalism in Norway". New Left Review. Số 181. tr. 60–94.
- Cobham, David (tháng 11 năm 1984). "The Nationalisation of the Banks in Mitterand's France: Rationalisations and Reasons". Journal of Public Policy. Quyển 4 số 4. Cambridge University Press. tr. 351–358. doi:10.1017/S0143814X00002798. JSTOR 3998375.
- Cohen, Paul (Winter 2010). "Lessons from the Nationalization Nation: State-Owned Enterprises in France". Dissident. Quyển 57 số 1. University of Pennsylvania Press. tr. 15–20. doi:10.1353/dss.0.0107. ISSN 1946-0910. S2CID 153581946. Truy cập ngày 14 tháng 4 năm 2020.
- Draper, Hal (1966). "The Two Souls of Socialism". New Politics. Quyển 5 số 1. tr. 57–84.
- Dostal, Jörg Michael (ngày 19 tháng 12 năm 2016). "The Crisis of German Social Democracy Revisited". The Political Quarterly. Quyển 88 số 2. tr. 230–240. doi:10.1111/1467-923X.12316.
- Edelstein, David J. (tháng 1 năm 1993) [1990]. "Social Democracy Versus Revolutionary Democratic Socialism". The Alternative Orange. Quyển 2 số 3. Syracuse University. Bản gốc lưu trữ ngày 25 tháng 12 năm 2007. Truy cập ngày 7 tháng 2 năm 2020.
- Epstein, Richard A. (2001). "Employment and Labor Law Reform in New Zealand Lecture". Case Western Reserve Journal of International Law. Quyển 33.
- Ferragina, Emanuele; Seeleib-Kaiser, Martin (2011). "Welfare regime debate: past, present, futures". Policy & Politics. Quyển 39 số 4. tr. 583–611. doi:10.1332/030557311X603592.
- Fleet, Michael H. (tháng 12 năm 1973). "Chile's Democratic Road to Socialism". The Western Political Quarterly. Quyển 26 số 4. tr. 766–786. doi:10.2307/447149. JSTOR 447149.
- Foner, Eric (Spring 1984). "Why is there no socialism in the United States" (PDF). History Workshop Journal. Quyển 17 số 1. tr. 57–80. doi:10.1093/hwj/17.1.57. JSTOR 4288545.
- Goldfield, Michael (tháng 12 năm 1989). "Worker Insurgency, Radical Organization, and New Deal Labor Legislation". The American Political Science Review. Quyển 83 số 4. tr. 1257–1282. doi:10.2307/1961668. JSTOR 1961668.
- Guinan, Joe (2013). "Returns to Capital". The Good Society. Quyển 22 số 1. tr. 44–60. doi:10.5325/goodsociety.22.1.0044. JSTOR 10.5325/goodsociety.22.1.0044.
- Hacker, David (2010). "Heritage". Social Democrats USA. Truy cập ngày 10 tháng 2 năm 2020. {{Chú thích tạp chí}}: Chú thích magazine cần |magazine= (trợ giúp)
- Hain, Peter (July–August 2000). "Rediscovering our libertarian roots". Chartist. Bản gốc lưu trữ ngày 21 tháng 6 năm 2013.
- Haro, Lea (2011). "Entering a Theoretical Void: The Theory of Social Fascism and Stalinism in the German Communist Party". Critique. Quyển 39 số 4. tr. 563–582. doi:10.1080/03017605.2011.621248. S2CID 146848013.
- Heilbroner, Robert L. (Winter 1991). "From Sweden to Socialism: A Small Symposium on Big Questions". Dissident. Barkan, Joanne; Brand, Horst; Cohen, Mitchell; Coser, Lewis; Denitch, Bogdan; Fehèr, Ferenc; Heller, Agnès; Horvat, Branko; Tyler, Gus. tr. 96–110. Truy cập ngày 14 tháng 4 năm 2020.
- Hicks, Alexander (1988). "Social Democratic Corporatism and Economic Growth". The Journal of Politics. Quyển 50 số 3. University of Chicago Press. tr. 677–704. doi:10.2307/2131463. ISSN 0022-3816. JSTOR 2131463. S2CID 154785976.
- Horowitz, Rachelle (2007). "Tom Kahn and the fight for democracy: A political portrait and personal recollection" (PDF). Democratiya. Quyển 11 số Winter. tr. 204–251. Bản gốc (PDF) lưu trữ ngày 12 tháng 10 năm 2009. Truy cập ngày 7 tháng 3 năm 2020.
- Johnson, Roger T. (ngày 1 tháng 12 năm 1964). "Robert M. La Follette, Jr. and the Decline of the Progressive Party in Wisconsin". Journal of American History. Quyển 51 số 3. Madison, Wisconsin: State Historical Society of Wisconsin for the Department of History, University of Wisconsin. tr. 524–525. doi:10.2307/1894927. ISSN 0021-8723. JSTOR 1894927.
- Kotz, David M. (ngày 4 tháng 5 năm 2009). "The Financial and Economic Crisis of 2008: A Systemic Crisis of Neoliberal Capitalism" (PDF). Review of Radical Political Economics. Quyển 41 số 3. tr. 305–317. doi:10.1177/0486613409335093. S2CID 154726132.
- Kraig, Robert Alexander (2000). "The 1912 Election and the Rhetorical Foundations of the Liberal State". Rhetoric and Public Affairs. Quyển 3 số 3. tr. 363–395. doi:10.1353/rap.2010.0042. JSTOR 41940243. S2CID 143817140.
- Lavelle, Ashley (ngày 1 tháng 12 năm 2005). "Social Democrats and Neo-Liberalism: A Case Study of the Australian Labor Party". Political Studies. Quyển 53 số 4. tr. 753–771. doi:10.1111/j.1467-9248.2005.00555.x. S2CID 144842245.
- Manow, Philip; Schwander, Hanna (ngày 10 tháng 9 năm 2016). "'Modernize and Die'? German social democracy and the electoral consequences of the Agenda 2010". Socio-Economic Review. Quyển 15 số 1. tr. 117–134. doi:10.1093/ser/mww011. S2CID 157553424.
- Medearis, John (1997). "Schumpeter, the New Deal, and Democracy". American Political Science Review. Quyển 91 số 4. tr. 819–832. doi:10.2307/2952166. JSTOR 2952166.
- Milkis, Sidney M.; Tichenor, Daniel J. (1994). "'Direct Democracy' and Social Justice: The Progressive Party Campaign of 1912". Studies in American Political Development. Quyển 8 số 2. tr. 282–340. doi:10.1017/S0898588X00001267.
- O'Leary, Kevin C. (1994). "Herbert Croly and Progressive Democracy". Polity. Quyển 26 số 4. tr. 533–552. doi:10.2307/3235094. JSTOR 3235094. S2CID 147480352.
- Patnaik, Prabhat (May–June 2010). "Socialism or Reformism?". Social Scientist. Quyển 38 số 5/6. tr. 3–21. JSTOR 27866707.
- Pierson, Chris (2005). "Lost property: What the Third Way lacks". Journal of Political Ideologies. Quyển 10 số 2. tr. 145–163. doi:10.1080/13569310500097265. S2CID 144916176.
- Poulantzas, Nicos (May–June 1978). "Towards a Democratic Socialism". New Left Review. Quyển I số 109.
- Socialist Party of Great Britain (tháng 1 năm 1958). "The Managerial Society Part Three — Fabian Version". Socialist Standard. Số 641. Socialist Party of Great Britain. Bản gốc lưu trữ ngày 3 tháng 3 năm 2016. Truy cập ngày 7 tháng 3 năm 2021.
- Socialist Party of Great Britain (tháng 3 năm 2002). "Reformism – or socialism?". Socialist Standard. Số 1171. Socialist Party of Great Britain. Truy cập ngày 31 tháng 1 năm 2020.
- Veggel, Noralv (tháng 11 năm 2014). "The Nordic Model—Its Arrival and Decline". Global Journal of Management and Business Research: Administration and Management. Quyển 14 số 9. tr. 60–94. doi:10.13140/2.1.1557.9848.
- Weisskopf, Thomas E. (1992). "Toward the Socialism of the Future, in the Wake of the Demise of the Socialism of the Past" (PDF). Review of Radical Political Economics. Quyển 24 số 3–4. tr. 1–28. doi:10.1177/048661349202400302. hdl:2027.42/68447. ISSN 0486-6134. S2CID 20456552.

#### Báo chí
- Ackerman, Seth (ngày 19 tháng 6 năm 2019). "Why Bernie Talks About the New Deal". Jacobin. Truy cập ngày 15 tháng 11 năm 2019.
- Adler, David; Varoufakis, Yanis (ngày 1 tháng 12 năm 2018). "We shouldn't rush to save the liberal order. We should remake it". The Guardian. Truy cập ngày 2 tháng 12 năm 2018.
- Aduriz, Iñigo; Castro, Irene (ngày 7 tháng 1 năm 2020). "PSOE y Unidas Podemos ultiman la estructura del Gobierno de coalición: cada partido gestionará áreas separadas". El Diario (bằng tiếng Tây Ban Nha). Truy cập ngày 14 tháng 4 năm 2020.
- Ames, Paul; Oliveira, Ivo (ngày 10 tháng 8 năm 2019). "Socialists victorious in Portuguese election". Politico. Truy cập ngày 14 tháng 4 năm 2020.
- Arnste, Håkon (ngày 3 tháng 10 năm 2017). "Ap har mistet folket". Namdalsavisa (bằng tiếng Na Uy). Bản gốc lưu trữ ngày 11 tháng 10 năm 2017. Truy cập ngày 20 tháng 10 năm 2017.
- "Democratic socialism hits the heartland: Ocasio-Cortez, Sanders to campaign in deep-red Kansas". NBC News. Associated Press. ngày 20 tháng 7 năm 2018. Truy cập ngày 14 tháng 5 năm 2019.
- Aune, Oddvin; Myklebust, Bjørn (ngày 12 tháng 9 năm 2018). "Splittelsen går tvers gjennom Ap" (bằng tiếng Na Uy). NRK. Truy cập ngày 12 tháng 9 năm 2018.
- Azhar, Saeed; Chalmers, John (ngày 6 tháng 9 năm 2015). "Singapore's rulers hope a nudge to the left will keep voters loyal". Reuters. Truy cập ngày 29 tháng 4 năm 2020.
- Barbieri, Pierpaolo (ngày 25 tháng 4 năm 2017). "The Death and Life of Social Democracy". Foreign Affairs. Truy cập ngày 15 tháng 11 năm 2019.
- Barigazzi, Jacopo (ngày 5 tháng 9 năm 2019). "Italy's Conte presents Cabinet list, with MEP Gualtieri as finance minister". Politico. Truy cập ngày 14 tháng 4 năm 2020.
- Barrett, William, biên tập (ngày 1 tháng 4 năm 1978). "Capitalism, Socialism, and Democracy: A Symposium". Commentary. Bản gốc lưu trữ ngày 19 tháng 10 năm 2019. Truy cập ngày 12 tháng 3 năm 2020.
- Barro, Josh (ngày 20 tháng 10 năm 2015). "Bernie Sanders, Democratic Socialist Capitalist". The New York Times. Truy cập ngày 26 tháng 3 năm 2019.
- BBC (ngày 22 tháng 2 năm 2000). "Sacrifices in the scramble for power". BBC News. Truy cập ngày 30 tháng 4 năm 2020.
- Benson, Thor (ngày 30 tháng 4 năm 2015). "Stop Calling Bernie Sanders a Socialist". The New Republic. Truy cập ngày 14 tháng 4 năm 2020.
- Berman, Sheri (ngày 15 tháng 1 năm 2020). "Can Social Democrats Save the World (Again)?". Foreign Policy. Truy cập ngày 10 tháng 2 năm 2020.
- Blanc, Eric (ngày 2 tháng 4 năm 2019). "Why Kautsky Was Right (and Why You Should Care)". Jacobin. Truy cập ngày 20 tháng 6 năm 2019.
- Boissoneault, Lorraine (ngày 14 tháng 7 năm 2017). "Bismarck Tried to End Socialism's Grip—By Offering Government Healthcare". Smithsonian. Truy cập ngày 30 tháng 1 năm 2020.
- Borshoff, Isabella (ngày 26 tháng 6 năm 2019). "Social Democrats form government in Denmark". Politico. Truy cập ngày 31 tháng 7 năm 2019.
- Brockell, Gillian (ngày 13 tháng 2 năm 2020). "Socialists were winning U.S. elections long before Bernie Sanders and AOC". The Washington Post. Truy cập ngày 14 tháng 2 năm 2020.
- Brown, Andrew (ngày 12 tháng 9 năm 2014). "Who are Europe's happiest people – progressives or conservatives?". The Guardian. Truy cập ngày 20 tháng 10 năm 2014.
- Brown, Craig (ngày 11 tháng 5 năm 2009). "World's Happiest Countries? Social Democracies". Common Dreams. Bản gốc lưu trữ ngày 20 tháng 10 năm 2014. Truy cập ngày 11 tháng 11 năm 2021.
- Bruenig, Matt (ngày 29 tháng 5 năm 2019). "Bernie Wants Power in Workers' Hands". Jacobin. Truy cập ngày 20 tháng 7 năm 2019.
- Buck, Tobias (ngày 17 tháng 10 năm 2018). "How social democracy lost its way: a report from Germany". Financial Times. Truy cập ngày 29 tháng 11 năm 2019.
- Carlock, Greg; McElwee, Sean (ngày 18 tháng 9 năm 2018). "Why the Best New Deal Is a Green New Deal". The Nation. ISSN 0027-8378. Lưu trữ bản gốc ngày 13 tháng 11 năm 2018. Truy cập ngày 13 tháng 11 năm 2018.
- Carreño, Belén; Castro, Irene (ngày 20 tháng 2 năm 2017). "Pedro Sánchez gira a la izquierda y elige al neoliberalismo como gran enemigo del PSOE". El Diario (bằng tiếng Tây Ban Nha). Truy cập ngày 14 tháng 1 năm 2020.
- Cassidy, John (ngày 2 tháng 2 năm 2016). "Bernie Sanders Just Changed the Democratic Party". The New Yorker. Truy cập ngày 25 tháng 11 năm 2019.
- Cassidy, John (ngày 18 tháng 6 năm 2019). "Why Socialism Is Back". The New Yorker. Truy cập ngày 14 tháng 4 năm 2020.
- Castro, Irene; Riveiro, Aitor (ngày 11 tháng 11 năm 2019). "Sánchez e Iglesias firman un acuerdo para una coalición "rotundamente progresista de cuatro años". El Diario (bằng tiếng Tây Ban Nha). Truy cập ngày 14 tháng 4 năm 2020.
- Chartier, Gary (ngày 28 tháng 4 năm 2018). "Getting Crony Capitalism Half Right". Reason. Reason Foundation. Truy cập ngày 1 tháng 3 năm 2020.
- CNBC (ngày 14 tháng 9 năm 2009). "The Financial Crisis: This Day—One Year Ago, Sept. 15, 2008". Truy cập ngày 26 tháng 10 năm 2021.
- Cohen, Rachel M. (ngày 26 tháng 12 năm 2018). "Could Expanding Employee Ownership Be the Next Big Economic Policy". The Intercept. Truy cập ngày 20 tháng 7 năm 2019.
- Conley, Julia (ngày 20 tháng 3 năm 2019). "Social Democratic Nations Rank Happiest on Global Index (Again). US Ranking Falls (Again)". Common Dreams. Bản gốc lưu trữ ngày 18 tháng 9 năm 2019. Truy cập ngày 14 tháng 4 năm 2020.
- Cooper, Ryan (ngày 10 tháng 1 năm 2018). "Bernie Sanders and the rise of American social democracy". The Week. Truy cập ngày 26 tháng 3 năm 2019.
- Copenhagen, Richard Orange (ngày 11 tháng 5 năm 2019). "Mette Frederiksen: the anti-immigration left leader set to win power in Denmark". The Guardian. Truy cập ngày 8 tháng 6 năm 2019.
- Day, Meagan (ngày 14 tháng 5 năm 2018). "A Line in the Sand". Jacobin. Truy cập ngày 20 tháng 7 năm 2019.
- De Las Heras, Paula (ngày 22 tháng 5 năm 2017). "Pedro Sánchez, el fénix camaleónico". Diario Sur (bằng tiếng Tây Ban Nha). Truy cập ngày 14 tháng 1 năm 2020.
- Dreier, Peter (ngày 11 tháng 4 năm 2011). "La Follette's Wisconsin Idea". Dissent. Truy cập ngày 15 tháng 11 năm 2019.
- Dudda, Ricardo (ngày 28 tháng 9 năm 2016). "El PSOE y la fatiga democrática". Letras Libres (bằng tiếng Tây Ban Nha). Truy cập ngày 14 tháng 1 năm 2020.
- Dudda, Ricardo (ngày 12 tháng 11 năm 2019). "Pedro Sánchez: De victoria en victoria hasta la derrota". Letras Libres (bằng tiếng Tây Ban Nha). Truy cập ngày 14 tháng 1 năm 2020.
- Eaton, George (ngày 10 tháng 8 năm 2017). "Tony Blair isn't the only New Labour figure with a far-left past". New Statesman. Truy cập ngày 23 tháng 2 năm 2020.
- Eaton, George (ngày 8 tháng 2 năm 2018). "Germany's SPD may have signed its death warrant". New Statesman. Bản gốc lưu trữ ngày 31 tháng 10 năm 2018. Truy cập ngày 23 tháng 2 năm 2020.
- The Economist (ngày 31 tháng 5 năm 2010). "Social democracy – A plea for liberalism". The Economist. Truy cập ngày 29 tháng 4 năm 2020.
- The Economist (ngày 9 tháng 4 năm 2016). "Sewer socialism's heir". The Economist. Truy cập ngày 15 tháng 11 năm 2019.
- The Economist (ngày 30 tháng 6 năm 2018). "Why Labour is obsessed with Greek politics". The Economist. Truy cập ngày 23 tháng 2 năm 2020.
- The Economist (ngày 21 tháng 1 năm 2020). "Democracy Index 2019". The Economist. Economist Intelligence Unit. Truy cập ngày 4 tháng 2 năm 2020.
- Elk, Mike (ngày 9 tháng 5 năm 2018). "Bernie Sanders introduces Senate bill protecting employees fired for union organizing". The Guardian. Truy cập ngày 20 tháng 7 năm 2019.
- Epstein, Kayla (ngày 8 tháng 4 năm 2020). "Bernie Sanders vows to stay on upcoming ballots and continue to gather delegates so he can 'exert significant influence over the party platform'". Business Insider. Truy cập ngày 14 tháng 4 năm 2020.
- Ember, Syndey (ngày 8 tháng 4 năm 2020). "Bernie Sanders Is Dropping Out of 2020 Democratic Race for President". The New York Times. Truy cập ngày 14 tháng 4 năm 2020.
- Estefanía, Joaquín (ngày 21 tháng 2 năm 2019). "La ideología de Pedro Sánchez". El País (bằng tiếng Tây Ban Nha). ISSN 1134-6582. Truy cập ngày 14 tháng 1 năm 2020.
- Faiola, Anthony (ngày 11 tháng 2 năm 2019). "In socialist Venezuela, a crisis of faith not in just their leader but their economic model". The Washington Post. Truy cập ngày 23 tháng 2 năm 2020.
- Foran, Clare (ngày 11 tháng 2 năm 2019). "How Bernie Sanders Explains Democratic Socialism". The Atlantic. Truy cập ngày 14 tháng 4 năm 2020.
- Foster, John Bellamy; Tsakiroglou, Tassos (ngày 18 tháng 1 năm 2014). "The Death of Social Democracy in the Age of Global Monopoly-Finance Capital": An Interview with John Bellamy Foster". Monthly Review. MR Online. Truy cập ngày 29 tháng 4 năm 2020.
- Frizell, Sam (ngày 20 tháng 2 năm 2019). "Here's How Bernie Sanders Explained Democratic Socialism". Time. Truy cập ngày 1 tháng 3 năm 2020.
- Gage, Beverly (ngày 17 tháng 7 năm 2018). "America Can Never Sort Out Whether 'Socialism' Is Marginal or Rising". The New York Times. Truy cập ngày 17 tháng 2 năm 2020.
- Goffeng, Espen (ngày 12 tháng 9 năm 2017). "En venstreside på villspor" (bằng tiếng Na Uy). NRK. Truy cập ngày 20 tháng 10 năm 2017.
- Golshan, Tara (ngày 12 tháng 6 năm 2019). "Bernie Sanders's definition of democratic socialism, explained". Vox. Truy cập ngày 1 tháng 3 năm 2020.
- Goodner, David (ngày 6 tháng 3 năm 2019). "Will 2020 Be the Year Presidential Candidates Actually Take Labor Issues Seriously?". Common Dreams. Truy cập ngày 20 tháng 7 năm 2019.
- Goodrich, Matthew Miles (ngày 14 tháng 1 năm 2018). "The Forgotten Socialist History of Martin Luther King Jr". In These Times. Truy cập ngày 16 tháng 11 năm 2019.
- Gram, David (ngày 11 tháng 5 năm 2015). "Bernie Sanders has had consistent message for 4 decades". The Seattle Times. Associated Press. ISSN 0745-9696. Truy cập ngày 14 tháng 4 năm 2020.
- Gregoire, Carolyn (ngày 10 tháng 9 năm 2013). "The Happiest Countries In The World". The Huffington Post. Truy cập ngày 1 tháng 10 năm 2013.
- Gregory, Andy (ngày 7 tháng 11 năm 2019). "More than a third of millennials approve of communism, YouGov poll indicates". The Independent. Truy cập ngày 17 tháng 1 năm 2020.
- Grice, Andrew (ngày 7 tháng 1 năm 2002). "Architect of 'Third Way' attacks New Labour's policy 'failures'". The Independent. Truy cập ngày 13 tháng 6 năm 2017.
- Gruenberg, Mark (ngày 30 tháng 5 năm 2019). "Bernie Sanders: Workers should control the means of production". People's World. Truy cập ngày 20 tháng 7 năm 2019.
- Grumbach, Gary (ngày 13 tháng 4 năm 2020). "Sanders' campaign raises over $2 million for coronavirus charities". NBC News. Truy cập ngày 14 tháng 4 năm 2020.
- The Guardian (ngày 16 tháng 6 năm 2006). "'Dear Michael, I'm Tony Blair'". The Guardian. Truy cập ngày 15 tháng 3 năm 2020.
- Haltiwanger, John (ngày 11 tháng 2 năm 2020). "Here's the difference between a 'socialist' and a 'democratic socialist'". Business Insider. Truy cập ngày 23 tháng 2 năm 2020.
- Hendricks Jr., Obery M. (ngày 22 tháng 3 năm 2014). "The Uncompromising Anti-Capitalism of Martin Luther King Jr". The Huffington Post. Truy cập ngày 7 tháng 3 năm 2020.
- Hoel, Johannes Norman (ngày 5 tháng 10 năm 2017). "Innvandring og fortielse". Drammens Tidende (bằng tiếng Na Uy). Truy cập ngày 20 tháng 10 năm 2017.
- Huges, Laura (ngày 24 tháng 2 năm 2016). "Tony Blair admits he can't understand the popularity of Jeremy Corbyn and Bernie Sanders". The Daily Telegraph. Truy cập ngày 14 tháng 5 năm 2019.
- Hutton, Will (ngày 22 tháng 7 năm 2018). "Progressives in Britain can still triumph if they look to Spain's success". The Guardian. Truy cập ngày 4 tháng 8 năm 2018.
- Issenberg, Sasha (ngày 9 tháng 1 năm 2010). "Sanders a growing force on the far, far left". Boston Globe. Truy cập ngày 7 tháng 3 năm 2020.
- Isserman, Maurice (ngày 19 tháng 6 năm 2009). "Michael Harrington: Warrior on poverty". The New York Times. Truy cập ngày 15 tháng 11 năm 2019.
- Jackson, Samuel (ngày 6 tháng 1 năm 2012). "The failure of American political speech". The Economist. Truy cập ngày 15 tháng 6 năm 2019.
- Johnson, Jake (ngày 28 tháng 5 năm 2019). "'Let's Expand Employee Ownership': Bernie Sanders Backs Plan to Give Workers Power Over Corporate Decisions". Common Dreams. Truy cập ngày 20 tháng 7 năm 2019.
- Johnson, Miles (ngày 3 tháng 9 năm 2019). "Giuseppe Conte seeks go-ahead to form Italy coalition government". Financial Times. Truy cập ngày 14 tháng 4 năm 2020.
- Johnston, Laurie (ngày 28 tháng 12 năm 1972). "Young Socialists defeat motion favoring recognition of Cuba" (PDF). The New York Times. tr. 15. Truy cập ngày 9 tháng 2 năm 2020.
- Jones, Colin (ngày 20 tháng 12 năm 2007). "At the Heart of the Terror". The New York Review of Books. Truy cập ngày 12 tháng 2 năm 2020.
- Jones, Owen (ngày 13 tháng 6 năm 2017). "New Labour is dead. Jeremy Corbyn's shadow cabinet must stay as it is". The Guardian. Truy cập ngày 17 tháng 5 năm 2019.
- Kaczynski, Andrew; McDermott, Nathan (ngày 14 tháng 3 năm 2019). "Bernie Sanders in the 1970s urged nationalization of most major industries". CNN. Truy cập ngày 20 tháng 7 năm 2019.
- Kameny, Fred (ngày 4 tháng 2 năm 2019). "Is Venezuela Failing Because of Socialism?". The New York Times. Truy cập ngày 23 tháng 2 năm 2020.
- Karnitschnig, Matthew (ngày 2 tháng 3 năm 2018). "Who killed European social democracy?". Politico. Truy cập ngày 29 tháng 11 năm 2019.
- Kaufman, Alexander C. (ngày 7 tháng 11 năm 2018). "Democrats' Green New Deal Wing Takes Shape Amid Wave Of Progressive Climate Hawk Wins". The Huffington Post. Lưu trữ bản gốc ngày 13 tháng 11 năm 2018. Truy cập ngày 13 tháng 11 năm 2018.
- Kenworthy, Lane (ngày 1 tháng 1 năm 2014). "America's Social Democratic Future: The Arc of Policy Is Long but Bends Toward Justice". Foreign Affairs. Số January/February 2014. Truy cập ngày 29 tháng 4 năm 2020.
- Kinzel, Bob (ngày 19 tháng 2 năm 2019). "He's In For 2020: Bernie Sanders Is Running For President Again". VPW News. Truy cập ngày 25 tháng 11 năm 2019.
- Klar, Rebecca (ngày 10 tháng 6 năm 2019). "Poll: Socialism gaining in popularity". The Hill. Truy cập ngày 17 tháng 1 năm 2020.
- Kristof, Nicholas (ngày 27 tháng 10 năm 2011). "Crony Capitalism Comes Home". The New York Times. Truy cập ngày 1 tháng 3 năm 2020.
- Krugman, Paul (ngày 13 tháng 2 năm 2020). "Bernie Sanders Isn't a Socialist". The New York Times. Truy cập ngày 23 tháng 2 năm 2020.
- Kvitrud, Erlend (ngày 29 tháng 6 năm 2019). "What the Right Gets Wrong About Socialism". Foreign Policy. Truy cập ngày 14 tháng 4 năm 2020.
- Lawrence, Mathew (ngày 3 tháng 6 năm 2019). "Bernie Sanders' plan to empower workers could revolutionise Britain's economy". The Guardian. Truy cập ngày 20 tháng 7 năm 2019.
- Lawson, Neal (ngày 20 tháng 12 năm 2018). "Averting the death of social democracy". Social Europe. Truy cập ngày 29 tháng 11 năm 2019.
- Leibovich, Mark (ngày 21 tháng 1 năm 2007). "The Socialist Senator". The New York Times. Truy cập ngày 15 tháng 11 năm 2019.
- Lerer, Lisa (ngày 16 tháng 7 năm 2009). "Where's the outrage over AIG bonuses?". Politico. Truy cập ngày 7 tháng 3 năm 2020.
- Leong, Weng Kam (ngày 10 tháng 6 năm 2016). "Ex-PAP man recounts 1957 'kelong meeting'". The Straits Times. Truy cập ngày 29 tháng 4 năm 2020.
- Levitz, Eric (ngày 23 tháng 4 năm 2019). "Bernie Sanders: 'Democratic Socialist' Is Just a Synonym for New Deal Liberal". New York. Truy cập ngày 24 tháng 1 năm 2020.
- Levitz, Eric (ngày 29 tháng 5 năm 2019). "In Appeal to Moderates, Sanders Calls for Worker-Ownership of Means of Production". New York. Truy cập ngày 20 tháng 7 năm 2019.
- Linderborg, Åsa (ngày 28 tháng 2 năm 2006). "Detta borde vara vårt arv". Aftonbladet (bằng tiếng Na Uy). Bản gốc lưu trữ ngày 10 tháng 3 năm 2006. Truy cập ngày 14 tháng 11 năm 2019.
- Lowen, Mark (ngày 5 tháng 4 năm 2013). "How Greece's once-mighty Pasok party fell from grace". BBC News. Truy cập ngày 23 tháng 2 năm 2020.
- Lozada, Carlos (ngày 11 tháng 3 năm 2016). "The liberal war over the Obama legacy has already begun". The Washington Post. Truy cập ngày 14 tháng 4 năm 2020.
- Ludwigshafen; Piraeus; Valletta (ngày 2 tháng 4 năm 2016). "Rose thou art sick". The Economist. Truy cập ngày 23 tháng 2 năm 2020.
- M., S. (ngày 1 tháng 2 năm 2016). "How much of a socialist is Sanders?". The Economist. Truy cập ngày 7 tháng 3 năm 2020.
- Marcetic, Branko (ngày 13 tháng 6 năm 2019). "Bernie Sanders, Socialist New Dealer". Jacobin. Truy cập ngày 15 tháng 11 năm 2019.
- Matthews, Dylan (ngày 20 tháng 11 năm 2015). "A leading socialist explains what Bernie Sanders's socialism gets right — and wrong". Vox. Truy cập ngày 14 tháng 4 năm 2020.
- Matthews, Dylan (ngày 29 tháng 5 năm 2019). "Bernie Sanders's most socialist idea yet, explained". Vox. Truy cập ngày 20 tháng 7 năm 2019.
- McCarthy, Michael (ngày 7 tháng 8 năm 2018). "Democratic Socialism Isn't Social Democracy". Jacobin. Truy cập ngày 26 tháng 10 năm 2021.
- McCarthy, Michael (ngày 30 tháng 5 năm 2019). "Economic Democracy, If We Can Keep It". Jacobin. Truy cập ngày 20 tháng 7 năm 2019.
- McArdle, Megan (ngày 13 tháng 6 năm 2019). "Bernie Sanders's brand of socialism is hard to pin down". The Washington Post. Truy cập ngày 14 tháng 4 năm 2020.
- McSheffrey, Elizabeth (ngày 21 tháng 10 năm 2015). "Better luck next time, Mr. Mulcair". National Observer. Truy cập ngày 8 tháng 2 năm 2020.
- Meyer, David (ngày 20 tháng 6 năm 2019). "Bernie Sanders Wants Companies to Give Employees Ownership—a Trend That's Already Growing in the U.K." Fortune. Truy cập ngày 20 tháng 7 năm 2019.
- Muldoon, James (ngày 5 tháng 1 năm 2019). "Reclaiming the Best of Karl Kautsky". Jacobin. Truy cập ngày 20 tháng 6 năm 2019.
- Murphy, Patricia (ngày 13 tháng 4 năm 2017). "Real Socialists Think Bernie's a Sellout". The Daily Beast. Truy cập ngày 14 tháng 4 năm 2020.
- Nagin, Rick (ngày 20 tháng 8 năm 2018). "The difference between socialism and reformism". People's World. Truy cập ngày 31 tháng 1 năm 2020.
- The New York Times (ngày 27 tháng 12 năm 1972). "Young Socialists open parley; to weigh 'New Politics' split" (PDF). The New York Times. Truy cập ngày 9 tháng 2 năm 2020.
- The New York Times (ngày 31 tháng 12 năm 1972). "Socialist Party now the Social Democrats, U.S.A." The New York Times. Truy cập ngày 9 tháng 2 năm 2020.
- The New York Times (ngày 1 tháng 1 năm 1973). "'Firmness' urged on Communists: Social Democrats reach end of U.S. Convention here" (PDF). The New York Times. Truy cập ngày 9 tháng 2 năm 2020.
- O'Leary, Naomi (ngày 6 tháng 9 năm 2018). "Danish left veering right on immigration". Politico. Truy cập ngày 13 tháng 9 năm 2018.
- Orange, Richard (ngày 11 tháng 5 năm 2018). "Mette Frederiksen: the anti-migrant left leader set to win power in Denmark". The Guardian. Truy cập ngày 12 tháng 5 năm 2019.
- Oshinsky, David (ngày 24 tháng 7 năm 1988). "It Wasn't Easy Being a Leftist". The New York Times. Truy cập ngày 15 tháng 11 năm 2019.
- Östberg, Kjell (ngày 25 tháng 8 năm 2019). "Was Sweden Headed Toward Socialism in the 1970s?". Jacobin. Truy cập ngày 18 tháng 11 năm 2019.
- O'Toole, Patricia (ngày 25 tháng 6 năm 2006). "The War of 1912". Time. Bản gốc lưu trữ ngày 3 tháng 7 năm 2006. Truy cập ngày 6 tháng 1 năm 2012.
- Paul, Ari (ngày 19 tháng 11 năm 2013). "Seattle's election of Kshama Sawant shows socialism can play in America". The Guardian. Truy cập ngày 15 tháng 11 năm 2019.
- Powell, Michael (ngày 6 tháng 11 năm 2006). "Exceedingly Social But Doesn't Like Parties". The Washington Post. Truy cập ngày 7 tháng 3 năm 2020.
- Prokop, Andrew (ngày 12 tháng 10 năm 2015). "Bernie Sanders 2016: a primer". Vox. Truy cập ngày 1 tháng 3 năm 2020.
- Post, Charlie (ngày 9 tháng 3 năm 2019). "The "Best" of Karl Kautsky Isn't Good Enough". Jacobin. Truy cập ngày 20 tháng 6 năm 2019.
- Radcliff, Benjamin (ngày 25 tháng 9 năm 2013). "Western nations with social safety net happier". CNN. Truy cập ngày 20 tháng 10 năm 2014.
- "Spain's Socialists seen easily winning election, new poll shows". Reuters. Reuters. ngày 2 tháng 8 năm 2018. Truy cập ngày 4 tháng 8 năm 2018.
- Reuters (ngày 26 tháng 6 năm 2019). "Denmark becomes third Nordic country to form leftist government this year". The Japan Times. Reuters. Truy cập ngày 31 tháng 7 năm 2019. {{Chú thích báo}}: |author= có tên chung (trợ giúp)
- Riddell, Peter (ngày 14 tháng 1 năm 2002). "We believed you, Tony, but what comes next?". The Times.
- Rizzo, Salvador (ngày 11 tháng 2 năm 2019). "Fact Checker: What's actually in the 'Green New Deal' from Democrats?". The Washington Post. Truy cập ngày 2 tháng 3 năm 2019.
- Rodriguez, Jesus (ngày 23 tháng 10 năm 2018). "White House report hits Marx, the Soviet Union and 'Medicare for All'". Politico. Truy cập ngày 24 tháng 1 năm 2020.
- Sacks, Adam J. (ngày 5 tháng 12 năm 2019). "Why the Early German Socialists Opposed the World's First Modern Welfare State". Jacobin. Truy cập ngày 10 tháng 9 năm 2020.
- Sanders, Bernie (ngày 26 tháng 7 năm 2013). "What Can We Learn From Denmark?". The Huffington Post. Truy cập ngày 7 tháng 3 năm 2020.
- Sanders, Bernie (ngày 1 tháng 12 năm 2014). "An Economic Agenda for America: 12 Steps Forward". The Huffington Post. Truy cập ngày 20 tháng 7 năm 2019.
- Savage, Luke (ngày 31 tháng 5 năm 2019). "Bernie Sanders Wants to Democratize Your Workplace". Jacobin. Truy cập ngày 20 tháng 7 năm 2019.
- Saxon, Wolfgang (ngày 1 tháng 4 năm 1992). "Tom Kahn, leader in labor and rights movements, was 53". The New York Times. Truy cập ngày 15 tháng 11 năm 2019.
- Schlesinger, Robert (ngày 26 tháng 1 năm 2011). "The Myth of JFK as Supply Side Tax Cutter". U.S. News & World Report. Truy cập ngày 15 tháng 11 năm 2019.
- Schweizer Radio und Fernsehen (ngày 7 tháng 4 năm 2010). "Überwindung des Kapitalismus bleibt SP-Fernziel" (bằng tiếng Đức). Schweizer Radio und Fernsehen. Truy cập ngày 30 tháng 4 năm 2020.
- Schweizer Radio und Fernsehen (ngày 19 tháng 11 năm 2016). "Positionspapier sorgt für rote Köpfe bei Genossen" (bằng tiếng Đức). Schweizer Radio und Fernsehen. Truy cập ngày 30 tháng 4 năm 2020.
- Schweizer Radio und Fernsehen (ngày 3 tháng 12 năm 2016). "SP will die "Überwindung des Kapitalismus" konkretisieren" (bằng tiếng Đức). Schweizer Radio und Fernsehen. Truy cập ngày 30 tháng 4 năm 2020.
- Sitaraman, Ganesh (ngày 23 tháng 12 năm 2019). "The Collapse of Neoliberalism". The New Republic. Truy cập ngày 10 tháng 4 năm 2020.
- Spross, Jeff (ngày 24 tháng 4 năm 2018). "Bernie Sanders has Conquered the Democratic Party". The Week. Truy cập ngày 25 tháng 11 năm 2019.
- Stein, Jeff (ngày 28 tháng 5 năm 2019). "Bernie Sanders backs 2 policies to dramatically shift corporate power to U.S. workers". The Washington Post. Truy cập ngày 20 tháng 7 năm 2019.
- Stephens, Bret (ngày 25 tháng 1 năm 2019). "Yes, Venezuela Is a Socialist Catastrophe". The New York Times. Truy cập ngày 23 tháng 2 năm 2020.
- Stone, Jon (ngày 26 tháng 6 năm 2019). "Denmark gets new left-wing government with plans to increase welfare spending and scrap anti-immigration measures". The Independent. Truy cập ngày 31 tháng 7 năm 2019.
- Stossel, John (ngày 14 tháng 1 năm 2010). "Let's Take the "Crony" Out of "Crony Capitalism". Reason. Reason Foundation. Truy cập ngày 1 tháng 3 năm 2020.
- Sunkara, Bhaskar (ngày 15 tháng 1 năm 2020). "The Long Shot of Democratic Socialism Is Our Only Shot". Jacobin. Truy cập ngày 14 tháng 2 năm 2020.
- Tarnoff, Ben (ngày 12 tháng 7 năm 2017). "How social media saved socialism". The Guardian. Truy cập ngày 14 tháng 5 năm 2019.
- Tupy, Marian (ngày 1 tháng 3 năm 2016). "Bernie Is Not a Socialist and America Is Not Capitalist". The Atlantic. Truy cập ngày 26 tháng 3 năm 2019.
- Vyse, Graham (ngày 9 tháng 11 năm 2018). "Democratic Socialists Rack Up Wins in States". Governing. Truy cập ngày 17 tháng 5 năm 2019.
- Watson, Kathryn (ngày 7 tháng 3 năm 2019). "Defining socialism: What it means and how it's shaping 2020". CBS News. Truy cập ngày 26 tháng 10 năm 2021.
- Wegel, David (ngày 1 tháng 12 năm 2018). "Bernie Sanders turns focus to the White House and the world". The Washington Post. Truy cập ngày 2 tháng 12 năm 2018.
- Werner, Kjell (ngày 4 tháng 10 năm 2017). "Ap ble for utydelig" (bằng tiếng Na Uy). Siste. Avisenes Nyhetsbyrå. Bản gốc lưu trữ ngày 15 tháng 7 năm 2018. Truy cập ngày 20 tháng 10 năm 2017.
- Worstall, Tim (ngày 17 tháng 5 năm 2016). "Bernie's Democratic Socialism Isn't Socialism, It's Social Democracy". Forbes. Truy cập ngày 26 tháng 3 năm 2019.
- Younge, Gary (ngày 22 tháng 5 năm 2017). "Jeremy Corbyn has defied his critics to become Labour's best hope of survival". The Guardian. Truy cập ngày 23 tháng 2 năm 2020.
- Zimmerman, Klaus (ngày 19 tháng 2 năm 2010). "Social Democracy in America?". The Atlantic. Truy cập ngày 1 tháng 2 năm 2017.
- Zurcher, Anthony (ngày 20 tháng 6 năm 2019). "Bernie Sanders: What's different this time around?". BBC News. Truy cập ngày 25 tháng 11 năm 2019.

#### Diễn văn
- Bismarck, Otto (ngày 15 tháng 3 năm 1884). Reichstag Speech on the Law for Workers' Compensation (Diễn văn). Berlin. Truy cập ngày 23 tháng 2 năm 2020.
- Miliband, Ed (ngày 12 tháng 1 năm 2013). One Nation Speech (Diễn văn). Fabian Society New Year Conference 2013. London: Fabian Society. Truy cập ngày 30 tháng 4 năm 2020.
- Palme, Olof (1982). Därför är jag demokratisk socialist [Why I am a Democratic Socialist] (Diễn văn). 1982 Congress of the Swedish Social Democratic Party (bằng tiếng Thụy Điển). Stockholm.
- Roosevelt, Franklin D. (ngày 31 tháng 10 năm 1936). Address at Madison Square Garden, New York City (Diễn văn). New York. Truy cập ngày 15 tháng 11 năm 2019.
- Roosevelt, Franklin D. (ngày 6 tháng 1 năm 1941). 1941 State of the Union Address (The Four Freedoms) (Diễn văn). Washington, D.C. Truy cập ngày 15 tháng 11 năm 2019.
- Sanders, Bernie (ngày 19 tháng 11 năm 2015). Democratic Socialism in the United States (Diễn văn). Georgetown University, Washington, D.C. Truy cập ngày 1 tháng 3 năm 2020.
- Sanders, Bernie (ngày 12 tháng 6 năm 2019). My Vision for Democratic Socialism in America (Diễn văn). George Washington University, Washington, D.C. Truy cập ngày 1 tháng 3 năm 2020.

#### Website
- Abramowitz, Michael J. (ngày 16 tháng 1 năm 2018). "Freedom in the World 2018 — Democracy in Crisis". Freedom House. Truy cập ngày 4 tháng 2 năm 2020.
- Abramowitz, Michael J. (ngày 5 tháng 2 năm 2019). "Freedom in the World 2019 — Democracy in Retreat". Freedom House. Truy cập ngày 12 tháng 3 năm 2020.
- Aghekyan, Elen; Bhatia, Rukmani; Dunham, Jennifer; O'Toole, Shannon; Puddington, Arch; Repucci, Sarah; Roylance, Tyler; Tucker, Vanessa (ngày 16 tháng 1 năm 2018). "Table of Countries Score". Freedom House. Bản gốc lưu trữ ngày 19 tháng 2 năm 2020. Truy cập ngày 4 tháng 2 năm 2020.
- Amadeo, Kimberly (ngày 14 tháng 12 năm 2019). "What Caused 2008 Global Financial Crisis". The Balance. Truy cập ngày 14 tháng 4 năm 2020.
- Angier, Tom (ngày 8 tháng 2 năm 2017). "What French philosophy can tell us about the EU, nationhood, and the decline of social democracy". LSE Research Online. Truy cập ngày 20 tháng 10 năm 2017.
- Angel, Pierre Robert (ngày 2 tháng 1 năm 2020). "Eduard Bernstein". Encyclopædia Britannica Online. Truy cập ngày 29 tháng 2 năm 2020.
- Atkinson, Neill (ngày 30 tháng 3 năm 2015). "John A Lee". New Zealand History. Ministry for Culture and Heritage. Truy cập ngày 1 tháng 3 năm 2020.
- Astor, Maggie (ngày 12 tháng 6 năm 2019). "What Is Democratic Socialism? Whose Version Are We Talking About?". The New York Times. Truy cập ngày 10 tháng 2 năm 2020.
- Bacon Jr., Perry (ngày 7 tháng 4 năm 2020). "Did Sanders Blow It For The Democratic Left? Or Was The Nomination Always Out Of Reach?". FiveThirtyEight. Truy cập ngày 14 tháng 4 năm 2020.
- Bacon Jr., Perry (ngày 8 tháng 4 năm 2020). "Why Bernie Sanders Lost". FiveThirtyEight. Truy cập ngày 14 tháng 4 năm 2020.
- Conyers, John (ngày 21 tháng 1 năm 2017). "115th United States Congress". Library of Congress. Truy cập ngày 7 tháng 3 năm 2020.
- Democratic Socialists of America. "About DSA". Democratic Socialists of America. Truy cập ngày 17 tháng 5 năm 2019.
- Dionne, E. J.; Galtson, William (ngày 13 tháng 5 năm 2019). "Socialism: A Short Primer". Brookings Institution. Truy cập ngày 14 tháng 4 năm 2020.
- Duignan, Brian; Kalsang Bhutia, Thinley; Mahajan, Deepti (ngày 21 tháng 1 năm 2009). "Social democracy". Encyclopædia Britannica Online. Truy cập ngày 29 tháng 2 năm 2020.
- Duignan, Brian; Kalsang Bhutia, Thinley; Mahajan, Deepti (ngày 17 tháng 6 năm 2014). "Social democracy". Encyclopædia Britannica Online. Bản gốc lưu trữ ngày 2 tháng 6 năm 2016. Truy cập ngày 29 tháng 2 năm 2020.
- Duignan, Brian; Kalsang Bhutia, Thinley; Mahajan, Deepti (ngày 20 tháng 12 năm 2016). "Social democracy". Encyclopædia Britannica Online. Truy cập ngày 29 tháng 2 năm 2020.
- Eldred, Sheila Mulrooney (ngày 12 tháng 11 năm 2019). "When Harry Truman Pushed for Universal Health Care". History. Truy cập ngày 15 tháng 11 năm 2019.
- Eskow, Richard (ngày 15 tháng 10 năm 2014). "New Study Finds Big Government Makes People Happy, "Free Markets" Don't". Our Future. People's Action. Truy cập ngày 20 tháng 10 năm 2014.
- Feinman, Ronald L. (ngày 6 tháng 2 năm 2016). "Between Hillary and Bernie: Who's the Real Progressive?". History News Network. Truy cập ngày 15 tháng 11 năm 2019.
- The Heritage Foundation (ngày 17 tháng 2 năm 2017). "2017 Index of Economic Freedom: U.S. Score Declines Further as World Average Increases". The Heritage Foundation. Truy cập ngày 4 tháng 2 năm 2020.
- House of Representatives (ngày 7 tháng 2 năm 2019). "Resolution: Recognizing the duty of the Federal Government to create a Green New Deal" (PDF). U.S. House of Representatives. Truy cập ngày 17 tháng 5 năm 2019.
- Jain, Parul; Rodriguez, Emily; Sampaolo, Marco (ngày 10 tháng 5 năm 2017). "Eurocommunism". Encyclopædia Britannica Online. Truy cập ngày 29 tháng 2 năm 2020.
- Kalsang Bhutia, Thinley; Veenu, Setia (ngày 13 tháng 10 năm 2019). "Karl Kautsky". Encyclopædia Britannica Online. Truy cập ngày 29 tháng 2 năm 2020.
- Kerr, Roger (ngày 9 tháng 12 năm 1999). "Optimism for the New Millennium". Rotary Club of Wellington North. Bản gốc lưu trữ ngày 7 tháng 3 năm 2006. Truy cập ngày 10 tháng 5 năm 2006.
- Kim, Anthony B.; Miller, Terry (ngày 13 tháng 12 năm 2016). "2017" (PDF). Index of Economic Freedom. The Heritage Foundation. Bản gốc (PDF) lưu trữ ngày 11 tháng 4 năm 2023. Truy cập ngày 4 tháng 2 năm 2020.
- Lipset, Seymour Martin; Marks, Gary (ngày 30 tháng 1 năm 2001). "How FDR Saved Capitalism". Hoover Institution. Truy cập ngày 15 tháng 11 năm 2019.
- McLean, Gavin (ngày 8 tháng 11 năm 2017). "Michael Joseph Savage". New Zealand History. Ministry for Culture and Heritage. Truy cập ngày 1 tháng 3 năm 2020.
- The National Archives. "Liberal Welfare Reforms 1906–11". Learning Curve. The National Archives. Bản gốc lưu trữ ngày 2 tháng 2 năm 2012. Truy cập ngày 24 tháng 1 năm 2010.
- New Democratic Party of Canada (tháng 4 năm 2013). "Constitution of the New Democratic Party of Canada" (PDF). New Democratic Party of Canada. Truy cập ngày 9 tháng 2 năm 2020.
- New Democratic Party of Canada (tháng 2 năm 2018). "Constitution of the New Democratic Party of Canada" (PDF). New Democratic Party of Canada. Truy cập ngày 9 tháng 2 năm 2020.
- Newport, Frank (ngày 13 tháng 8 năm 2018). "Democrats More Positive About Socialism Than Capitalism". Gallup. Truy cập ngày 26 tháng 4 năm 2019.
- New Zealand History (ngày 17 tháng 5 năm 2017). "Rātana and Labour seal alliance – 22 April 1936". New Zealand History. Ministry for Culture and Heritage. Truy cập ngày 1 tháng 3 năm 2020.
- Ocasio-Cortez, Alexandria (ngày 2 tháng 2 năm 2019). "Resolution: Recognizing the duty of the Federal Government to create a Green New Deal". Library of Congress. Truy cập ngày 7 tháng 3 năm 2020.
- Pruitt, Sarah (ngày 22 tháng 10 năm 2019). "How Are Socialism and Communism Different?". History. Truy cập ngày 10 tháng 2 năm 2020.
- Progressive International (ngày 30 tháng 11 năm 2018). "An Open Call to All Progressive Forces". Progressive International. Truy cập ngày 2 tháng 12 năm 2018.
- Qiu, Linda (ngày 26 tháng 8 năm 2015). "Bernie Sanders — socialist or democratic socialist?". PolitiFact. Truy cập ngày 26 tháng 3 năm 2019.
- Reporters Without Borders (ngày 18 tháng 4 năm 2019). "2019 World Press Freedom Index". Reporters Without Borders. Truy cập ngày 4 tháng 2 năm 2020.
- Reporters Without Borders (ngày 18 tháng 4 năm 2019). "2019 World Press Freedom Index – A cycle of fear". Reporters Without Borders. Truy cập ngày 4 tháng 2 năm 2020.
- Repucci, Sarah (ngày 4 tháng 3 năm 2020). "Freedom in the World 2020 — A Leaderless Struggle for Democracy". Freedom House. Truy cập ngày 12 tháng 3 năm 2020.
- Rhodes, Campbell (ngày 30 tháng 4 năm 2013). "A perfect picture of the statesman: John Christian Watson". Museum of Australian Democracy. Truy cập ngày 1 tháng 3 năm 2020.
- Riccio, Giacomo (ngày 25 tháng 7 năm 2021). "Is Spain going to be the last test case for social democracy in the EU?". OpenDemocracy. Truy cập ngày 4 tháng 8 năm 2018.
- Sanders, Bernie (ngày 25 tháng 7 năm 2021). "Workplace Democracy Act". United States Senate. Truy cập ngày 4 tháng 2 năm 2020.
- Sanders, Bernie (ngày 8 tháng 6 năm 2018). "Sanders Promotes Employee-Ownership as Alternative to Greedy Corporations". United States Senate. Truy cập ngày 4 tháng 2 năm 2020.
- Sanders, Bernie (ngày 28 tháng 5 năm 2019). "Legislative Package Introduced to Encourage Employee-Owned Companies". Senator Bernie Sanders of Vermont. Truy cập ngày 4 tháng 2 năm 2020.
- Silver, Nate (ngày 9 tháng 4 năm 2020). "Sanders — And The Media — Learned The Wrong Lessons From Trump In 2016". FiveThirtyEight. Truy cập ngày 14 tháng 4 năm 2020.
- Social Democrats USA. "Principles". Social Democrats USA. Truy cập ngày 10 tháng 2 năm 2020.
- Socialist International (ngày 3 tháng 7 năm 1951). "Aims and Tasks of Democratic Socialism: Declaration of the Socialist International". Socialist International. Bản gốc lưu trữ ngày 22 tháng 1 năm 2019. Truy cập ngày 22 tháng 1 năm 2019.
- Socialist International (ngày 22 tháng 6 năm 1989). "Declaration of principles". Socialist International. Truy cập ngày 14 tháng 5 năm 2019.
- Starke, Helmut Dietmar (ngày 11 tháng 1 năm 2020). "Rosa Luxemburg". Encyclopædia Britannica Online. Truy cập ngày 29 tháng 2 năm 2020.
- Terry, Brandon M. (ngày 23 tháng 8 năm 2019). "Was Martin Luther King a Socialist?". Plough Publishing House. Truy cập ngày 16 tháng 11 năm 2019.
- Transparency International (ngày 23 tháng 1 năm 2020). "Corruption Perceptions Index 2019". Transparency International. Bản gốc lưu trữ ngày 27 tháng 3 năm 2020. Truy cập ngày 4 tháng 2 năm 2020.
- Transparency International (ngày 23 tháng 1 năm 2020). "2019 Corruption Perceptions Index shows anti-corruption efforts stagnating in G7 countries". Transparency International. Truy cập ngày 4 tháng 2 năm 2020.
- Truman, Harry S. (ngày 10 tháng 10 năm 1952). "Rear Platform and Other Informal Remarks in New York". Harry S. Truman Presidential Library and Museum. Truy cập ngày 10 tháng 2 năm 2020.
- Vision of Humanity (tháng 6 năm 2019). "Global Peace Index 2019" (PDF). Vision of Humanity. Institute for Economics & Peace. Bản gốc (PDF) lưu trữ ngày 27 tháng 8 năm 2019. Truy cập ngày 4 tháng 2 năm 2020.
- Wisconsin Historical Society. "Socialism in Milwaukee". Dictionary of Wisconsin History. Wisconsin Historical Society. Bản gốc lưu trữ ngày 4 tháng 11 năm 2012. Truy cập ngày 20 tháng 12 năm 2019.
- Ypi, Lea (ngày 22 tháng 11 năm 2018). "There is no left-wing case for Brexit: 21st century socialism requires transnational organization". British Politics and Policy. London School of Economics. Truy cập ngày 26 tháng 10 năm 2021.